# スクーデリア・フェラーリ
スクーデリア・フェラーリ S.p.A.（伊: Scuderia Ferrari S.p.A.）は、イタリアの自動車メーカー、フェラーリが運営するワークス・レーシングチームである。現在はF1のコンストラクターとして活動しているが、かつてはスポーツカー世界選手権やF2などのカテゴリーにも参戦していた。2023年からはAFコルセと組んで半世紀ぶりに耐久レース（FIA 世界耐久選手権(WEC)）に参戦している。
「スクーデリア（伊: scuderia）」はイタリア語の厩舎から転じた、「チーム」に当たる言葉で、英語のsquadに相当する。

## 概要
エンツォ・フェラーリによってアルファロメオのセミワークスレーシングチームとして発足し、独立後は一貫してシャーシとエンジンを内製するフルコンストラクターとして活動を続けている。
F1世界選手権創設時から参戦し続けている唯一のチームで、2009年までに最多の16回のコンストラクターズタイトルを獲得し、9人のドライバーズチャンピオンを輩出。通算最多勝・最多出走など、数多くのタイトルと記録を保持する。
第二次世界大戦後の1947年にフルワークスチームとしての活動を開始してからはF1 / F2によるフォーミュラレース、GT / スポーツプロトタイプによる耐久レース、ヒルクライムレースなど、各種カテゴリーでも成功を収めたが、1969年にフィアットの傘下に入ってからは経営効率化が進められ、1974年以降はF1活動に専念していた。
現在は、開発及び人的資源の分散により効率化向上を目的に、F1は「ジェスティオーネ・スポルティーバ（Gestione Sportiva/GES）」部門、GTによるレースと「フェラーリ・チャレンジ」、「F1クリエンティ」と「XXクリエンティ」プログラムなどは「コルセ・クリエンティ」部門と分割されている。
2023年からは耐久レース部門によりル・マン・ハイパーカー(LMH)規定のプロトタイプマシン「499P」を制作し、チームの運営はAFコルセが行う形で半世紀ぶりに耐久レース（FIA 世界耐久選手権(WEC)）に復帰し、同年から3年連続でル・マン24時間レースを制している。なお、ル・マン24時間レースではポルシェ（19勝）、アウディ（13勝）に続く歴代3位となる12勝を記録している。
チームのファクトリーはマラネッロのフェラーリ本社内の市販車の工場に隣接し、敷地内には社有のテストコースである「ピスタ・ディ・フィオラノ」（フィオラノサーキット）がある。

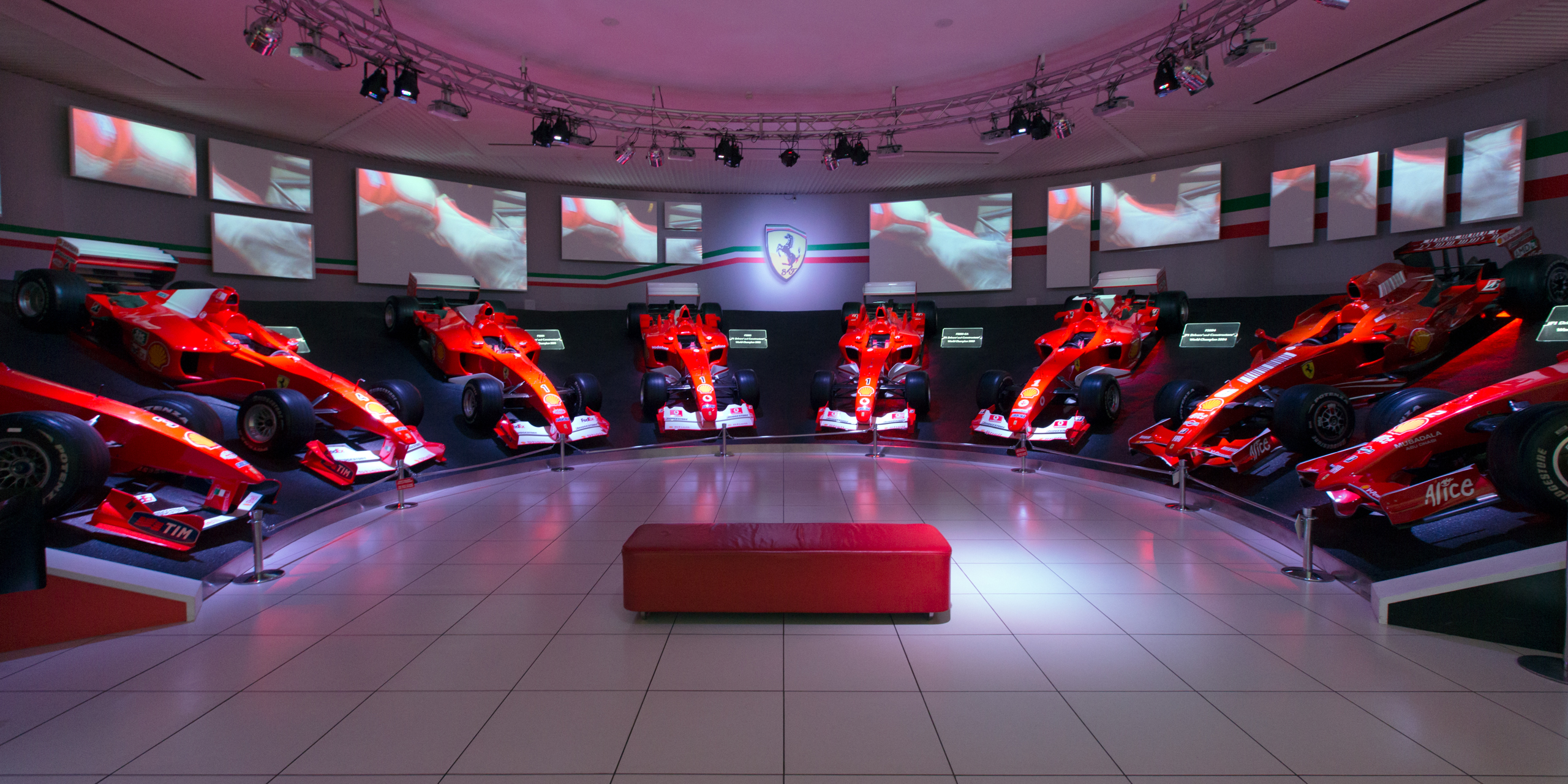
ムゼオ・フェラーリに展示されるF1の歴代チャンピオンマシン

## 歴史

### 創成期

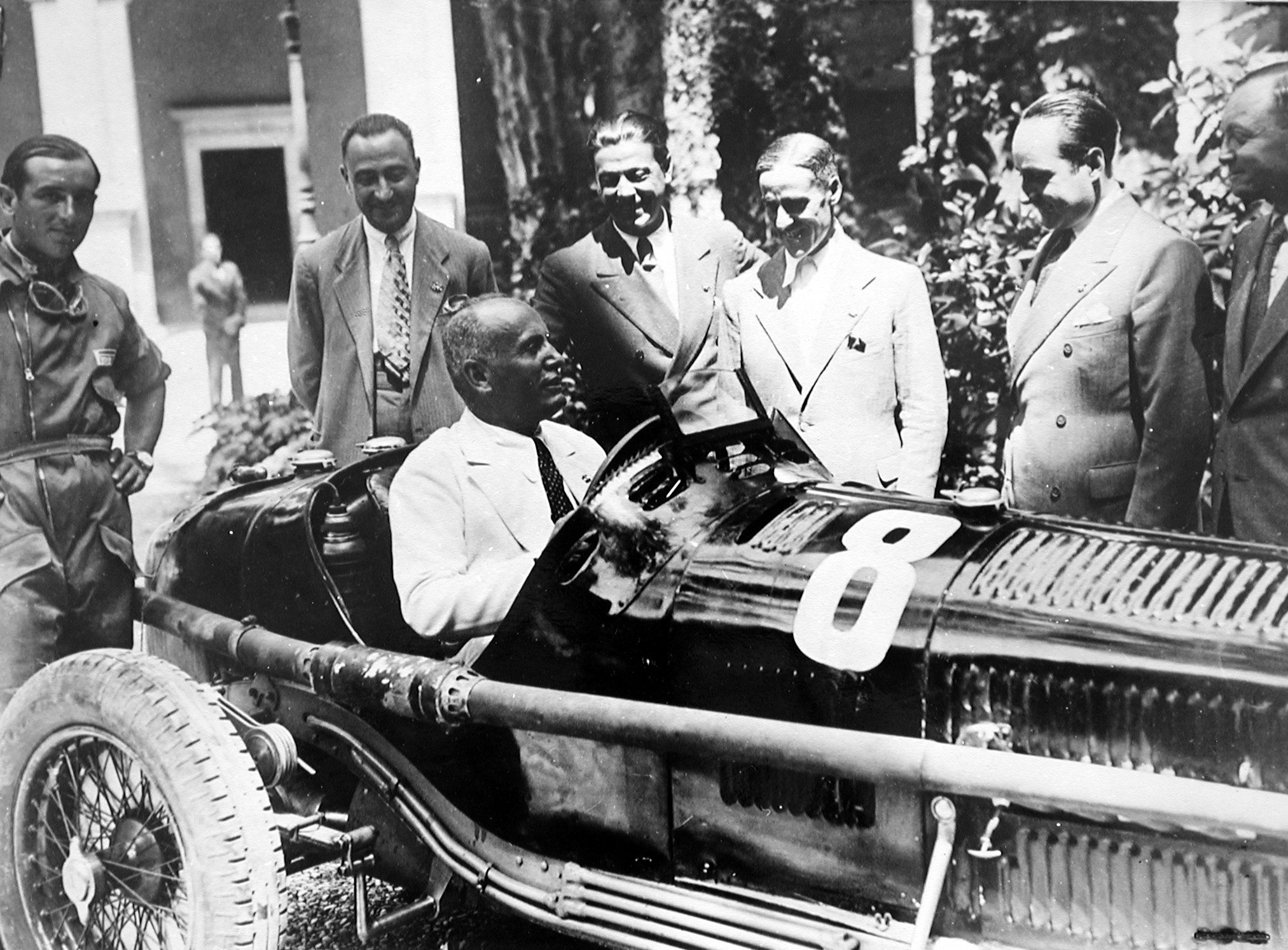
ベニート・ムッソリーニ（車内）やヌヴォラーリ（右から3番目）らとフェラーリ（左から2番目）

1929年に、アルファロメオのレーシングドライバーで、その後アルファロメオのディーラー「カロッツェリア・エミリア・エンツォ・フェラーリ」の経営をしていたエンツォ・フェラーリがレース仲間と共に「ソチェタ・アノーニマ・スクデリーア・フェラーリ（Società Anonima Scuderia Ferrari）」を創設した。当初はレース愛好家をサポートするディーラーチームであり、4輪の他にオートバイ部門もあった。
1932年に息子のアルフレードが生まれたことで、エンツォは現役を引退してチーム運営に専念し、アルファ・ロメオがワークス活動を休止するとマシンを借り受け、セミワークスチームとして活躍した。ベニート・ムッソリーニ率いるファシスト政権のサポートも受けて参戦した1935年のドイツGPでは、タツィオ・ヌヴォラーリが強力なドイツ勢を破り、歴史的な勝利を記した。
1938年にアルファ・コルセへ吸収合併されるが、翌年エンツォが経営陣と対立し、「フェラーリの名では4年間レース活動を行わない」という誓約を残して退社した。1940年にはエンツォにより「アウト・アヴィオ・コストゥルツィオーニ（Auto Avio Costruzioni）」の社名でモータースポーツに参戦するが、同年にイタリアが第二次世界大戦に参戦したため活動は中止となった。
エンツォが第二次世界大戦後の1947年にフェラーリを興し、レーシングカーと市販車の製造を始めると、再び「スクーデリア・フェラーリ」の名でレース界に参入。F1やミッレ・ミリア、ル・マン24時間レースなどのメジャーイベントに勝利し、強力な新興勢力となった。

### 1950年代
1950年から始まったF1世界選手権は、「本家」アルファロメオと「分家」スクーデリア・フェラーリの対決で幕が切って落とされた。1951年イギリスグランプリで、フロイラン・ゴンザレスが、それまで出走した全てのGPで勝利を獲得してきたアルファロメオを初めて破り、初勝利を獲得した。この際、エンツォは歓喜とともに「私は母親を殺してしまった」と複雑な心中を洩らした。

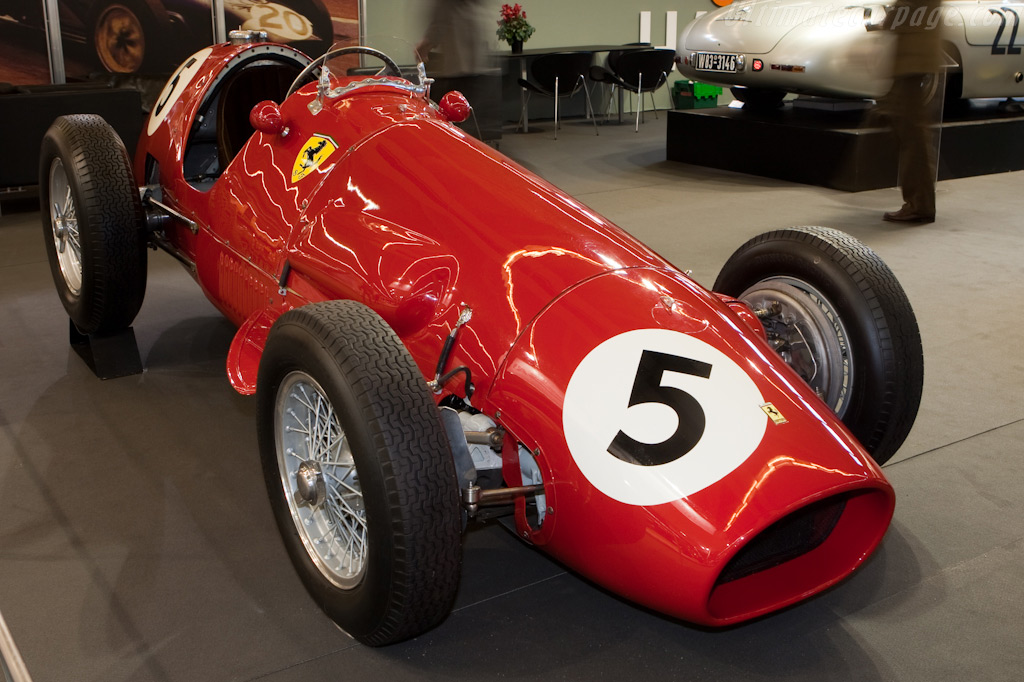
1952年 - 1953年に活躍した500F2

アルファロメオが撤退し、F2規定下で行われた1952年はスクーデリア・フェラーリの独擅場となり、アルベルト・アスカリがチーム初のチャンピオンに輝き、翌1953年も連覇を達成した。当時選手権の対象だったインディ500に不参加のため、出走レースという条件付きだが、アスカリの個人9連勝とチームの14連勝は2023年にマックス・フェルスタッペンが個人10連勝、フェルスタッペンが所属するレッドブルが15連勝するまで70年間最多連勝記録であった。
1954年と1955年にメルセデス・ベンツの後塵を拝した後、1956年にはファン・マヌエル・ファンジオが加わり、ランチアから譲り受けたマシン（ランチア・フェラーリ D50）で自身4度目の王座を得た。ライバルのマセラティが撤退した後は、F1界の盟主として英国系新興コンストラクターの挑戦を受ける立場となる。1958年はエンツォの死児の名を冠した「ディーノ」V6エンジン搭載車でマイク・ホーソーンがチャンピオンを獲得したものの、初代コンストラクターズタイトルをヴァンウォールに奪われた。さらに旧態な設計思想が災いし、クーパーの軽量ミッドシップマシンの台頭を許した。

### 1960年代

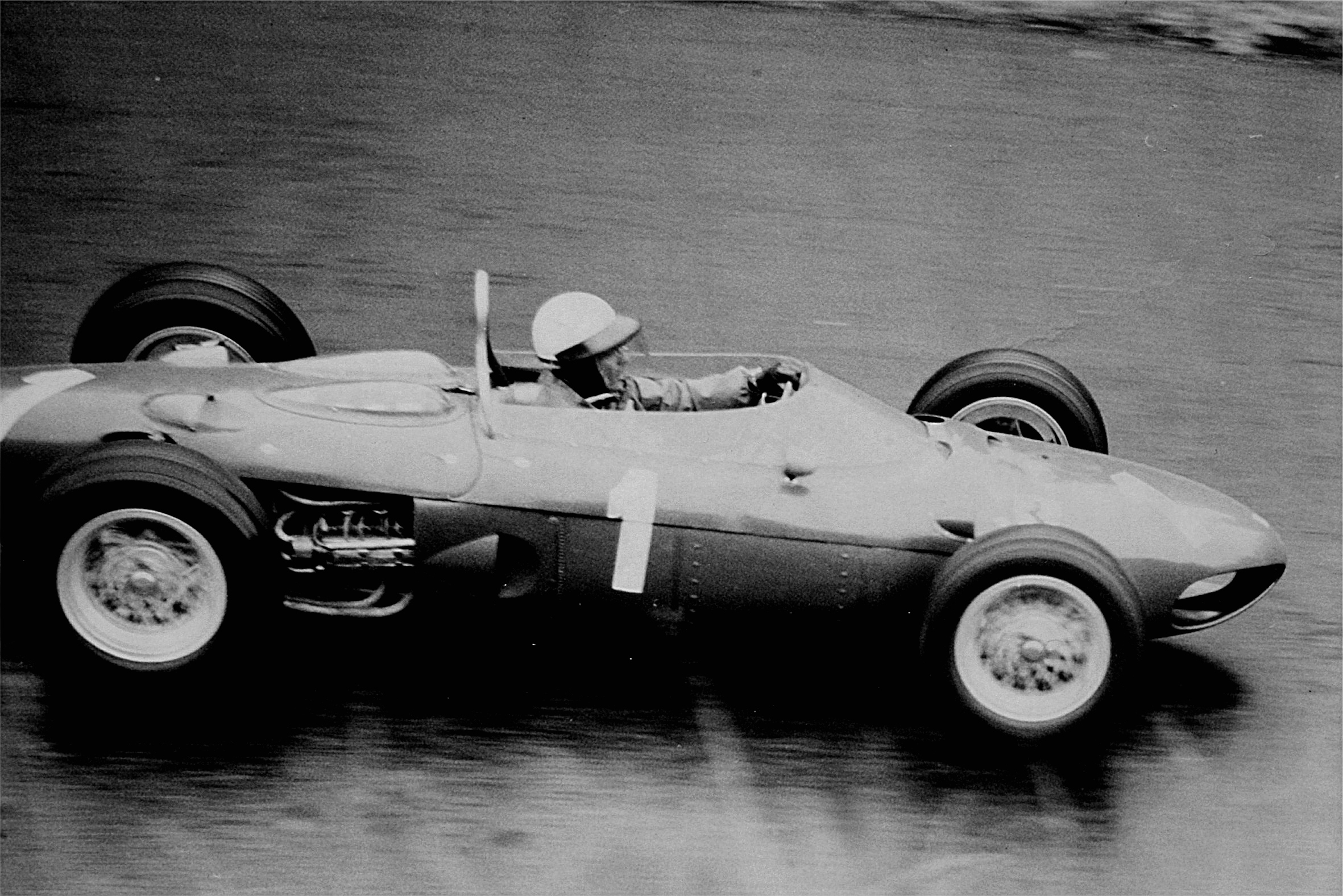
フィル・ヒルと"シャークノーズ"
156F1（1962年 ニュルブルクリンク）

1961年、再び規定変更が幸いして、初のコンストラクターズとドライバーズ（フィル・ヒル）の2冠を制したが、地元イタリアGPでヴォルフガング・フォン・トリップスが観客席に突っ込み死亡、14名の犠牲者を出す悲劇に見舞われた。1964年は、しぶとく戦ったジョン・サーティースが、最終戦の最終周回での逆転劇で2冠をもたらした。
しかし1960年代は押し並べてロータスなどの英国勢に先行され、チーム運営も内紛や経営不安などで混乱した。1962年には主要幹部が脱退し、翌年新チームATSを結成（フィル・ヒルも移籍する）。さらに買収交渉の決裂に端を発し、フォードがF1界へフォード・コスワース・DFVエンジンを送りこみ、フェラーリ包囲網が敷かれることになる。1969年、フェラーリ社は経営安定のためフィアット傘下に入り、市販車部門の管理を委ねたが、スクーデリア・フェラーリはエンツォが手綱を離さず、建て直しを図った。

### 1970年代

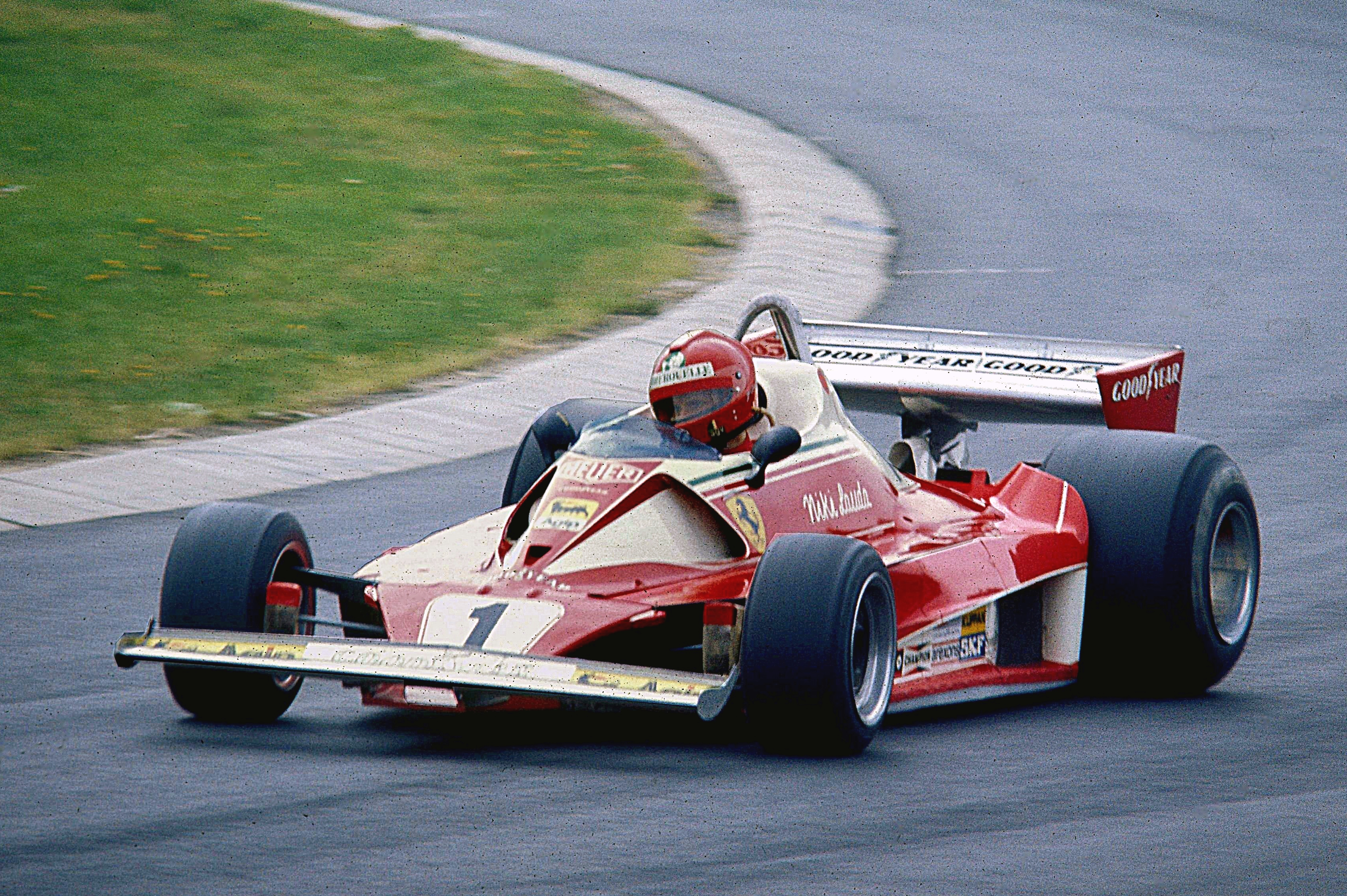
1976年ドイツグランプリ予選中のニキ・ラウダと312T2。

312Bの、新たに開発された水平対向12気筒 "ボクサー" エンジンが、名門復活の力となった。1973年に25歳のルカ・モンテゼーモロがチームマネージャーとなり、1974年から加入したニキ・ラウダと共にチーム改革を行った。この年のスペインGPでF1通算50勝に到達した後、1970年代後半にチームは黄金期を迎える。引続き開発した、トランスミッションを横置きとした312Tシリーズで1975年からコンストラクターズ・タイトルを3連覇。ラウダも瀕死の大事故に遭いながら、1975年と1977年のチャンピオンに輝いた。
1979年はジョディー・シェクターとジル・ヴィルヌーヴのコンビが活躍し、ダブルタイトルでボクサー黄金期を締めくくった。ヴィルヌーブは往年の名手タツィオ・ヌヴォラーリの再来と呼ばれ、ティフォシのアイドルとなった。

### 1980年代

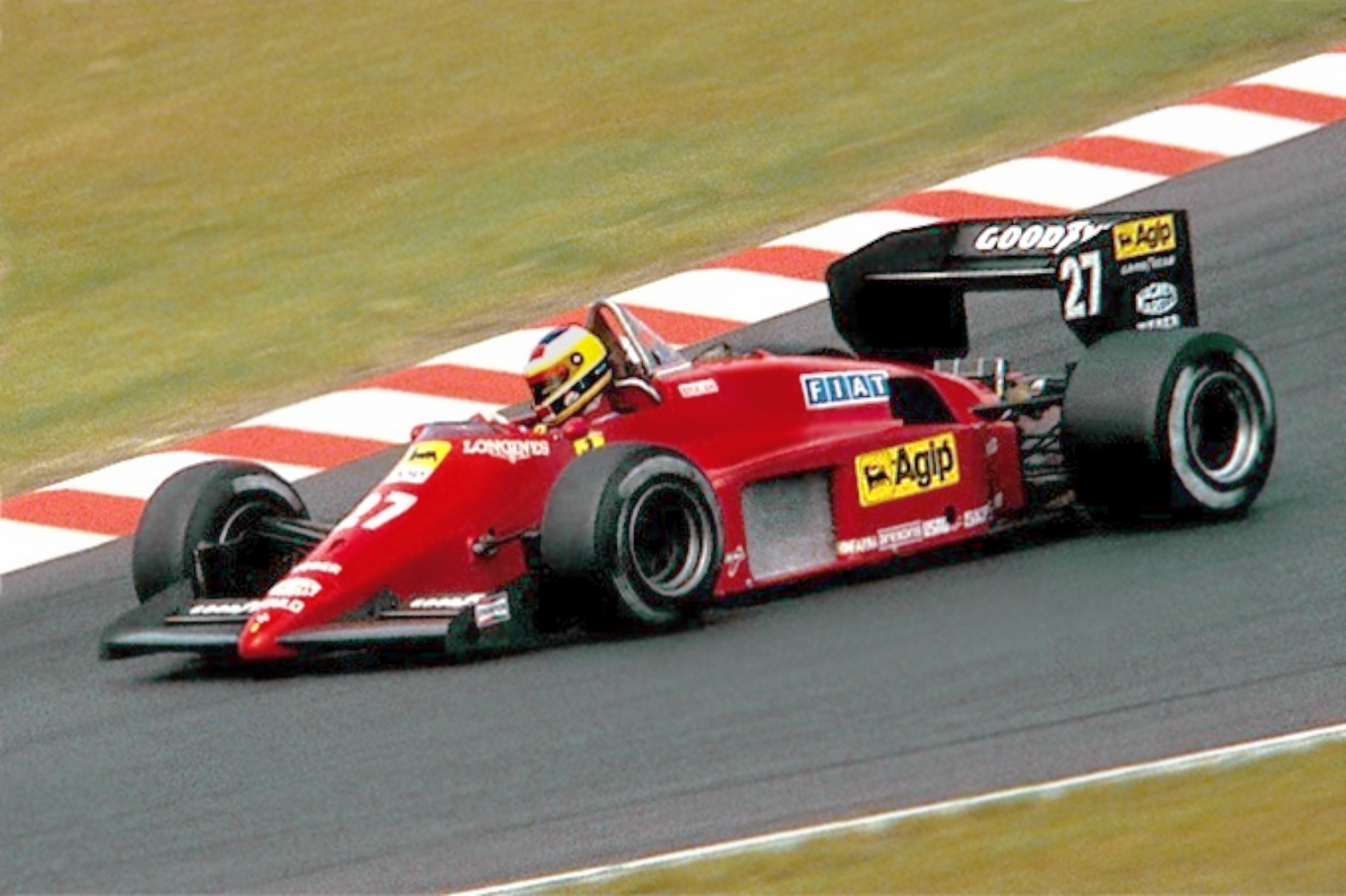
ドイツグランプリで優勝を飾った
ミケーレ・アルボレートと156/85
（1985年8月2日）

ルノーの台頭を受け、チームは1981年からターボエンジンを採用し、弱点のシャーシ設計でも、ハーベイ・ポスルスウェイトをチームに招き、英国系技術の導入を進めた。1982年、1983年のコンストラクターズを連覇したが、ドライバー間の対立がチームに暗い影を落とした。1982年のサンマリノGPでディディエ・ピローニの背信行為に怒ったヴィルヌーヴは、次戦ベルギーGPの予選中、冷静さを欠いた走りが事故を招いてしまい死亡。その後ピローニもドイツGPのフリー走行中に両足を粉砕骨折する重傷を負い、F1キャリアを断たれた。
それ以降は久々のイタリア人エース、ミケーレ・アルボレートが奮闘したが、ターボ開発競争でポルシェやホンダのエンジンに苦杯を舐めさせられた。1988年8月には創始者エンツォ・フェラーリが90歳で死去。1か月後の地元イタリアGPでは、ゲルハルト・ベルガーがマクラーレン・ホンダの連勝を止める奇跡的な1勝を挙げ、亡き総帥へ捧げた。この後、エンツォの死によりスクーデリア・フェラーリの運営権もフィアットが握ることになる。
1989年はナイジェル・マンセルが加入。マンセルには1986年よりオファーをしており2年越しの契約成立だった。V12自然吸気エンジンを搭載し、斬新なセミオートマチックトランスミッションを採用したマシン640を実戦投入するも、信頼性に課題を残した。チームメイトのベルガーはこのシーズンを最後にマクラーレンへ移籍した。また、エンツォ死去後は親会社であるフィアットの影響力が強まり、フィアットから送り込まれチームマネージャーとなったチェーザレ・フィオリオの意向により、3年前のジョン・バーナードの加入以来薄れつつあったイタリア純血路線への回帰が計られ、将来を見据えて同年よりイタリアの若いドライバーとオプション契約を数多く結び成長を見守る手法を実践するようになった。アレックス・カフィ、ニコラ・ラリーニ、ピエルルイジ・マルティニ、ジャンニ・モルビデリとオプション契約を結んだ。しかしこの翌年秋にフィオリオがフラビオ・ブリアトーレとの間で独断で試みたアレッサンドロ・ナニーニの契約譲渡交渉（のちに破談）や、すでに多重契約で話が複雑化していたジャン・アレジ獲得の際に多額の移籍金が必要となり、若手4人のオプション契約はすべて解消されるなど、チームは政治的な動きを活発化させる傾向が強まった。

### 1990年代
1990年にはマクラーレンでチャンピオンを獲得したアラン・プロストが加入し、10年ぶりに“カーナンバー1”をつけた。プロストはアイルトン・セナと熾烈な王者争いを繰り広げ、惜しくもタイトルを逃したが、同年フランスGPではチームの記念すべきF1通算100勝を達成した。
1991年も引き続きプロストが残留。引退宣言を撤回してウィリアムズへ戻ったマンセルの後任にジャン・アレジを起用し、タイトル奪還を目論んだ。しかし、この年の新レギュレーションに合わせたマシン開発に失敗。シーズン中の改良も成果を挙げず、さらにはシーズン終盤にチーム批判を繰り返したプロストを解雇するなどチーム内が混乱。1986年以来の0勝に終わり、タイトル争いには全く絡めなかった。この年はフィアットからモンテゼーモロが送り込まれ、社長に就任した。
1992年、F92Aは斬新なダブルデッキ（ダブルフロア）構造など設計上は革新的な要素を見せたマシンだったが、この構造によって重量バランスに苦心したうえ、今シーズン用に新設計のエンジンを導入したものの、そのエンジンにも信頼性も含めた難のある代物であった。シーズンの成績も表彰台獲得もわずか2回のみで、前年よりさらに成績が下降した。前年のプロストに続きシーズン途中でのイヴァン・カペリ解雇やマシン開発を巡って部署ごとに対立するなど、チーム内の混乱も続いた。
1993年、マクラーレンから戻ってきたゲルハルト・ベルガーとアレジを据える一方、勝利の糸口が見えない危機的状況にモンテゼーモロは、チームマネージャー（監督）に、WRCやル・マン24時間レースに参戦していたプジョーで実績を残してきたジャン・トッドを招聘。トッドは同年フランスGPから指揮を取り、人材確保と抜本的な体制改革に取り組んだ。

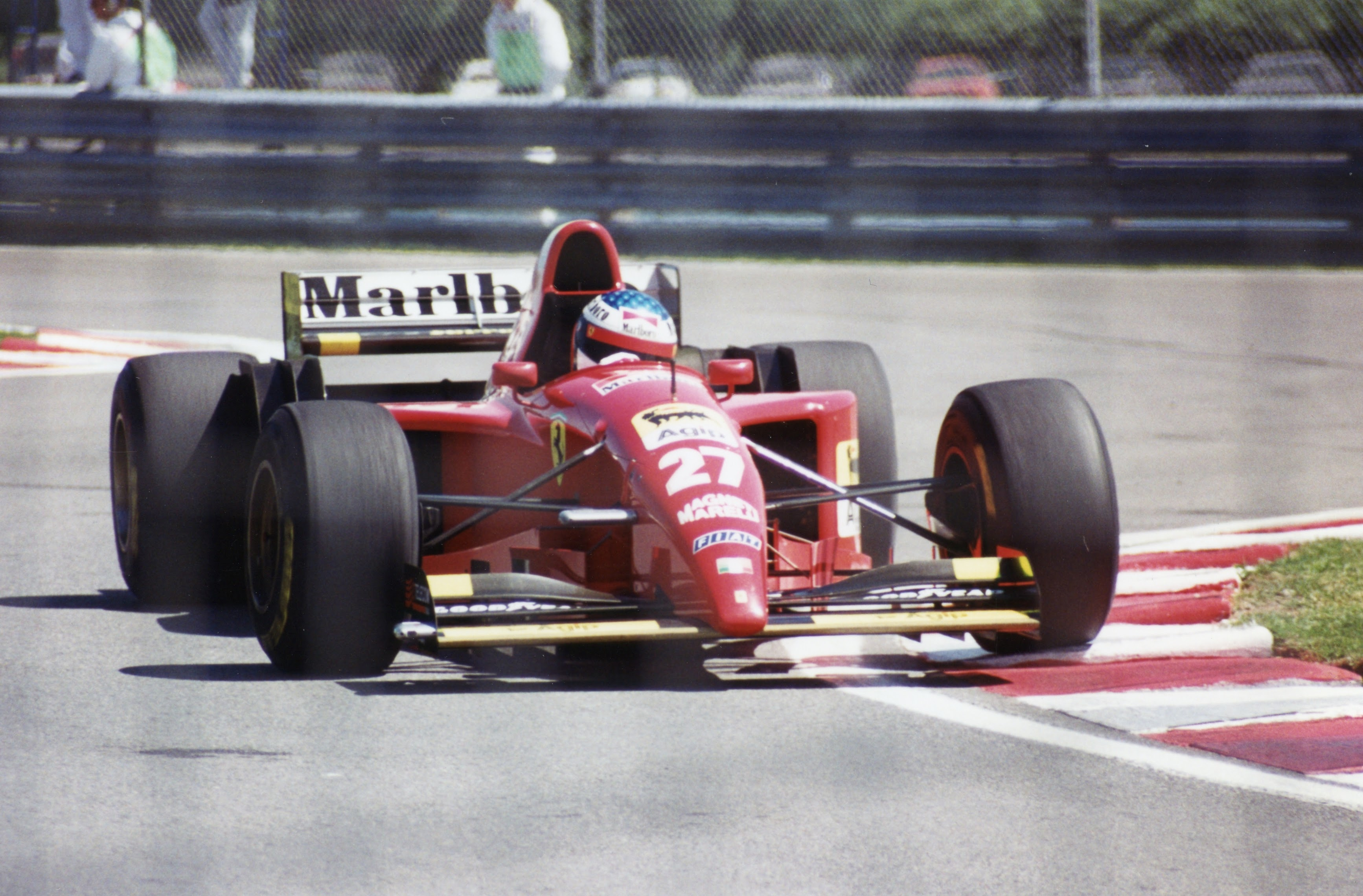
カナダグランプリでジャン・アレジがドライブする412T2（1995年6月）

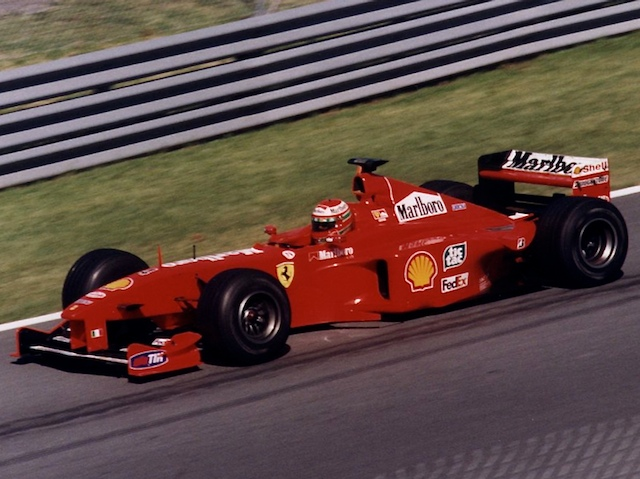
カナダグランプリでエディー・アーバインがドライブするF399（1999年6月）

翌1994年、ドイツGPでは4シーズンぶりにベルガーが勝利し、復活の第一歩を踏み出す。
1995年、アレジもカナダGPで自身F1初勝利を挙げ、徐々に成果も出始めた。その一方でベルガーとアレジの契約を同年で終了する。
1996年、当時2年連続ドライバーズチャンピオンのミハエル・シューマッハ（ベネトン）とエディ・アーバイン（ジョーダン）のラインナップに一新。同年スペインGPでシューマッハが移籍後初勝利し、シーズンで計3勝を上げた。技術陣もジョン・バーナードやグスタフ・ブルナーらに代わり、ベネトンのロス・ブラウン、ロリー・バーンらを据え、フェラーリはシューマッハを中心とする一枚岩の体制“チーム・シューマッハ”を構築する。
1997年、シューマッハはウィリアムズのジャック・ヴィルヌーヴ、1998年はマクラーレンのミカ・ハッキネンと僅差のタイトル争いを繰り広げたが、ともに最終戦でタイトルを逃した。
1999年、イギリスGPにてシューマッハのクラッシュによる両足骨折による長期戦線離脱で体制存続が危ぶまれたり、第15戦マレーシアGPで決勝後、競技審査委員会からレギュレーション違反で一旦失格になる騒動（結果的にフェラーリはFIAの国際控訴裁判所で逆転無罪を得る）もあった。それでもシューマッハの代役エースとなったアーバインが最後までハッキネンと競り合いドライバーズタイトル獲得こそは逃したが、シューマッハの代役、ミカ・サロの活躍もあって最終戦で16年ぶりにコンストラクターズタイトルを獲得した。

### 2000年代

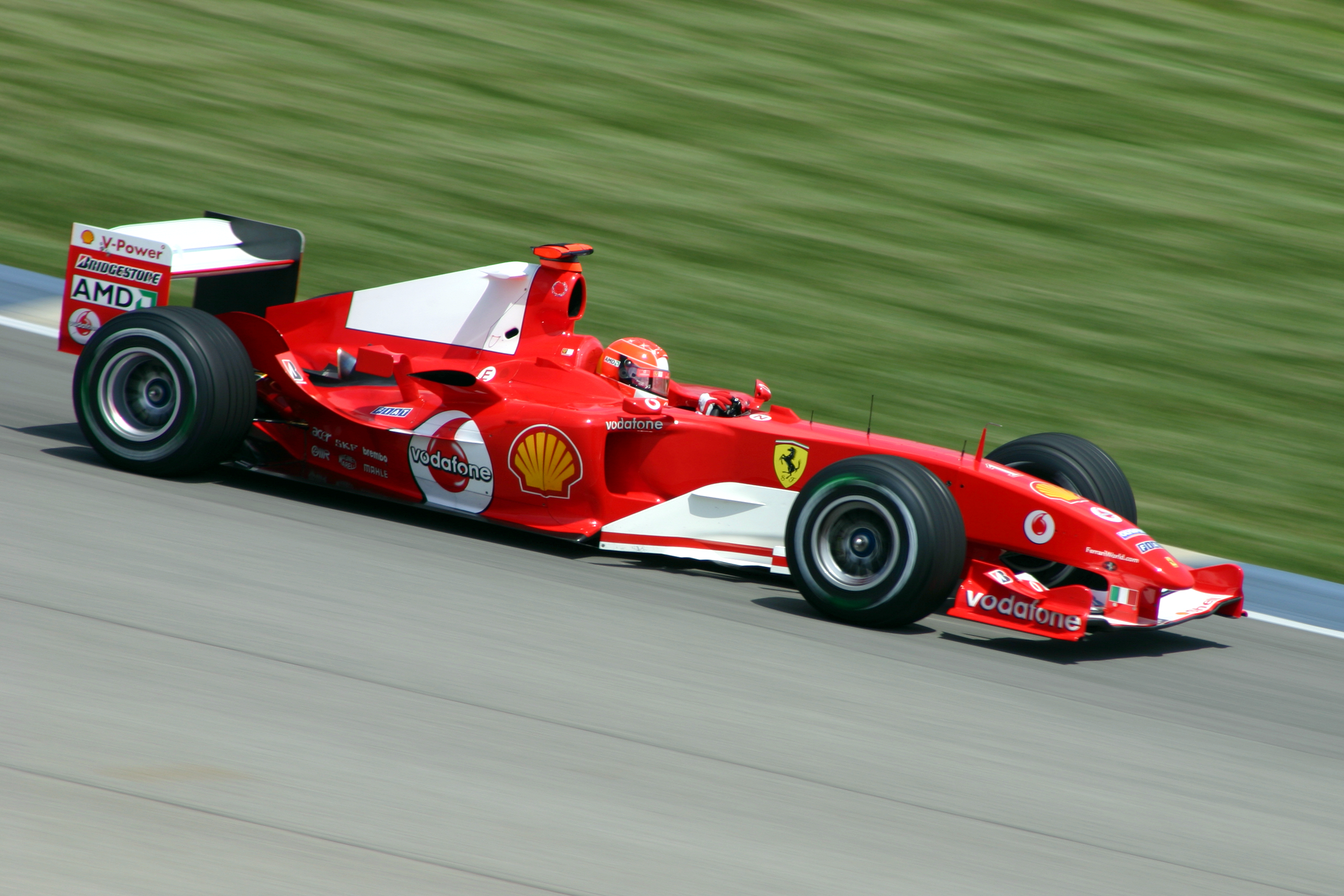
ミハエル・シューマッハがドライブするF2004（2004年アメリカGP）

2000年代に入り、マシン開発はエアログリップを重視する傾向が強くなる。1998年の自社風洞設備（豊富な資金をバックにした、当時最先端のもの）の完成、空力に明るいデザイナー陣の存在、ブリヂストンのフェラーリ向けスペシャルスペックタイヤ（ミシュラン参戦時）の影響など、要因は複数あるが、結果として裏返しに、メカニカルグリップが求められる低中速、もしくは縁石の高いサーキットでは苦戦している。特に、ダウンフォースがほとんど期待できないモナコでは2001年以降、2017年まで16年間勝利から遠ざかっていた。皮肉にも、（モナコほどではなくとも）ホームサーキットたるモンツァもマシンコンセプトと相性が悪い。
2000年は、アーバインに代わりルーベンス・バリチェロが加入。前年第8戦イギリスGPでミハエル・シューマッハが事故により欠場後、同シーズンのF399の風洞開発を止めてマシンの熟成をそれ以上行わない代わりに、2000年シーズン用F1-2000の開発に注力する決断をしたことが功を奏し、コンストラクターズと合わせ、シューマッハが21年ぶりのドライバーズタイトルをもたらした。その後、コンストラクターズ・チャンピオンシップは1999年から2004年まで6連覇し、シューマッハも2000年から2004年までドライバーズ・チャンピオンシップ5連覇（2000年から2004年にかけて5年連続ダブルタイトル）を成し遂げた。この期間のフェラーリはブリヂストンタイヤと密接な関係を築き、他チームを圧倒した。2002年のカナダGPでF1通算150勝に到達し、そのシーズンは17戦中15勝、2004年も18戦中15勝と、「最強チーム」の名をほしいままにした。
しかし、2005年は新型マシンである「F2005」が新レギュレーションへの対応に失敗、21世紀になって初めてタイトルをルノーとフェルナンド・アロンソに明け渡してしまう。
2006年にバリチェロの後任として同郷のフェリペ・マッサが加入する。シューマッハが再びチャンピオン争いに加わったが信頼性不足などのために序盤で落としたレースが多く、シーズン全体的に安定感を見せていたルノーとアロンソに再び敗れた。2006年末には11年間在籍したシューマッハが現役を引退（2010年にメルセデスから現役復帰）。他のロス・ブラウンなどの主要メンバーの人事異動を含め、ひとつの節目を迎えた。
2007年はシューマッハの後釜としてマクラーレンからキミ・ライコネンが加入し、マッサとコンビを組んだ。シューマッハもスーパーアドバイザーとしてチームと新たな関係を結び、ヨーロッパラウンドの数戦はレースに帯同した。シーズン序盤は信頼性に苦しんでライバルのマクラーレンに後れを取ったが、一連のスパイ疑惑事件でマクラーレンがコンストラクターズ部門から除外されたため、同チャンピオンを早々と確定させる。中国GPでF1通算200勝を達成、そして最終戦ブラジルGPにおいてライコネンが逆転でドライバーズタイトルに輝き、コンストラクターとドライバーの二つの栄冠を奪還することに成功した。なお、ブラジルGPではマッサも2位に入って1-2フィニッシュを遂げ、最終的なシーズンポイントを204とし、マクラーレンが除外されなかった場合の203ポイントを1ポイント上回り、トラック上の争いでもコンストラクターズタイトルにふさわしいチームであったことを証明して見せた。また、この年の年末にはチーム代表がジャン・トッドからステファノ・ドメニカリに交代した。
2008年、フランスGPではF1通算200回目のポールポジションを獲得した。この年もチャンピオン争いは混沌とし、2年連続でコンストラクターズタイトルこそ獲得したものの、ドライバーズタイトルは最終戦までマッサがランキングトップのルイス・ハミルトンを追っていたが、1ポイント差で敗れた。なお、フェラーリのタイトル獲得はこの年のコンストラクターズタイトルが最後となり、以降は獲得できていない。
2009年は苦戦を強いられた。この年から搭載が認められたKERSをF60に搭載するも、当初は入賞圏内フィニッシュさえままらないほど成績が低迷し、1993年以来16年ぶりにポールポジションを記録できず、かつコンストラクターズでも4位に転落した。また、ハンガリーGPにおいて、バリチェロのマシンから外れた部品がマッサのヘルメットを直撃し、長期離脱を余儀なくされた。その苦しい状況の中で、ライコネンがベルギーGPで勝利をあげた。
なお、マッサの代役は当初はミハエル・シューマッハが起用される予定であったが、バイクレースでの事故の首の痛みがとれず、断念。テストドライバーのルカ・バドエルを起用した。しかし成績不振のため、ヨーロッパGP・ハンガリーGPの2戦のみにとどまり、イタリアGP以降はフォース・インディアより移籍したジャンカルロ・フィジケラが担当することとなった。

### 2010年代
2010年は、ライコネンの後釜としてルノーからフェルナンド・アロンソが加入し、マッサとコンビを組んだ。2005・2006年の王者であるアロンソが5勝を挙げ、アロンソがポイントリーダーという状況で最終戦を迎えたが、ピット作戦などのミスが重なり、それまでランキング3位だったセバスチャン・ベッテルに年間王者をさらわれた。
2011年の序盤戦はマシンのパフォーマンスに苦しみ、5月にはテクニカルディレクターのアルド・コスタが解任されて別の部署に回され、コスタはその後フェラーリを退社した。フェラーリの風洞には不備があり、風洞での結果と実際のコース上でのパフォーマンスが一致しないという問題を抱えていた。中盤になるとレッドブル勢やマクラーレン勢とほぼ互角に戦えるようになり、イギリスGPではフェラーリのF1初勝利から60周年の節目でアロンソが勝利を飾った。アロンソが最終戦までバトン、ウェバーとランキング2位を争ったが、最終的にはアロンソがランキング4位、マッサがランキング6位、コンストラクターズランキングでは3位となった。
2012年はマシンの競争力が低かったが、アロンソが第2戦で優勝し、マシンの大幅なアップデートが行われた第5戦以降、着実にポイントを積み重ね、第8戦と第10戦で優勝し、ランキングトップとなった。しかし、第12戦、第15戦でスタート直後に他車に接触されてリタイア。後半戦で復調してきたベッテルにランキングでの逆転を許し、最終戦までチャンピオンを争ったものの、3ポイント差のランキング2位でシーズンを終えた。

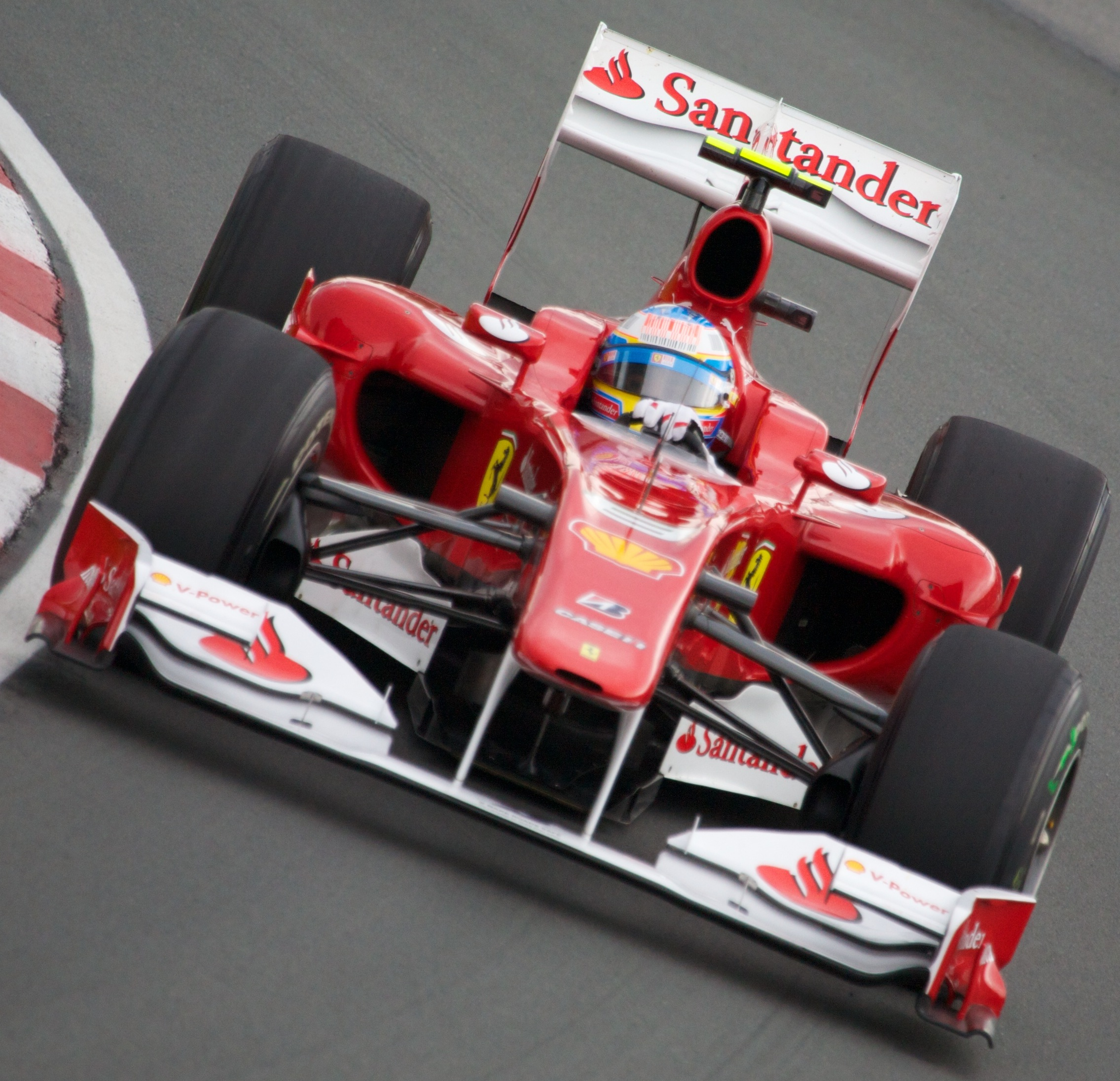
、最終戦でタイトルを逃したフェルナンド・アロンソ

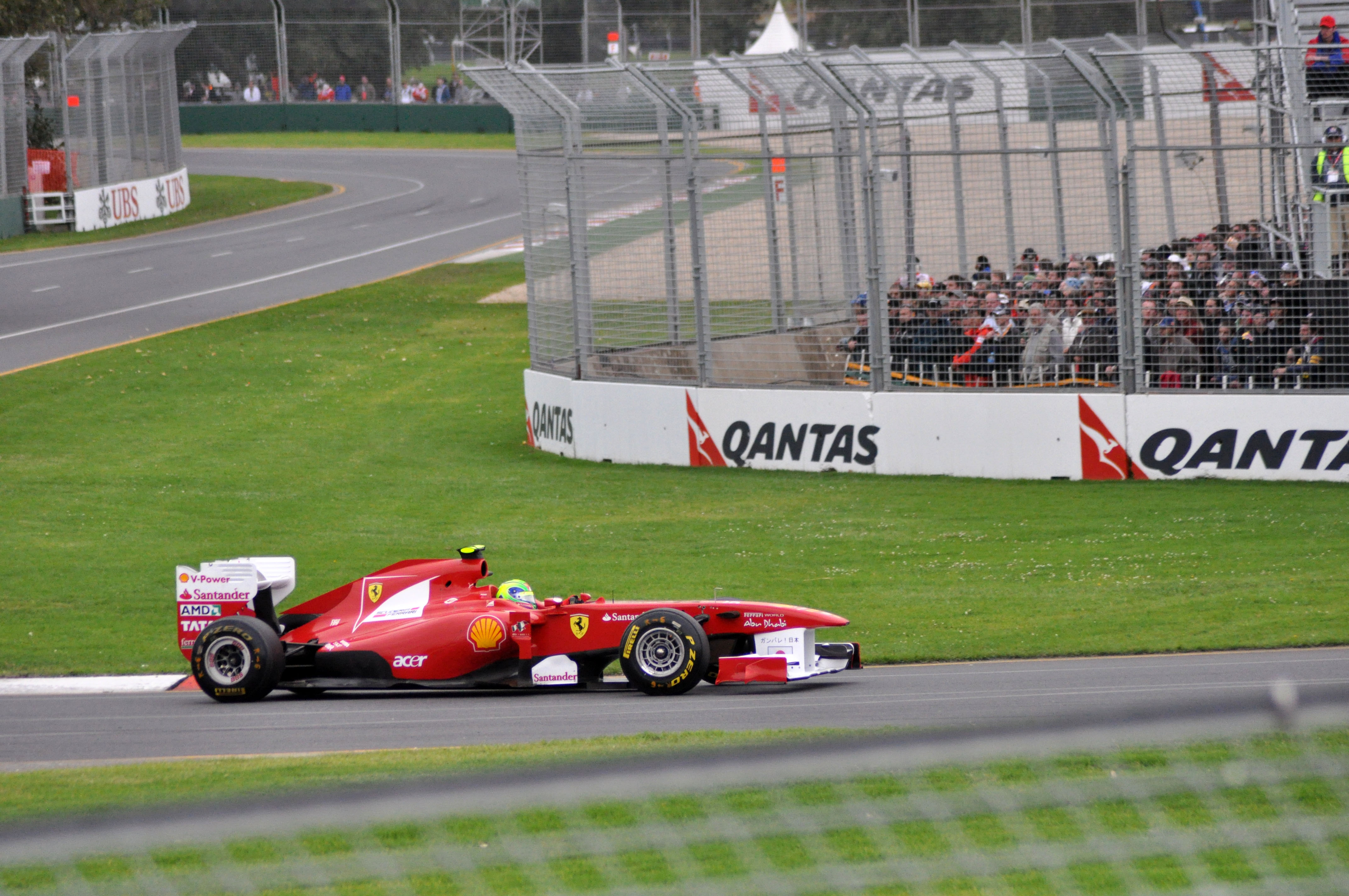
、東日本大震災追悼の日の丸をつけて走るフェリペ・マッサ

風洞の不備はこの年も解決されず、フェラーリはドイツ・ケルンのトヨタの風洞設備を使用してマシンを改良した。そして、自社の風洞を2013年8月まで閉鎖し、問題の解決にあたることを決めた。2013年型マシンの開発は全てトヨタの風洞設備で行われた。
2013年は、アロンソが第3戦と第5戦で優勝したが、レッドブル勢とのマシンの性能差が大きく、コンストラクターズランキング2位をメルセデス勢と争うのが精いっぱいだった。
2014年、長年在籍したマッサがウィリアムズに移籍し、後任としてロータスよりライコネンが復帰した。4月にチーム代表のドメニカリが成績不振の責任を取る形で辞任。後任にはフェラーリ北米部門のCEOを務めるマルコ・マティアッチが就任した。パワーユニット（以下、PUと表記）の導入によるレギュレーションの大変革もあって、シーズンを通して苦戦し、このシーズンは結局1993年以来の未勝利シーズンとなってしまった。シーズン終了後、マティアッチが成績不振の責任を取る形で辞任。後任にはフェラーリのスポンサーでもあるフィリップモリスの前副社長であるマウリツィオ・アリバベーネがジェスティオーネ・スポルティーバのディレクターに即時就任すると発表した。これに伴い、チーフデザイナーのニコラス・トンバジスをはじめ、パット・フライや浜島裕英、高柳弘樹らがチーム離脱となるなど人事も大幅に刷新されることになった。また、レッドブルのマシンデザイナーであるエイドリアン・ニューウェイの引き抜きを巨額のサラリーを提示した上で狙ったが、最終的にニューウェイが辞退したことで実現には至らなかった。
2015年、アロンソがマクラーレンへ移籍し、レッドブルよりセバスチャン・ベッテルを迎える。マレーシアGPで、ベッテルが約2年ぶりの勝利を果たすとハンガリーGPではスタートで2台ともロケットスタートを決めフロントローにいた2台のメルセデスを抜き去り、ライコネンがトラブルでリタイアするまで1-2体制でレースを進めベッテルが優勝。また、シンガポールGPにおいて、ベッテルがポールポジションを獲得し優勝。そのため、ベッテル個人としては約2年ぶり、フェラーリとして約3年ぶりのポール・トゥ・ウィンも達成した。ライコネンも第4戦バーレーングランプリでフェラーリ復帰後初表彰台となる2位表彰台を獲得。トラブルなどの不運に見舞われることが多くベッテルに差はつけられているものの前年と比較するとパフォーマンスは大きく向上している。最終的にベッテルはランキング3位、ライコネンはランキング4位。コンストラクターズランキングは2位でシーズンを終えた。
2016年、ドライバーはベッテルとライコネンが残留。前年の活躍からシーズン当初はメルセデス勢に最も対抗できると期待された。開幕戦オーストラリアGPでは、2人が前年のハンガリーGPの再現のようなスタートを見せ1-2体制でレースを進めていたが、クラッシュによる赤旗中断からのレース再開後の戦略でメルセデス勢に逆転を許した。第2戦はライコネン、第3戦ではベッテルがそれぞれ2位に入るなど出だしはまずまずであった。しかしメルセデス勢がオープニングラップで同士討ちでリタイアしたスペインGPではレッドブルのマックス・フェルスタッペンに優勝をさらわれ、さらにレッドブルが翌戦のモナコGPからアップグレードされたルノーエンジンを手に入れた後は、レッドブルの後塵を拝するレースが続く。この不振の最中の7月27日、テクニカルディレクターのジェイムズ・アリソンがチームから離脱することを発表した。その直後のドイツGPでコンストラクターズポイントでもレッドブルに抜かれ3位に後退した。地元イタリアGPを前にセルジオ・マルキオンネ会長は2016年のマシン開発に「失敗」したと認めた。このイタリアGPでベッテルが6戦ぶりに表彰台に立ちティフォシからの歓声を浴びたが、以後は4位もしくは5位が定位置で、表彰台は基本的にメルセデスの両者とレッドブルの片方のドライバーという構図が固まってしまい、コンスタントラクターズランキングも最終戦を待たずして3位が確定した。最終戦アブダビGPでベッテルがファステストラップを記録し3位表彰台に立ったが、最終的に未勝利のままシーズンを終えた。
2017年もベッテルとライコネンの両名が残留。2017年型マシンのSF70Hは冬季テストから好タイムを出し、期待が持たれるシーズンとなった。開幕戦オーストラリアGPでベッテルが優勝し、チームとして7年ぶりの開幕戦優勝を果たした。バーレーンGPでもベッテルが優勝、ロシアGPではベッテルがポールポジション、ライコネンが2番グリッドを獲得し、2008年フランスGP以来、実に9年ぶりのフロントロー独占を果たした。モナコGPでもライコネンがこれまた2008年フランスGP以来となるポールポジションを獲得、フェラーリのモナコグランプリでのポールポジションも2008年以来のフェリペ・マッサ以来、9年ぶりである。さらにベッテルも予選2位に入りフロントローを独占した。決勝でもベッテルが優勝、ライコネン2位となりフェラーリにとっても2001年以来、16年ぶりにモナコGPを制した。その後の4戦はメルセデス勢の後塵を拝したが、ハンガリーGPではモナコGPに続いてフロントロー独占と1-2フィニッシュを達成し、ベッテルがポール・トゥ・ウィンを飾った。しかし、後半戦に入るとそれまでの躍進が嘘のように失速傾向となり、特にアジアラウンドの3連戦でアクシデントやマシントラブルが頻発する事態に陥ってしまい、メルセデス及びハミルトンの独走を許したどころか、レッドブル勢にも迫られることにまでなってしまった。最終的にブラジルGPでベッテルが8戦ぶりに優勝、またライコネンが終盤5戦で着実にポイントを獲得しレッドブル勢がトラブル続きで失速するなどしてコンストラクターズランキング2位の座は守ったが、終盤のトラブルが惜しい1年となった。
2018年も引き続き、ベッテルとライコネンの両名が残留。序盤はメルセデス勢のスタートダッシュの失敗に付け入ったベッテルが開幕連勝を果たしたほか、第7戦カナダGP、第10戦イギリスGPでも優勝し、ドライバーズランキングではベッテルがハミルトンと、コンストラクターズランキングでもメルセデスと、それぞれ接戦に持ち込んでいた。しかし、ドイツGPでベッテルが首位を快走してる中でのドライビングミスによりクラッシュしリタイアしたことをきっかけに流れが一気に変わり、このあたりから2017年後半戦のような失速傾向となる。ベルギーGPではベッテルが優勝するが、イタリアGPではフロントローを独占しながらスタート直後にベッテルがハミルトンに接触し大幅に順位を落とすなどのミス、ポールポジションを獲得したライコネンも終盤にハミルトンに抜かれ2位に終わる。シンガポールGPではタイヤ戦略に失敗し、メルセデス勢に常に後れを取るなどの戦略面でのミスも目立ち、シーズンで最速のマシンを持っていると前置きをしながらベッテルのミスを非難する関係者も多いが、一方でイタリアGP後に元F1CEOのバーニー・エクレストンはチームの運営方法がシューマッハ時代と比べて劣っていることを苦戦の要因として指摘している。

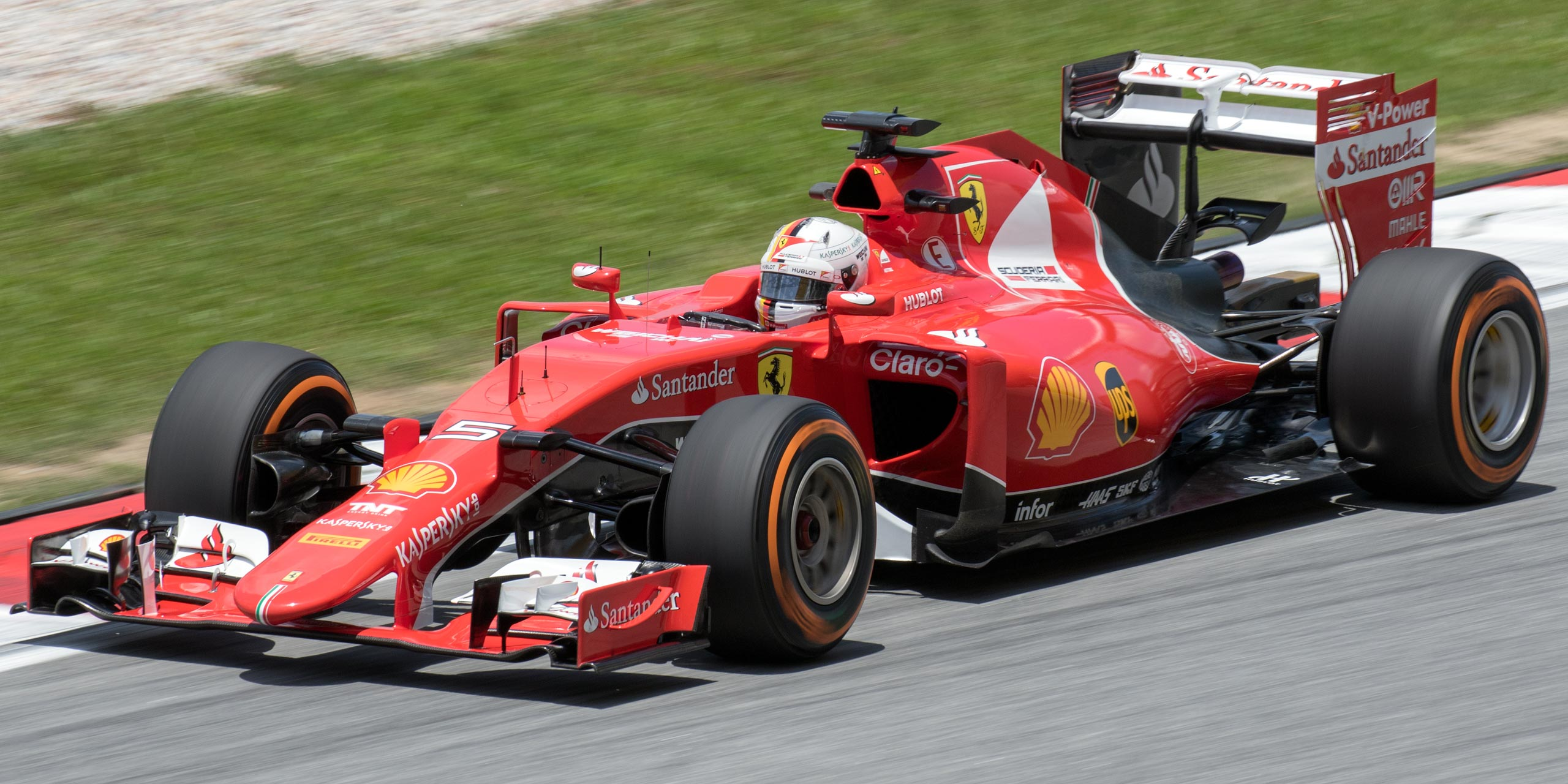
2015年マレーシアGPでフェラーリ移籍後初勝利を挙げたセバスチャン・ベッテル

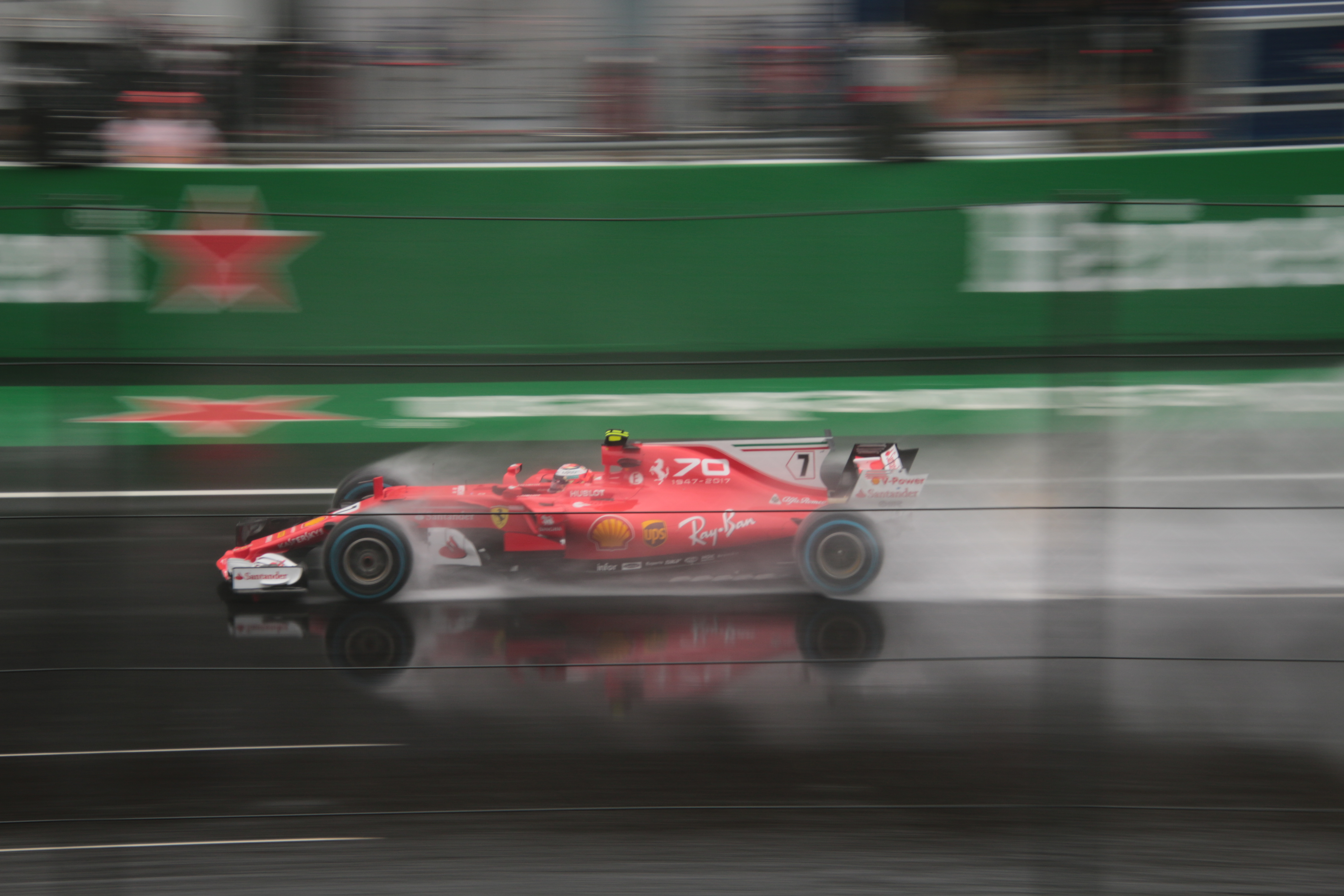
地元イタリアGPでモータースポーツ参戦70周年を記念した特別カラーリングを施したSF70H

チームとして精彩を欠くなか、アメリカGPでは、ベッテルがリカルドと接触して順位を落とす一方、ライコネンがフェラーリ復帰後初勝利を挙げた。メキシコGPは両者ともメルセデス勢を上回ったものの優勝できず、僅かに残っていたベッテルのタイトルの可能性は完全に消滅、ハミルトンの5冠を許してしまった。続くブラジルGPでハミルトンにポール・トゥ・ウィンを許し、コンストラクターズタイトルの可能性も消滅したものの、アブダビGPでフェラーリとしてラストレースとなったライコネンはマシントラブルでリタイアしたが、ベッテルが2位でフィニッシュし、全参戦チームのなかで唯一（チームとしての）全戦入賞を達成した。
シーズン終了後に、2016年王者のニコ・ロズベルグが戦略ミスの多発やチームの団結に問題があったと指摘。チーム代表のアリバベーネもドライバーのミスの以外にもマルキオンネの死を含むチームが混乱する事態の対応に失敗したことも失速した原因であるとコメントした。
また同年の日本GPから、フィリップモリスのプロジェクトロゴである「Mission Winnow」が追加された新カラーリングとなっている。
2019年はライコネンと結果的に入れ替わる形でザウバーからシャルル・ルクレールが加入。ロズベルグはベッテルが立ち直らんとする時期に才能を高く評価されている若手であるルクレールの加入が影響を及ぼす可能性を指摘している。そんな中、年明け早々にマウリツィオ・アリバベーネがチーム代表の座を更迭され、マッティア・ビノットが新たにチーム代表に就任した。プレシーズンテストでの好結果を踏まえ、開幕前はチャンピオンの大本命とされていたが、開幕戦からマシンの戦闘力という点ではメルセデス勢に太刀打ちできなかったうえ、レース戦略も迷走し、F1史上初となる開幕から5戦連続の1-2フィニッシュを許すことになった。第6戦モナコGPでベッテルが結果的にメルセデス勢の開幕6戦連続ワンツーを阻止する2位表彰台を獲得したが、この2位は元々2位でフィニッシュしたレッドブルのマックス・フェルスタッペンがペナルティを受けての2位であり、ここでも予選で戦略ミスによりルクレールがQ1で脱落するなど、戦闘力不足及びレース戦略の迷走が続いていた。

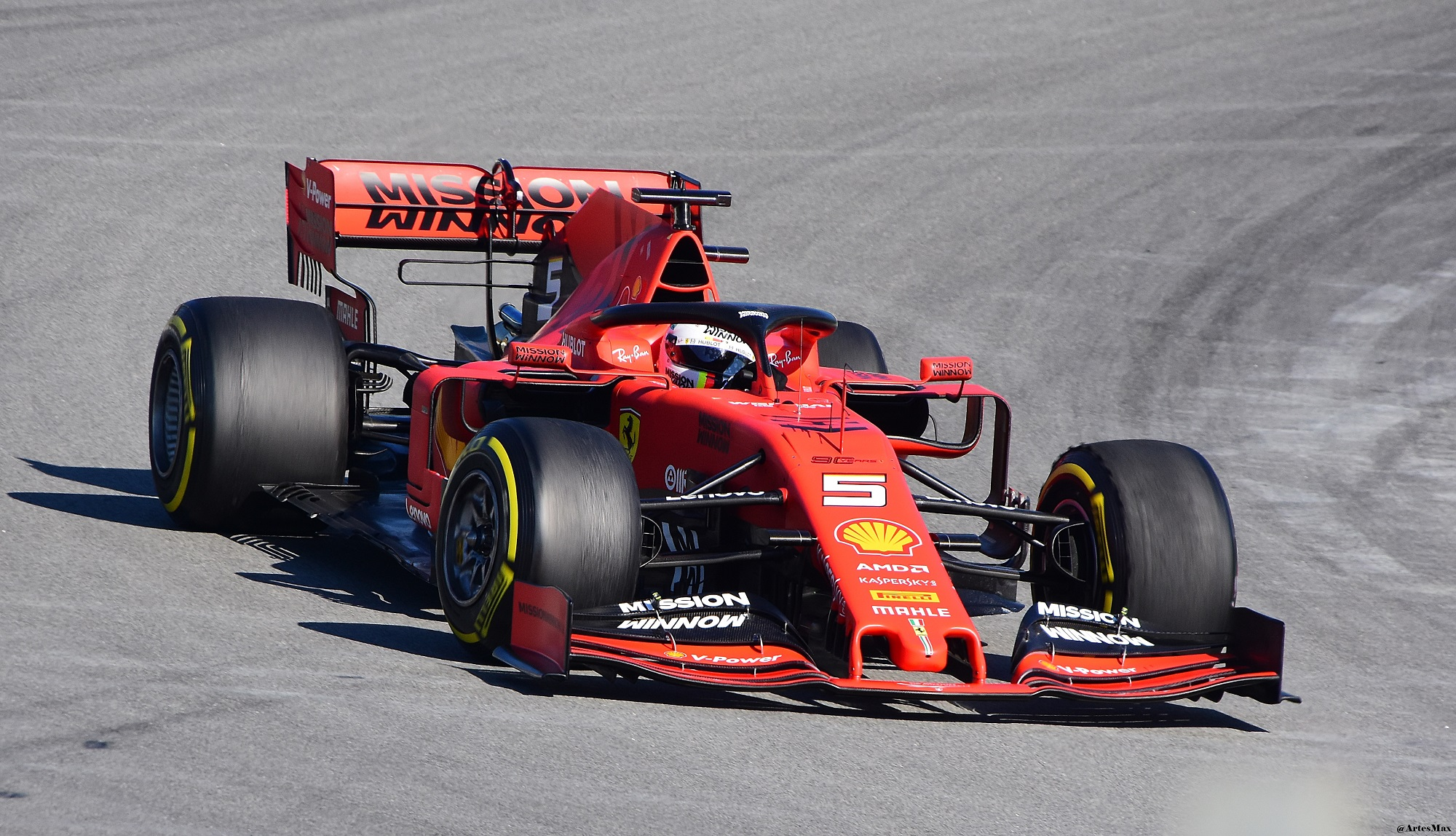
バルセロナテストを走るSF90

シーズン前半でメルセデス勢より先行できたのは第2戦バーレーンGP、第7戦カナダGP、第9戦オーストリアGPのみ。そのレースも第2戦はルクレールの快走により、彼自身かつ今季初優勝目前であったが、PUトラブルで逃し、第7戦はベッテルがトップでチェッカーを受けものの、見解が分かれるペナルティによって優勝を逃した。結果的に前半戦最大のチャンスでもあった第9戦はポールポジションからスタートしたルクレールがレース終盤まで首位を走っていたが、猛烈な追い上げを見せたフェルスタッペンに抜かれて2位に終わり、前半戦は未勝利に終わった。
後半戦に入ると、ベルギーGPでルクレールがポール・トゥ・ウィンで自身初優勝を成し遂げると、続くイタリアGPでもルクレールが2戦連続でポール・トゥ・ウィンを果たし、2010年のフェルナンド・アロンソ以来のフェラーリのイタリアGP優勝、およびフェラーリ移籍初年度でのイタリアGP優勝を果たしティフォシ達を喜ばせた。さらにシンガポールGPではベッテルが今季初優勝、および1-2フィニッシュを果たし、2008年以来となるチーム3連勝を記録した。
しかしその後は2017年以降の後半戦を再現するかのように、チーム戦略の迷走が深刻化。そのうえ、今季はルクレール加入のリスクが指摘されていたのだが、それが的中する形となり、後半戦はドライバー管理も迷走。日本GPのようにフロントロー独占といった予選での速さを見せながら、決勝で失敗するという場面が多々見受けられるようになる。チームとして、ポールポジション9回、3勝を記録し、コンストラクターズランキングは2位となった。両ドライバーともドライバーズランキング3位獲得の可能性はあったのだが、ブラジルGPでの同士討ちもあって、その座をフェルスタッペンに奪われることとなってしまい、ルクレールがランキング4位、ベッテルがランキング5位でシーズンを終えることとなったが、ルクレールがシーズン個人最多ポールポジション回数（7回）を記録した。またPUの問題に関しては、シーズン終了後にFIAと「秘密の和解合意」をしたことにより、フェラーリ製PUを使うチーム以外から合同声明による抗議が行われるなど、翌年以降にも尾を引く問題となった。

### 2020年代
2020年もベッテルとルクレールが残留するが、前述したPUの問題と、この年投入されたSF1000の空力面の欠陥に加え、新型コロナウイルス感染症の影響に伴う開発スケジュールの支障が他チーム以上に影響を及ぼす事態となったこともあり、開幕戦の段階でマシンの戦闘力不足が改めて露呈。シーズン中に認められていたアップデートも効果が出ず、シーズンとしての成績は、未勝利での計3回の表彰台獲得のみ。コンストラクターズランキング6位に終わった。フェラーリがコンストラクターズで5位以下に終わったのは1980年以来となる。シーズン中にベッテルがアストンマーティン（旧レーシング・ポイント）への移籍を発表した。
2021年はマクラーレンからカルロス・サインツを迎え、ルクレールとコンビを組む。マシンはSF1000を改良したSF21を投入する。

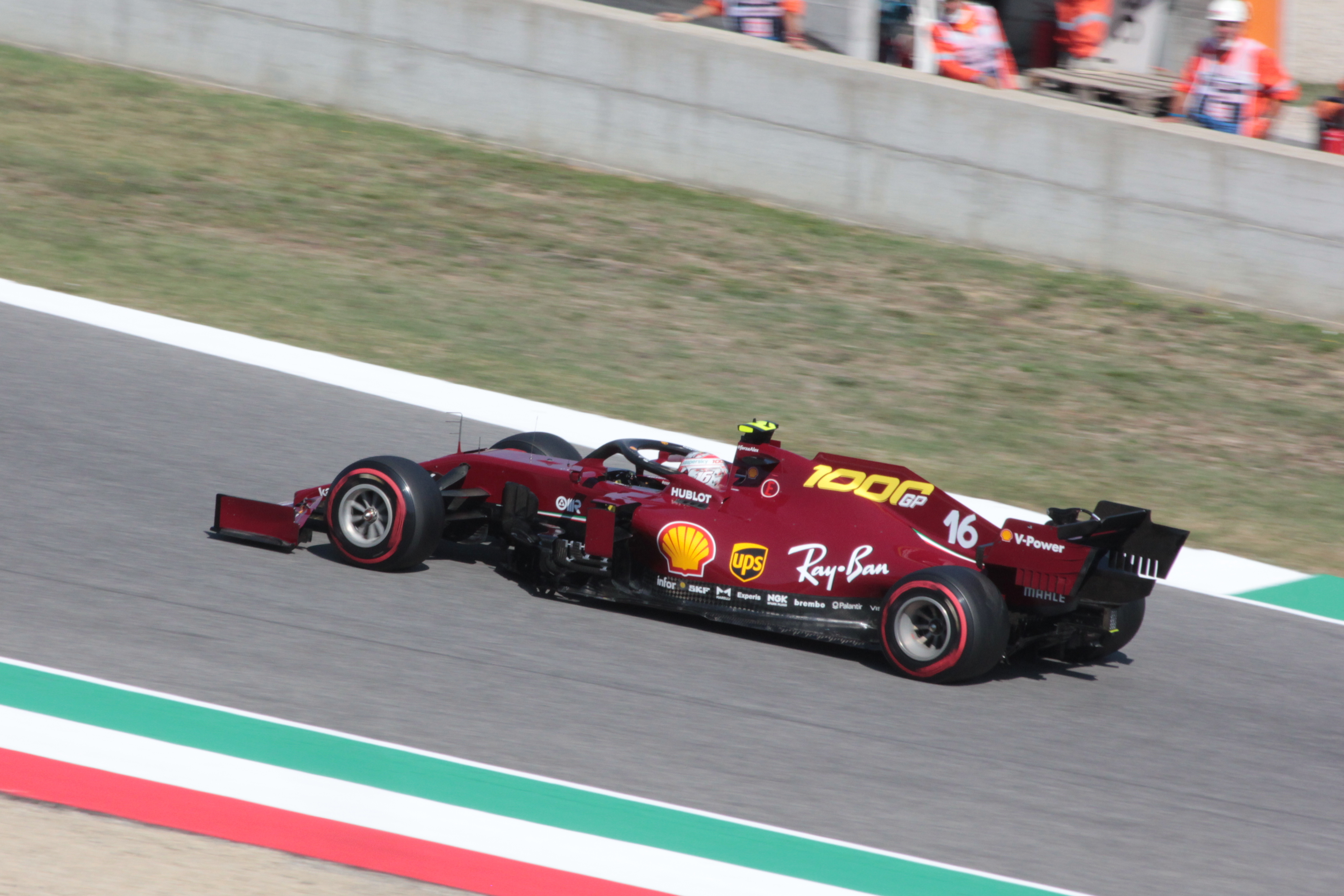
1,000戦目を記念した特別カラーリングが施されたSF1000を駆るルクレール（2020年トスカーナGP）

チームはシミュレーション上で前年型の問題点の解消と戦闘力の向上に成功したとコメントしており、プレシーズンテストでもサインツがドライバー別のタイムで3位を記録したことから、少なくとも前年型より戦闘力があるマシンであることを示唆した。シーズン成績は、ルクレールは表彰台1回ながらもポールポジションを2回獲得。サインツはシーズン唯一の全戦完走に加え、第11戦ハンガリーGPの繰り上げも含まれるが表彰台を計4回獲得という成績となった。チームとしては2年連続となるシーズン未勝利に終わったものの、前年は17戦中5回のみだったダブル入賞の回数は22戦中17回、そのうち5戦で表彰台を獲得。前年のランキング上位のチームとなるマクラーレンとアルピーヌがそれぞれ優勝を1回記録していたものの、両チームを上回る入賞率によって、コンストラクターズランキング3位に返り咲く結果となった。
2022年もサインツとルクレールが残留。この年のマシン、F1-75は開幕前のテストで好走を見せるとと、開幕戦バーレーンGPでは、2010年以来となる開幕戦ワンツーフィニッシュ（ルクレール優勝、サインツ2位）を達成。第3戦オーストラリアGPではルクレールがグランドスラムを達成して優勝。3戦を終えた地点ではレッドブル勢にトラブルが相次いだことやメルセデス勢が不調に陥っていたため、ドライバーズ、コンストラクターズランキング共に圧倒的有利な状況になると思われていた。
しかし第4戦エミリア・ロマーニャGP以降は、レース戦略の迷走やマシントラブル、ドライバーのミスが多々見られるようになってしまいチーム別でシーズン最多の12回のポールポジションを記録しながらも優勝はルクレール3勝、サインツ1勝の4勝に留まり、エミリア・ロマーニャGP以降復調したフェルスタッペン、及びレッドブル勢にタイトルを奪われてしまった。ドライバーズランキングはルクレールが2位、サインツが5位となった。
2023年もサインツとルクレールが残留。昨シーズン限りでビノットがチーム代表を退任し、新たに前年までアルファロメオのチーム代表を務めていたフレデリック・バスールがチーム代表に就任した。シンガポールGPでサインツがレッドブルの全勝を阻止したが、ランキングはメルセデスに及ばず3位に終わった。
2024年もサインツとルクレールのコンビとなったが、開幕前の2月1日にルイス・ハミルトンが翌2025年からフェラーリに移籍することを発表。これによりサインツはこの年をもって離脱することになった。第2戦サウジアラビアGPの期間中にサインツが虫垂炎を患い手術が必要になったため、リザーブドライバーのオリバー・ベアマンが急遽代走を務めた。18歳でのF1デビューはフェラーリ史上最年少である。サインツは復帰した第3戦オーストラリアGPで勝利を挙げ、ルクレールとともに1-2フィニッシュを飾った。ルクレールは第8戦モナコGPで母国グランプリ初優勝を飾った。ここまではレッドブルに迫る勢いだったが、それ以降は戦闘力を上げてきたマクラーレンやメルセデスにも遅れを取るようになる。しかし、第16戦イタリアGPは2台とも1ストップ作戦を敢行し、ルクレールが追いすがるマクラーレン勢を抑えて5年ぶりにホームグランプリを制すると勢いを取り戻し、第19戦アメリカGPでルクレールとサインツが1-2フィニッシュを決めて、シーズン中盤から失速傾向のレッドブルに肉薄し、続く第20戦メキシコシティGPもサインツがポール・トゥ・ウィンで制し、レッドブルを抜いて2位に浮上した。マクラーレンとのタイトル争いは最終戦アブダビGPまでもつれ込んだが、シーズン中盤戦のミスが尾を引いてあと一歩及ばなかった。
2025年は前述の通りハミルトンが加入し、ルクレールとコンビを組む。

## ドライバーズ・チャンピオンを獲得したドライバー
- アルベルト・アスカリ（1952年 - 1953年）
- ファン・マヌエル・ファンジオ（1956年）
- マイク・ホーソーン（1958年）
- フィル・ヒル（1961年）
- ジョン・サーティース（1964年）
- ニキ・ラウダ（1975年、1977年）
- ジョディー・シェクター（1979年）
- ミハエル・シューマッハ（2000年 - 2004年）
- キミ・ライコネン（2007年）

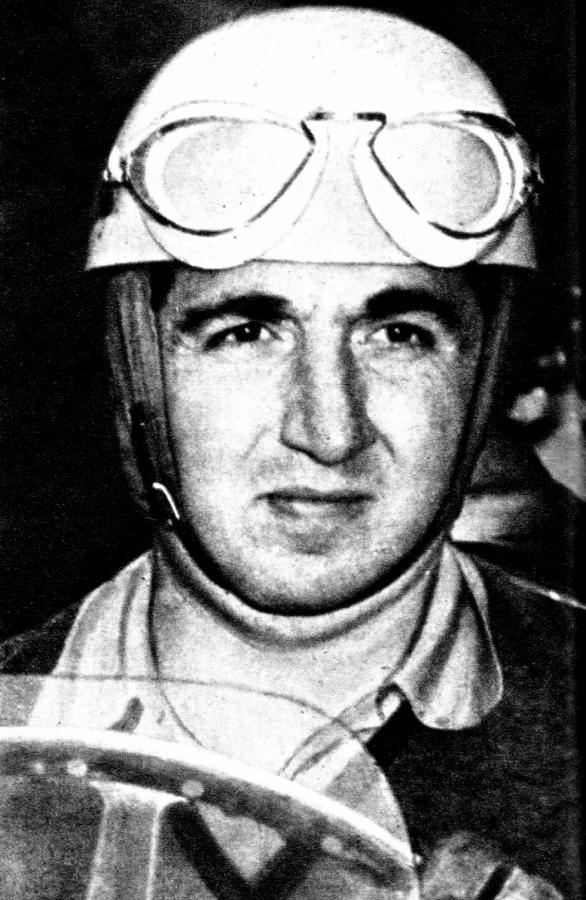
アルベルト・アスカリ
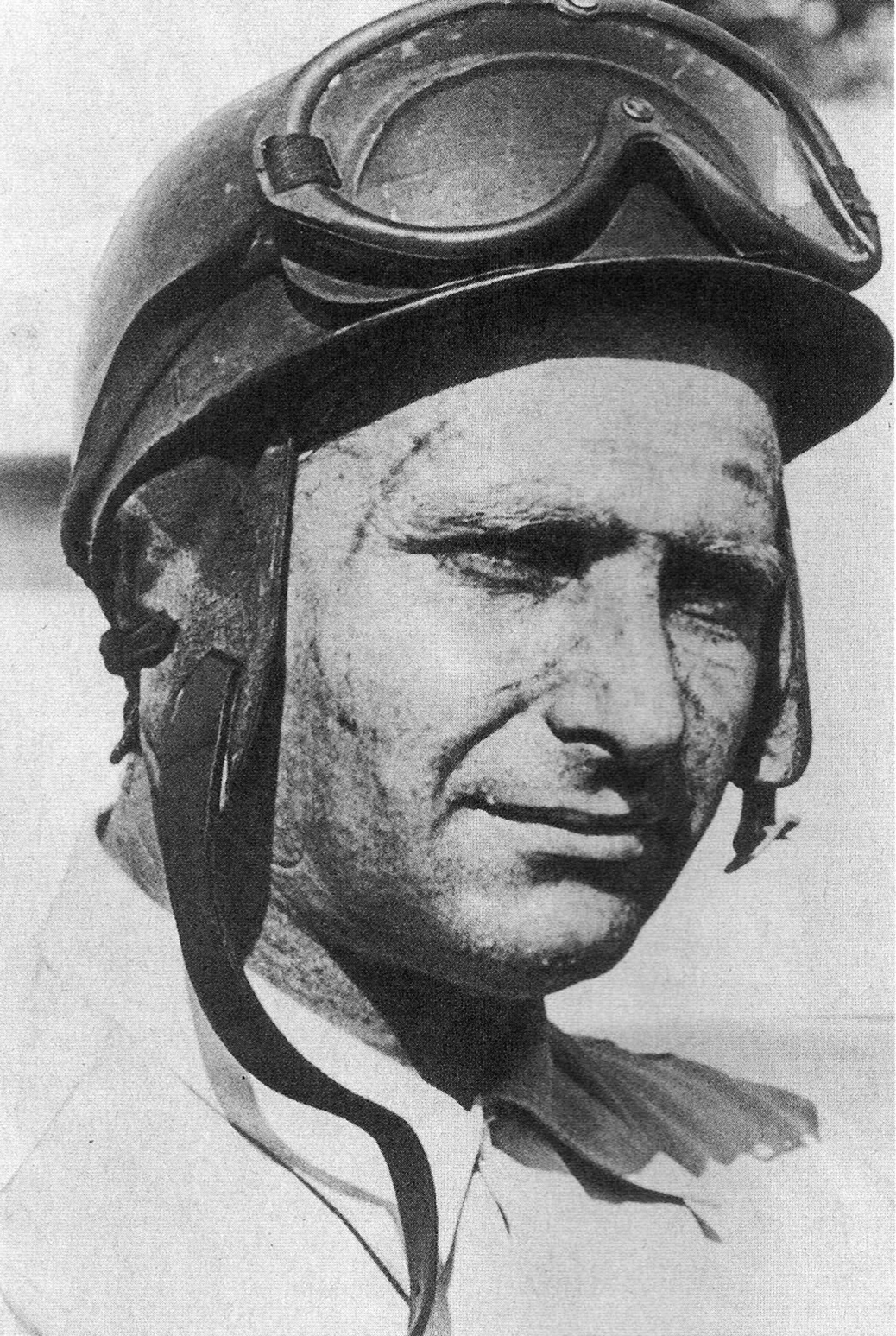
ファン・マヌエル・ファンジオ
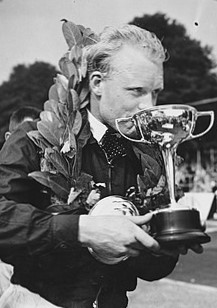
マイク・ホーソーン
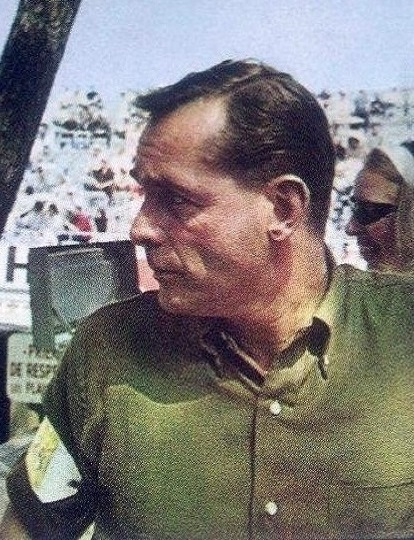
フィル・ヒル
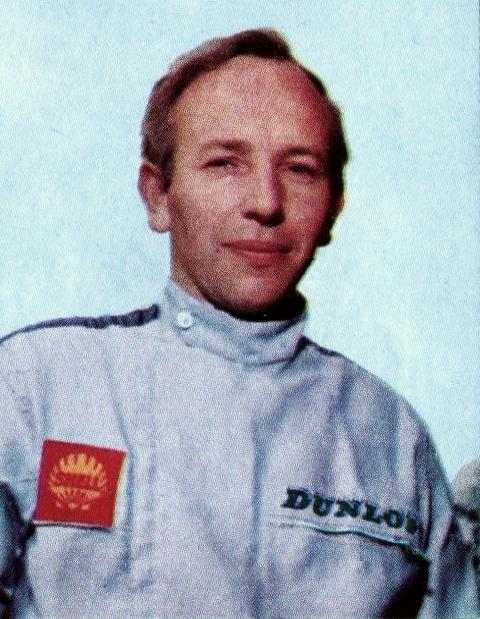
ジョン・サーティース
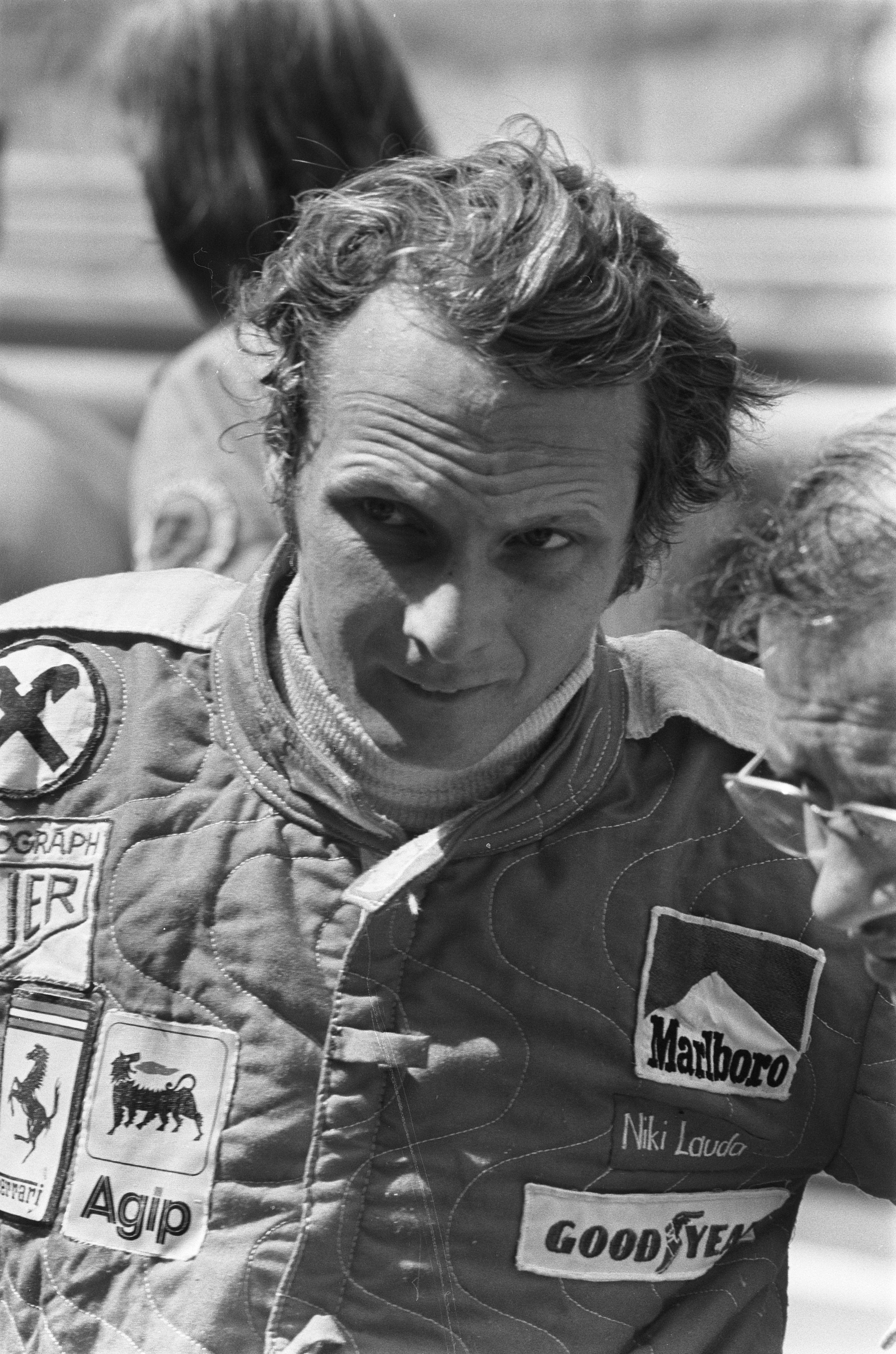
ニキ・ラウダ
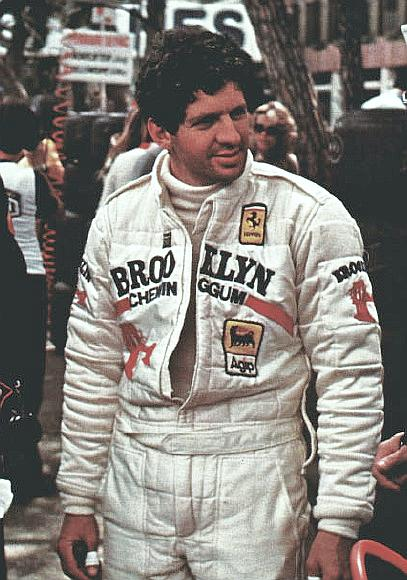
ジョディー・シェクター
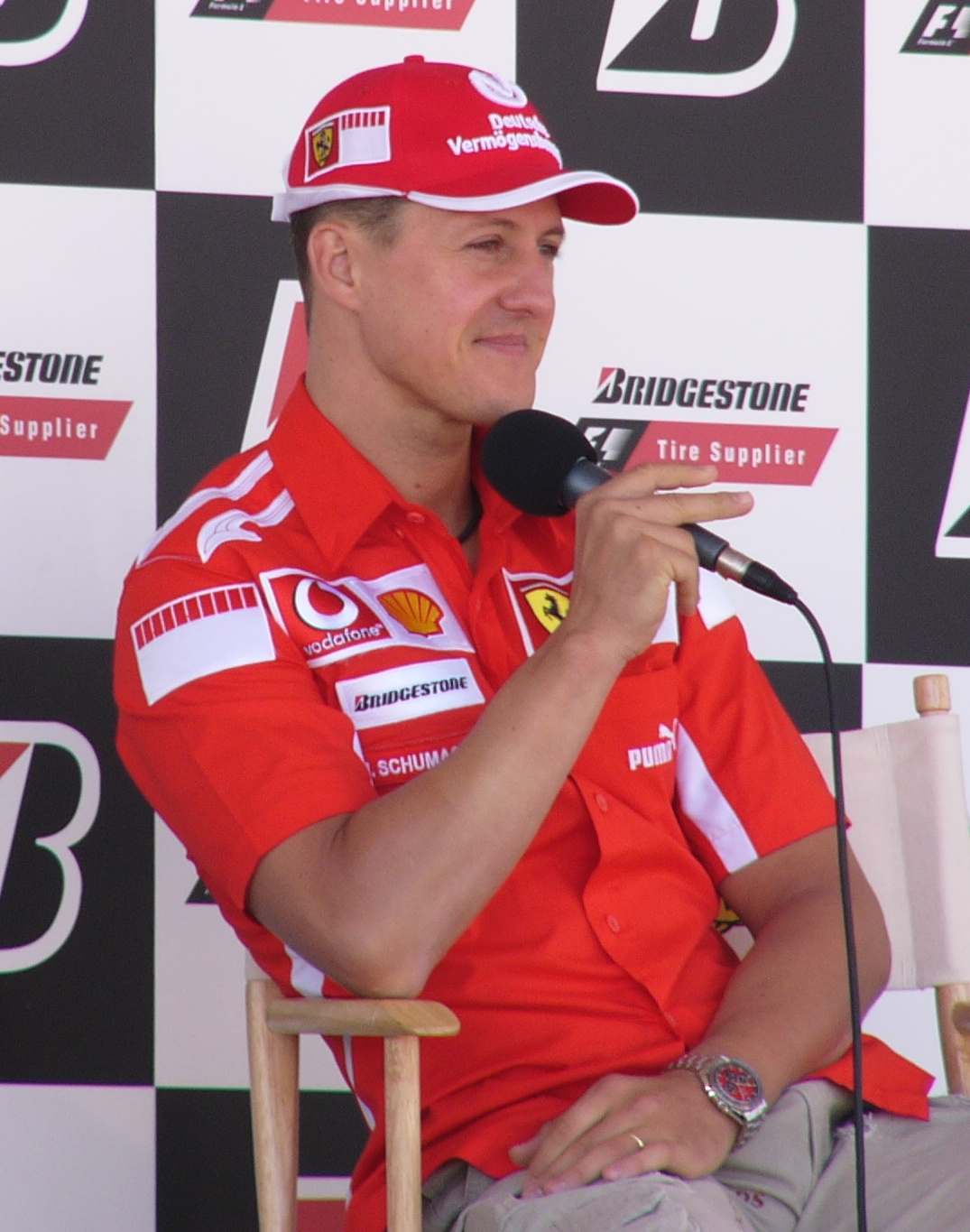
ミハエル・シューマッハ
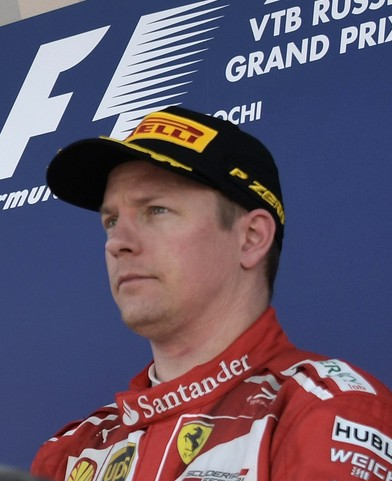
キミ・ライコネン

## シャシー・エンジン供給

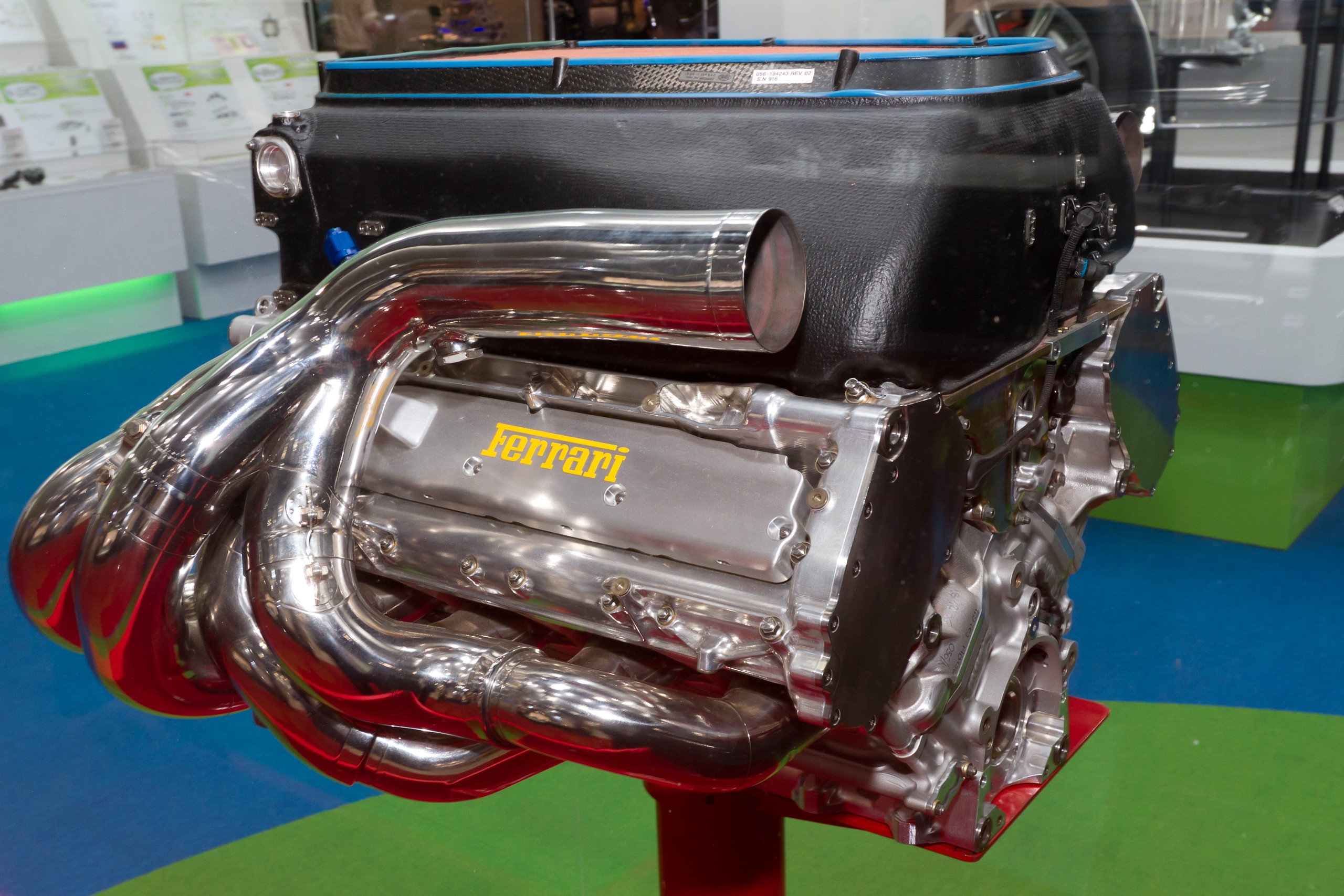
フェラーリ・ティーポ056エンジン（2.4リッターV8）

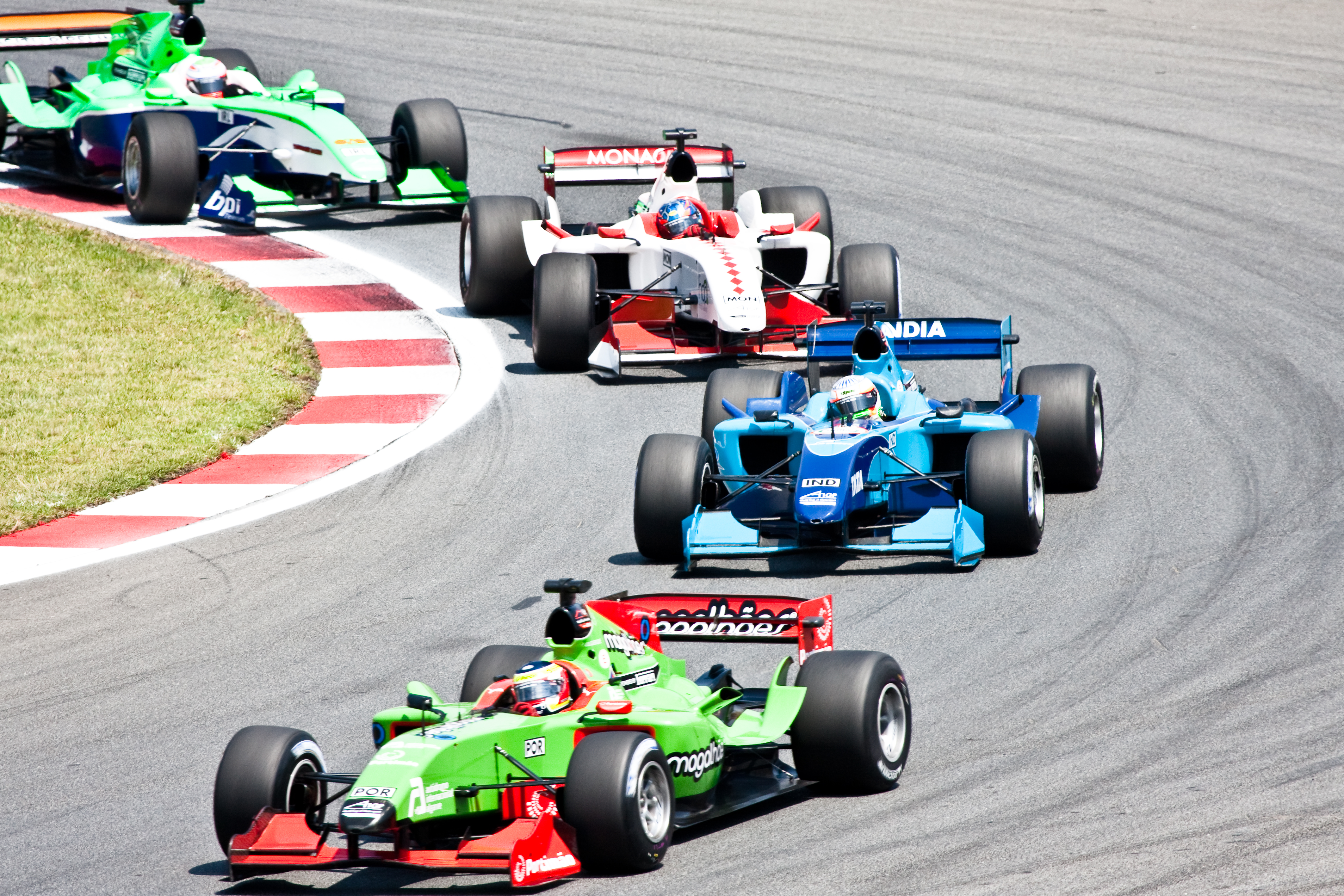
A1グランプリカー

1960年代まではイタリア、イギリス、ベルギーのプライベーターチームにもマシンを供給しており、1951年にはブリティッシュ・グリーンに塗られたマシン（シンウォール・スペシャル）がF1に出走した。1961年フランスGPではFISA(Federazione Italiana Scuderie Automobilistiche)チームのジャンカルロ・バゲッティが優勝した。フェラーリのF1コンストラクターとしての通算勝利数には、非ワークスチームが獲得したこの1勝が含まれる。
1990年代以降は再びプライベーターチームにエンジンを供給している。2008年イタリアGPではトロ・ロッソのセバスチャン・ベッテルが、フェラーリのカスタマーエンジンユーザーとして初優勝した。2011年からKERSやギアボックスもセットで供給され、2014年以降はパワーユニット一式とギアボックスをセットで供給している。
フェラーリエンジン（パワーユニット）使用チーム（1991年以降）
太字は2025年に使用するチーム。
-  ミナルディ：1991年
-  スクーデリア・イタリア：1992年（コンストラクター名称はダラーラ） - 1993年（コンストラクター名称はローラ）
-  ザウバー：1997年 - 2005年（バッジネームはペトロナス）、2010年 - 2018年、2024年 -2025年（コンストラクター名称はキック・ザウバー）
-  プロスト：2001年（バッジネームはエイサー）
-  レッドブル：2006年
-  トロ・ロッソ：2007年 - 2013年、2016年
-  スパイカー：2007年
-  フォース・インディア：2008年
- / マルシャ：2014年 - 2015年
-  ハース：2016年 -
-  アルファロメオ：2019年 - 2023年（ザウバーが運営）

また、A1グランプリではF2004をベースにしたワンメイクマシンが2008 - 2009シーズンに使用された。

## F1クリエンティ

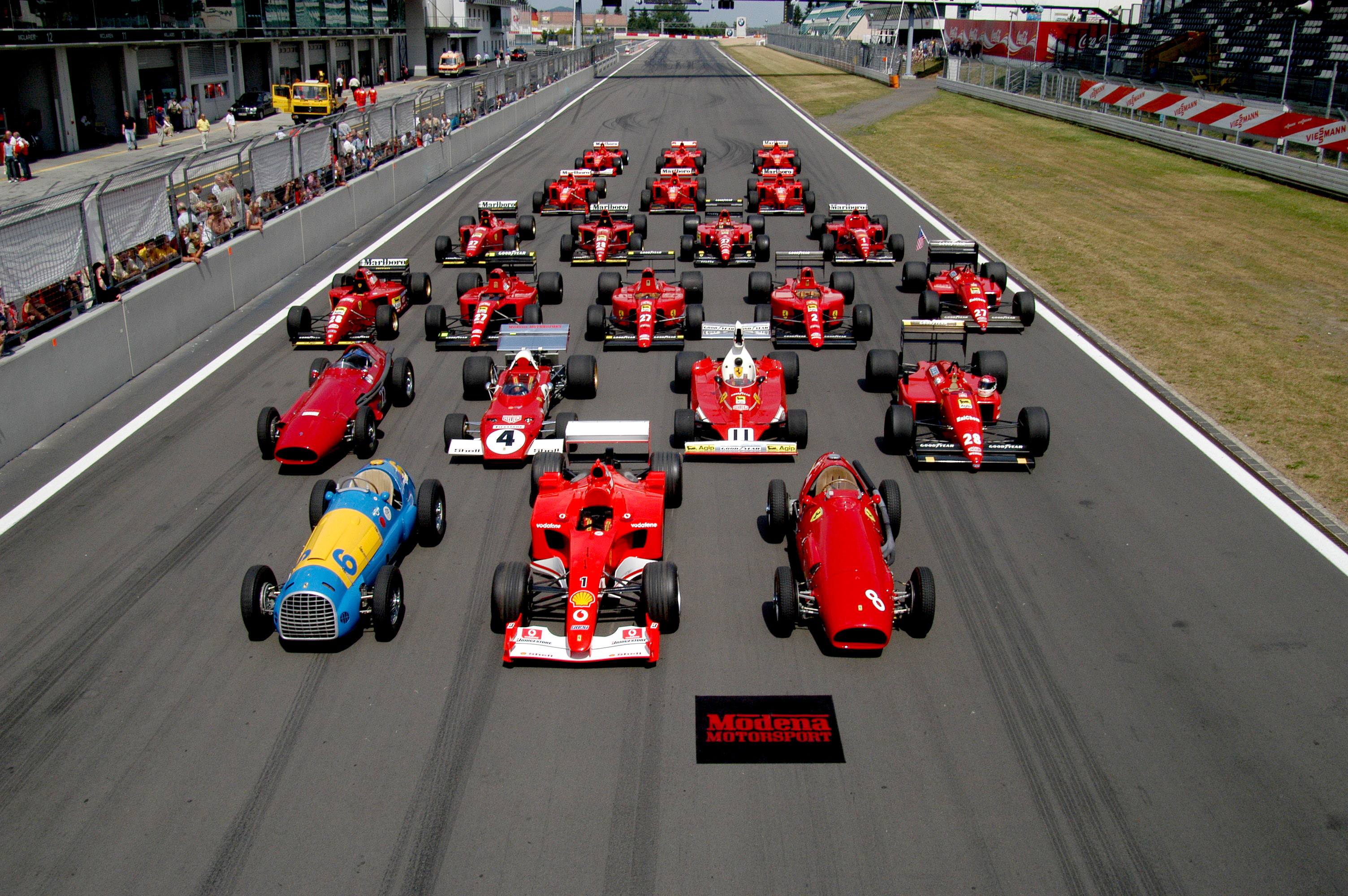
個人所有のF1マシン

正規販売代理店で販売されたフェラーリの市販車のオーナーで、かつフェラーリに承認された一部の顧客に限り、フェラーリまたは各国の拠点や正規輸入元を通じて数年落ちのF1マシンを購入することが可能である。
これらのマシンは「コルセ・クリエンティ」部門率いる「F1クリエンティ」プログラムにより管理され、マルク・ジェネなどのテストドライバーやリザーブドライバーの指導の下、走行プログラムが開催される「フェラーリ・レーシングデイズ」や「フィナーリ・モンディアーリ」などの世界各国で開催されるサーキットイベントや、年間数回ヨーロッパのサーキットで開催されるテストドライブセッションで走行させることができる。
さらに、オーナーが指定したサーキットに「F1クリエンティ」のメカニックを呼んで走行させることも可能である。なお、2014年シーズン以降のマシンについては、ERSの管理上の問題により販売を中止することが決定された。
この様な、組織化された中古F1マシンの販売及び管理システムを主催し、営業及びマーケティングに活用しているコンストラクターは、2017年現在フェラーリのみである。

## 特色

### マシン
他チームに比べると、マシンの命名法に一貫性がない。ロードカーと同様のエンジン型式（総排気量・気筒数・1気筒あたりの排気量）にちなんだネーミングや、開発年度（西暦）にちなんだネーミングを基本としているが、639 - 643系（1988年 - 1991年、社内開発コード）、F60（2009年、F1参戦60周年）、150°イタリア（2011年、イタリア建国150周年）、SF70H - SF71H（2017年 - 2018年、モータースポーツ参戦70周年）、SF90（2019年、チーム創設90周年）、SF1000（2020年、F1参戦1,000戦目）、F1-75（2022年、フェラーリ創業75周年）など、時折イレギュラーな名前が出現する。ただし、社内開発コードは1975年の312T（1975年）より現在までシャシー、エンジンともに通し番号である。また製造番号も通し番号である。
フェラーリ製エンジンといえば、甲高いエキゾーストノートを放つV型12気筒 (V12) が有名であるが、スポーツカーレースで華々しい成績を残す一方、F1ではタイトルを獲得したことがない。2000年のF1レギュレーションにおいてエンジン形式が指定されるようになったものの、その前までは自由に設計できたため、1995年までF1チームの中では最後までV12エンジンを使用していたが、翌1996年からは主流派のV10へとスイッチしている。

### カラーリングとスポンサー

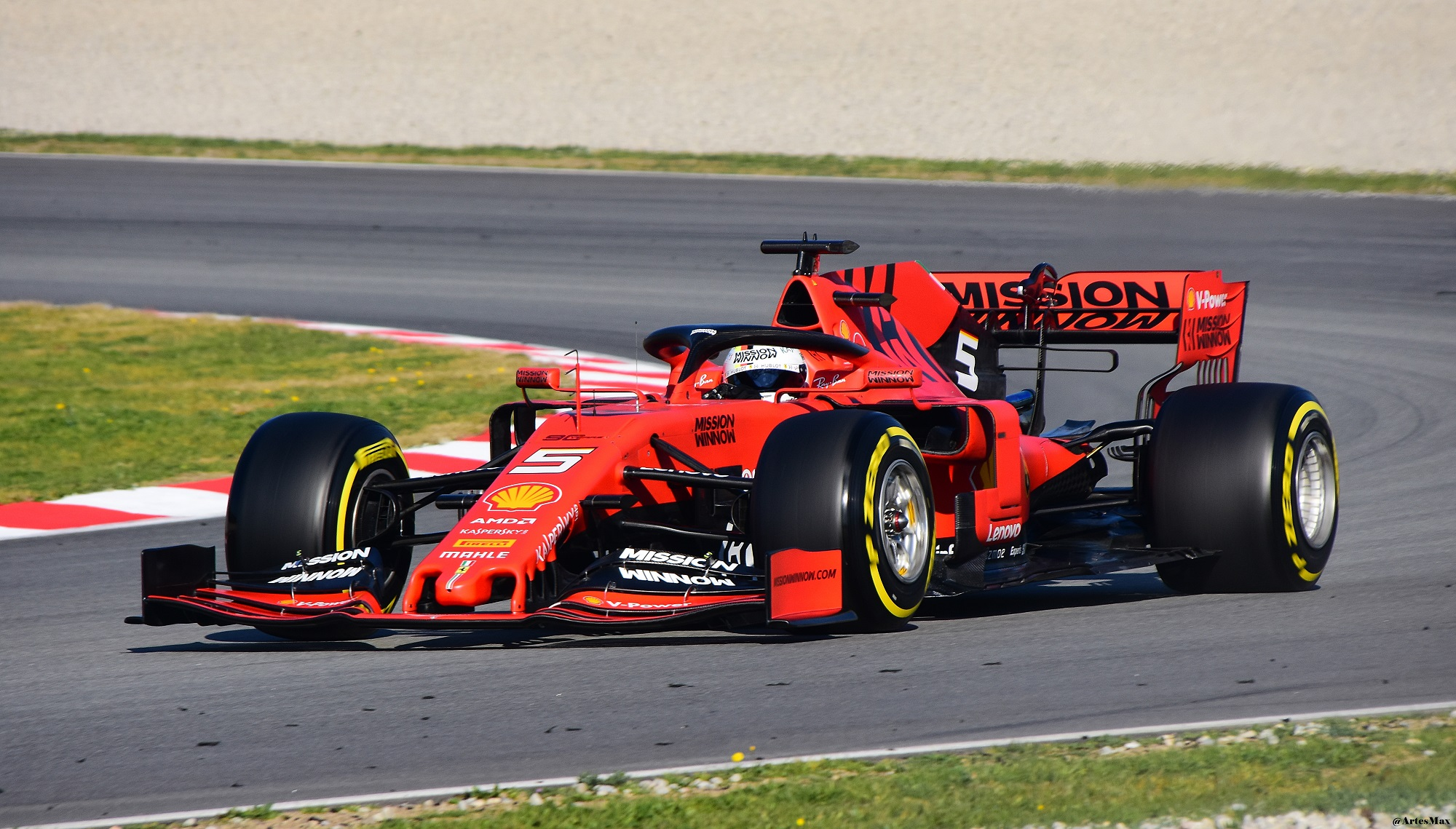
SF90のカラーリング（2019年）

フェラーリのコーポーレートカラーは黄色 (giallo modena) だが、ワークスのカラーリングはイタリアのナショナルレーシングカラーである赤色 (rosso corsa) が定番である。創設期はアルファ・ロメオに似た暗色（海老茶）系の赤色だったが、年代とともに紅色の混じった濃い赤色へと変化していった。1970年代以降、F1にスポンサーカラーが普及しても、フェラーリは伝統を守り、マシンにサプライヤー以外のスポンサーロゴを付けないという姿勢を貫いた。
しかし、1984年、マールボロがドライバーの報酬を支払う形 (Marlboro World Championship Team) で、マシンにマールボロのロゴが描かれるようになった。1997年にはチーム初のメインスポンサーに就任し、チーム名は「スクーデリア・フェラーリ・マールボロ」、マシンカラーも蛍光色系の明るい赤色になった（映像メディアのデジタル化に対応したという説もある）。2007年後半から2008年にかけては、マシンがメタリックレッドにペイントされた。
たばこ広告への規制が厳格化されたことにより、2006年には他のタバコスポンサーがF1から撤退、2010年にはエンジンカバーのバーコード模様がサブリミナル効果があると批判されて廃止、2011年にはチーム名からも「マールボロ」が外されたが、依然としてフェラーリへの支援を継続（2012年の年間スポンサー料は推定63億円）、タバコ離れの動きを踏まえて禁煙技術の開発にも着手するなど、2021年までの広告契約継続を明らかにしているほか、2018年日本GPにて新プロジェクト「Mission Winnow」のロゴを新たに掲出した。またすべての広告スペースをマールボロが買い取り、他のスポンサーに転売していた（ロイヤル・ダッチ・シェルを除く）。
2021年シーズン終了を持って、ついにマールボロブランドを持つフィリップモリスとの契約が終了し、「Mission Winnow」のロゴもマシンから外されることになった。ただし2022年4月にフィリップモリスとの再契約が結ばれており、マシンへのロゴ掲出こそないものの、「Mission Winnow」がチームのパートナーとして再登場している。
2024年4月、新たにHP Inc.とタイトルスポンサーとしての複数年契約を結んだ。これによりチーム名が「スクーデリア・フェラーリHP」となるほか、マシンやレーシングスーツにも「HP」のコーポレートロゴが入れられるなど、カラーリングが大きく変更される。

### カヴァッリーノ・ランパンテ

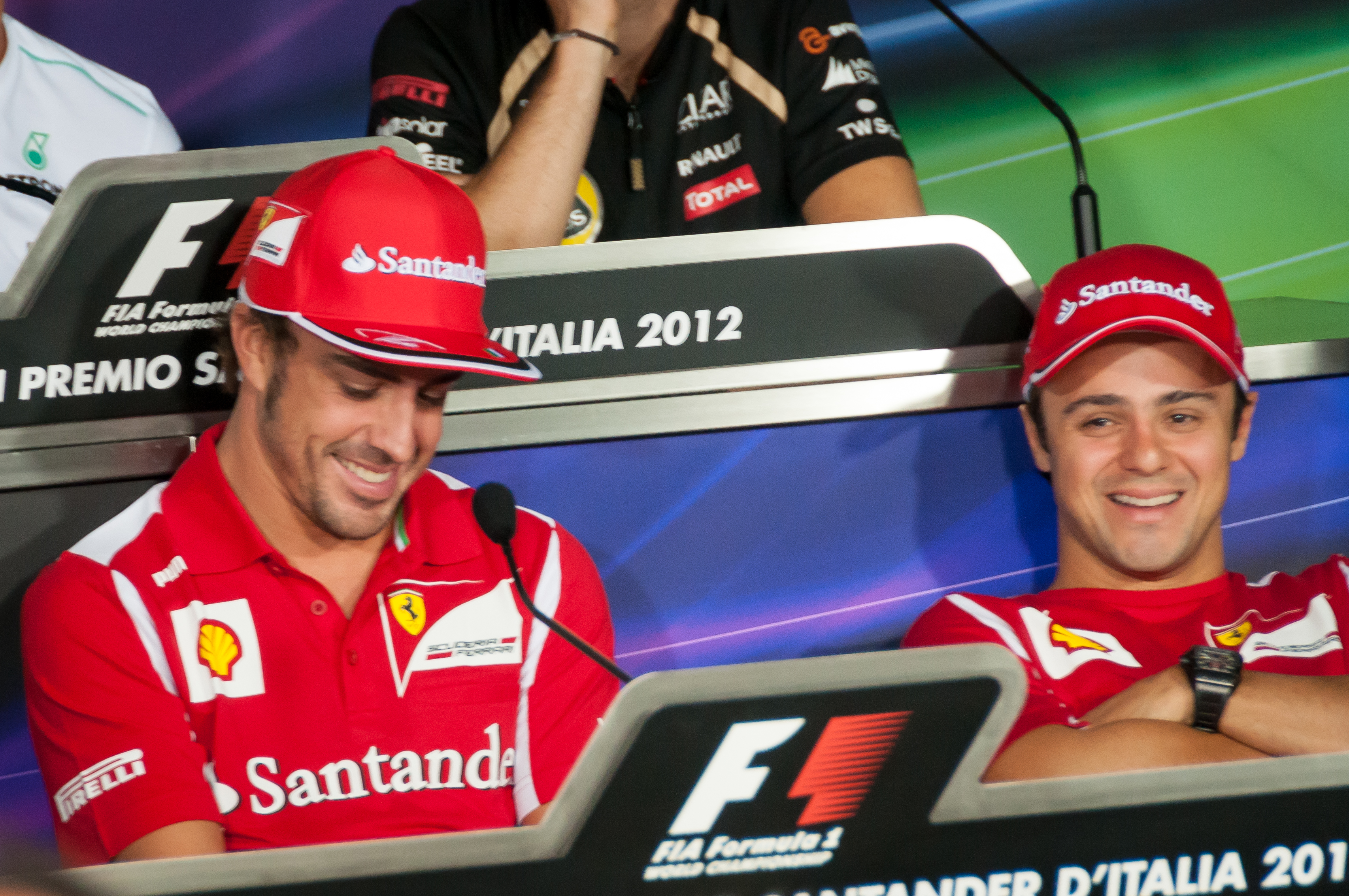
「スクデット」の紋章をつけたウェアを着用するアロンソとマッサ

### 人事
イタリアを代表するチームであるが、ドライバー選考に関してはイタリア人を優遇していない。1950年代から1960年代にかけて、チームに在籍したイタリア人ドライバーが死亡した際、国内のマスコミから糾弾されたことが原因とも言われる。スポット参戦は数名いる(2009年のルカ・バドエル、ジャンカルロ・フィジケラなど）ものの、1992年のイヴァン・カペリを最後にイタリア人のレギュラードライバーは存在しない（ただし、ニコラ・ラリーニやルカ・バドエルといったイタリア人がテストドライバーとして長期間在籍していたことはある）。2005年以降、2輪MotoGP王者のバレンティーノ・ロッシを招いて何度かテスト走行を行ったが、フェラーリ加入は実現しなかった。

基本的に実績のあるドライバーを採用する方針だが、2010年より若手育成プログラムとしてフェラーリ・ドライバー・アカデミー (FDA) を運営し、セルジオ・ペレス、ジュール・ビアンキ、シャルル・ルクレール、ミック・シューマッハを輩出した。ペレスは2011年にフェラーリエンジンを搭載したザウバーよりF1にデビュー。2012年には2度の2位を獲得するなど活躍し2014年のフェラーリドライバーとしての契約も提示されるなど、次期フェラーリドライバー候補と目されたが、ライバルチームのマクラーレン入りを選択した。2014年以降はメルセデス製エンジンを使用するレーシング・ポイント（2018年シーズン途中までのフォース・インディア）を経て、2022年現在はレッドブルに在籍している。ビアンキは2013年よりマルシャよりF1にデビュー。2014年のモナコGPで初ポイントを獲得。たびたびフェラーリ移籍説が流れるなど、将来のフェラーリドライバーの候補として期待されていたが、同年の日本GPでの大事故により帰らぬ人となってしまった。そのビアンキと幼馴染でもあったルクレールは、2017年にF2で圧倒的な成績でチャンピオンを獲得すると、翌2018年からフェラーリエンジンを供給したアルファロメオ・ザウバーからF1デビュー、下位チーム在籍のルーキーにして結果を残し続け、早くも翌年のフェラーリドライバー候補としてその名が挙がっていた。そして2019年からフェラーリで参戦することとなり、FDA出身のドライバーとして初のフェラーリドライバーが誕生することとなった。フェラーリで黄金時代を築いたミハエル・シューマッハを父に持つミックは、2020年にF2でチャンピオンを獲得。翌2021年からフェラーリと技術提携を行っているハースF1チームからF1にデビューした。2022年シーズン終了後にハースを離脱しメルセデスのテストドライバーに就任したため現在はFDAを離れている。この他、ランス・ストロールや周冠宇もFDAに在籍していたことがある。

### 政治
レースの興行的価値という点でフェラーリの参戦は重要であり、フェラーリ側もその立場を認めて、運営団体に対して政治的駆け引きを行ってきた。
1964年には、スポーツカー世界選手権で250LMがGTカーとして公認されなかったことに抗議してイタリア自動車協会を一時脱退し、同年のF1シリーズ終盤戦にはノース・アメリカン・レーシング・チーム (NART) からエントリーした。

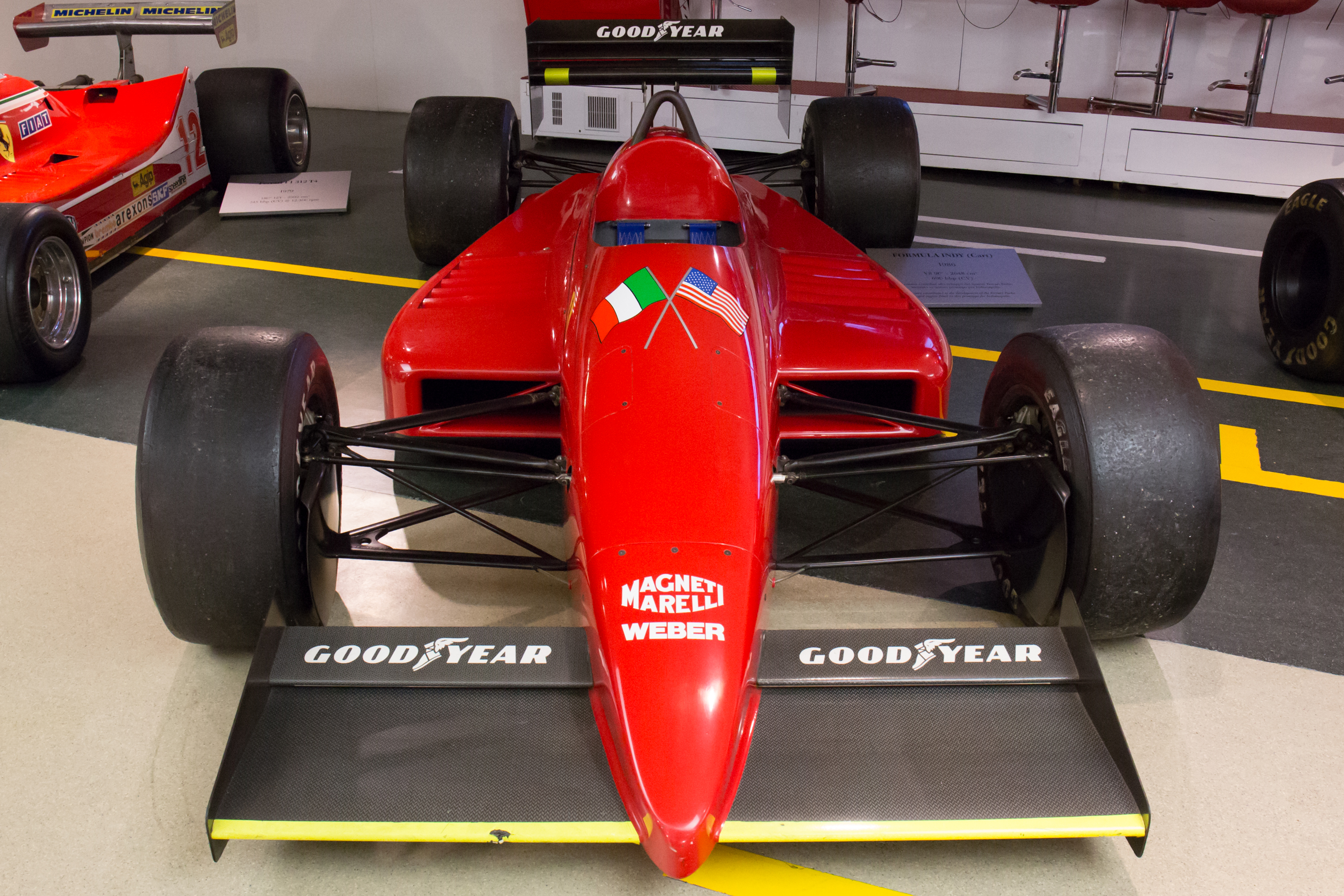
637インディカー

1985年には、F1のレギュレーション改定案に抗議して、北米のCARTシリーズへの転向を示唆し、実際にプロトタイプのインディカー (開発コード637) を製作した。
2001年には、F1に参戦する他の自動車メーカーと共にGPWCを設立し、独立シリーズ構想の旗振り役となったが、コンコルド協定の更改に同意して2005年1月にGPWCを離脱した。この裏切り行為は他メーカーの反感を買い、フェラーリ以外のチームが団結してGPMAを結成した。
2008年には、F1チームの連合体であるFOTAの設立を主導し、フェラーリのモンテゼーモロが初代会長に就任した。2008年にFOTA会長のモンテゼーモロがバーニー・エクレストンによるF1の運営方法を厳しく批判した際には、エクレストンが反撃としてフェラーリのGPWC離脱の背景に（フェラーリが受け取る）分配金を増額する「特別契約」が存在したことを暴露したが、FOTA副会長（当時）のジョン・ハウェットは「フェラーリの歴史的立場は誰もが知っており、たいした意味はない」と受け流した。
2009年5月にはフェラーリを含む数チームが予算制限規定（バジェットキャップ）に反対してF1撤退を示唆し、その後もモンテゼーモロ会長はF1撤退というカードをちらつかせて改革を要求した。F1チームの中で唯一、FIAや統括団体の提案に対する拒否権を有しており、2015年にはパワーユニットの最高価格を設定するというFIAの提案に拒否権を発動した。

### イベントや広告への露出

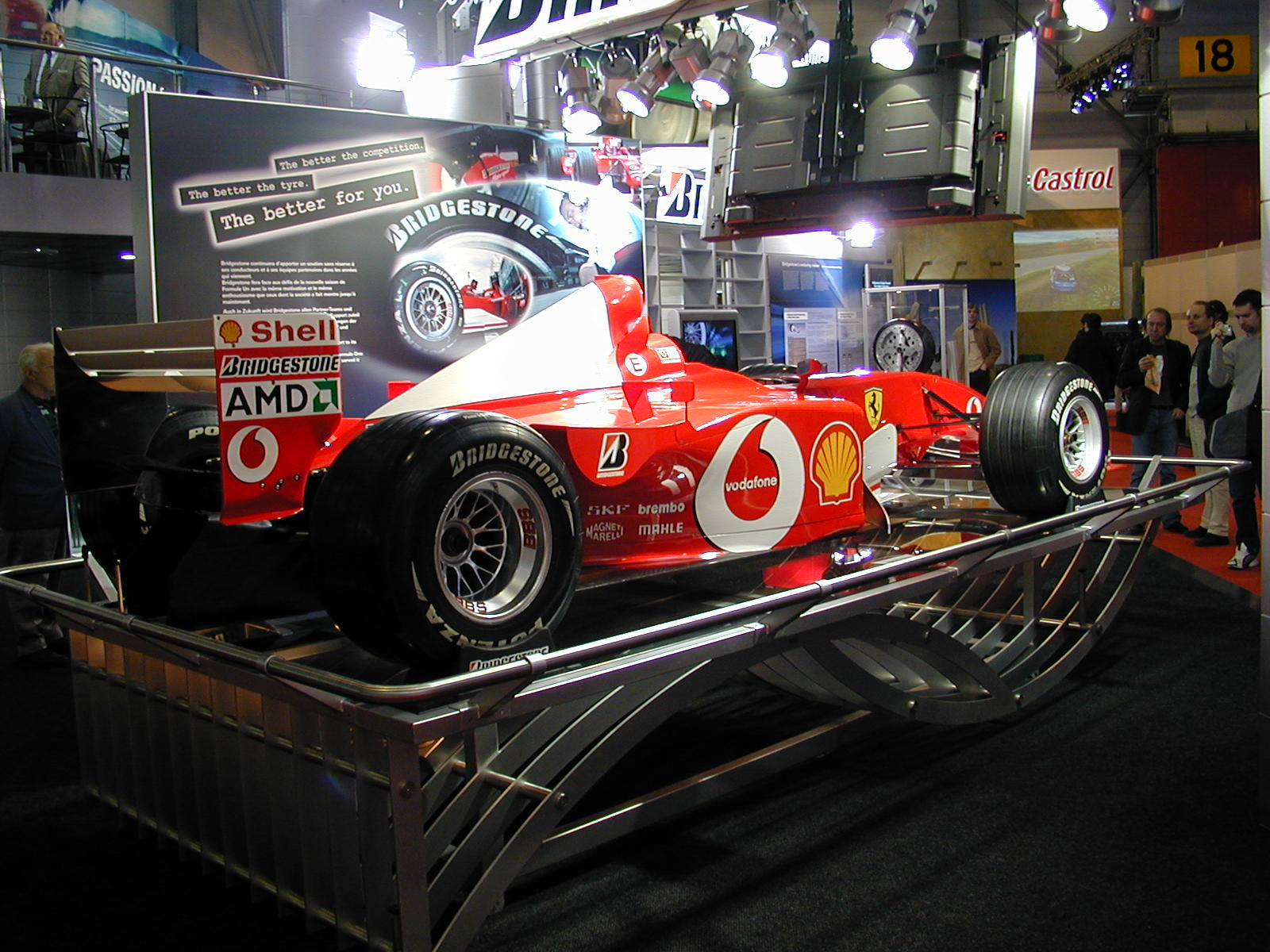
ジュネーブモーターショーに展示されたF1マシン

オフィシャルスポンサーやサプライヤーの広告やイベント、モーターショーの展示にF1マシン（もしくはレプリカ）が露出、または貸し出されることが多い。なおF1マシンは、エンジンや補機類などが搭載されない展示用のレプリカも毎年数台製作され、世界各国の正規販売店やフェラーリ・ストアの店頭へのディスプレイに使用される。なおこれらのレプリカは、「F1クリエンティ」の顧客や正規販売店に販売されることもある。
1981年には、ジル・ヴィルヌーヴが運転する126CKとジェット戦闘機F-104スターファイターが滑走路で競走するというイベントを開催した。静止状態から並んで同時にスタートし1,000m走るというこのレースは、126CKが勝利している。2003年12月11日にもイタリアのバッカリーニ空港にて、ミハエル・シューマッハが乗るF2003-GAとジェット戦闘機ユーロファイター・タイフーンの競争を開催した。600mではF2003-GAが勝利したが、900mと1,200mではユーロファイターが勝利。雨天もありユーロファイターの2勝1敗という結果になった。
1998年には、オフィシャルスポンサーであるロイヤル・ダッチ・シェルグループのCMとして、「走行中のF1マシンが空中給油機から給油を受ける」という実写CMを世界各国で放送し話題になる。
2006年のトリノオリンピック開会式では、リアウィングに五輪マークが描かれたF2005をリザーブ兼テストドライバーのルカ・バドエルがステージ上でドライブし、ドーナツターンを披露した。
例年、10月の末から11月の初めにムジェロ・サーキットなどのサーキットにおいて「ファン感謝デー」ともいうべき「フィナーリ・モンディアーリ」、1月にはフィリップモリス主催により、ドゥカティと合同でマスコミ向けのスキーイベント「Wrooom」を開催している。1月のイベントは新シーズンの体制発表も兼ねている。また、シーズン前の新車の発表会は必ず、マラネッロのプレスルームで行い、全ての進行をイタリア語のみで行うのも伝統である。(かつて、イタリア語を話せなかったミハエル・シューマッハにカンニング・ペーパーを渡して読ませたこともある)。
また、2019年より新たにチーム名にフィリップモリスの「Mission Winnow」ブランドをつけると発表したが、その後撤回した。たばこ会社によるキャンペーンに対する外部からの調査が増加している中で、フィリップモリスは当初予想されていたよりも長い期間、そして可能性としてはシーズンの残りの全戦においてロゴを削除することを現在検討しているという。

### ティフォシ

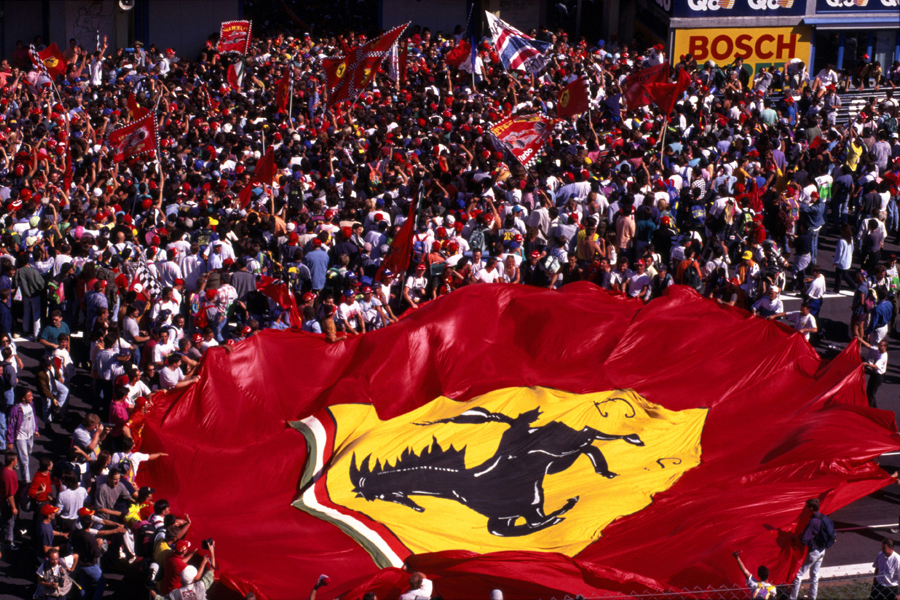
ティフォシ（1995年イタリアGP）

熱狂的なフェラーリファンのことをティフォシ (tifosi) と呼ぶ。これはイタリア語で「熱狂的スポーツファン」「チフス患者」の意味を持つ「ティフォーゾ（tifoso）」の複数形であるが、元々はフェラーリファンを特定するものではなく、その熱狂振りに対する侮蔑表現を含んでいるため、彼らは自らのことを通常フェラリスタと呼ぶ。
なお、イタリア各地にフェラーリ公認の「スクーデリア・フェラーリ」のファンクラブがあり、イタリアグランプリや「フィナーリ・モンディアーリ」では会員のファンが集結する姿を見ることができる。
地元開催に当たるイタリアGPでは、来場したティフォシによってモンツァ・サーキットの観客席が赤く染められる。レース後の表彰式ではコースに乱入し、ホームストレート上で応援旗を広げるのが名物になっている。彼らの唯一最大の願いはフェラーリの勝利のみであるため、フェラーリがリタイアするとレース途中でもさっさと帰ってしまう（テレビ視聴者はテレビを消してしまう）。逆にフェラーリと優勝を争っているチームやドライバーのマシンにトラブルが発生したりリタイアすると大歓声をあげる。また1989年イタリアグランプリでは、このレース直前に翌年のフェラーリ加入が決定したアラン・プロストが乗るマクラーレンに大歓声が送られた事もある。

### フェラーリF1クラブ
イタリアグランプリや日本グランプリ、モナコグランプリをはじめとするF1各戦における「Formula One Paddock Club」のフェラーリ・シャレーや各スポンサーのシャレーでの観戦パスをフェラーリオーナーとその家族、招待者限定で販売している。通常フェラーリ・シャレーにはドライバーやチーム首脳陣が訪れ、挨拶や記念撮影などを行う。

## 関連人物・企業

### 人物

#### 現在のF1ドライバー
- シャルル・ルクレール - 正ドライバー
- ルイス・ハミルトン. - 正ドライバー
- アントニオ・ジョヴィナッツィ - リザーブドライバー
- 周冠宇 - リザーブドライバー

#### 現在の主要関係者
- フレデリック・バスール - チーム代表、マネージングディレクター、チーフテクニカルオフィサー
- ロリー・バーン - テクニカルアドバイザー
- マリオ・アルモンド - オペレーション・ディレクター

#### フェラーリ・ドライバー・アカデミー(FDA)
2009年に設立されたフェラーリの若手ドライバー育成プログラムであり、F4からF3、F2までのジュニアカテゴリに参戦している。2025年現在は5名が在籍している。
- ディーノ・ベガノヴィッチ 2021-
- マヤ・ウィーグ （*) 2021-
- ラファエル・カマラ （*) 2021-
- トゥッカ・タポネン （*) 2023-
- アウレリア・ノーベル （*）2023-

主な元在籍者
- ジュール・ビアンキ - FDA所属第1号。2014年日本GPでの大事故により翌年逝去
- セルジオ・ペレス - 2013年にマクラーレンに移籍したことにより離脱
- ランス・ストロール - 2016年にウィリアムズと契約したことにより離脱
- 周冠宇 - 2018年にルノーと契約したことにより離脱
- シャルル・ルクレール - 2019年よりフェラーリ正ドライバーに就任
- ミック・シューマッハ - 元F1ドライバーでフェラーリに在籍していたミハエル・シューマッハの息子。2021年よりハースからF1に参戦したが、2023年にメルセデスとリザーブドライバー契約したことにより離脱
- アーサー・ルクレール - シャルル・ルクレールの弟

### パートナー

#### 大型スポンサー
- フィアット - アルファロメオブランド
- シェル - ガソリンおよび各種オイルを供給（1950年 - 1973年,1996年 - ）
- フィリップ・モリス（マールボロなど） - 1980年代よりドライバーを支援し、1997年以降はメインスポンサーだが、F1におけるたばこ広告の禁止を受けて商品ロゴの掲出は行わない。2018年、科学研究をする子会社を通じてスポンサー再参入を果たし、同年10月に開催された日本グランプリでは「ミッション・ウィノウ」のロゴの御披露目が行われ、以降、終盤のマシンには新プロジェクト「ミッション・ウィノウ」（Misson Winnow）のロゴが入れられた。2019年もプロジェクトは継続され、チーム名も一旦は「スクーデリア・フェラーリ・ミッション・ウィノウ」となることが発表されていたが、開幕戦のオーストラリア当局やFIMが広告に関する規定違反などについて調査を開始。2019年3月5日、フェラーリはチーム名から「ミッション・ウィノウ」を外すことを発表した[86]。
- HP Inc.（2024年 - ）
- ウニクレディト（2025年 - ）イタリアのメガバンク。サンタンデール銀行と入れ替わる形で参加。

過去の大型スポンサー
- アスプレイ
- フェレロ - 菓子商品「tic tac」ブランド
- フェデックス
- ボーダフォン - 2002年から2006年の5年間スポンサーを務めた。その後、2007年から2013年までライバルチームであるマクラーレンのタイトルスポンサーを務めた。
- マルティニ・レーシング - 2006年から2008年にかけてチームを支援。ノーズにマーキングが施された。
- アリーチェ（テレコム・イタリア） - 1995年から2001年（テレコムイタリア名義）と2007年から2009年（アリーチェ名義）にかけてチームを支援。ウイング翼端板などにマーキングが施された。
- エティハド航空（2008年 - 2010年）
- ムバダラ・ディベロプメント・カンパニー - UAEの政府系投資ファンド。アブダビにフェラーリ・ワールドを建設（2006年 - 2010年）
- ウブロ（2012年 - 2020年）
- サンタンデール銀行（2010 - 2017年, 2022 - 2024年）- 2010年にスペイン人ドライバーのフェルナンド・アロンソの加入によりチームのメインスポンサーとなり、アロンソが2014年シーズンを以ってチームを離脱した後も2017年までスポンサーを継続していた。2021年に同じくスペイン人ドライバーのカルロス・サインツJr.がフェラーリに加入し一定の活躍を見せたことで、翌2022年よりチームのスポンサーに復帰することとなった[87]。サインツの離脱により2024年で終了。

#### サプライヤー
公式サプライヤー
- ピレリ - タイヤ（2011年 -）
- ジョルジオ・アルマーニ - チームウェア
- マーレ
- Infor
- OMR
- SKF
- 日本特殊陶業（NGK） - スパークプラグ
- マニエッティ・マレリ - 点火装置、燃料噴射装置
- ブレンボ - ブレーキ
- イヴェコ

サプライヤー
- OZ - （2012年 - ） - ホイール
- テクノジム

過去のサプライヤー
- アジップ - ガソリンおよび各種オイルを供給（1974年 - 1995年）
- パイオニア - 無線機器を供給（1991年 - 1997年）
- ブリヂストン - タイヤを供給（1999年 - 2010年）
- グッドイヤー - タイヤを供給
- BBS - ホイールを供給（1992年 - 2011年）
- エイサー - IT機器を供給（2003年 - 2012年）
- タタ・コンサルタンシー・サービシズ
- ヨーロップカー
- ダイキン（現・エクセディ） - クラッチ（? - 1996年）
- プーマ - チームウェア（2004年 - 2020年）
- AMD - テレメトリーシステムおよびサーバ（2002年 - 2012年、2018年 - 2020年）

## 車両ギャラリー

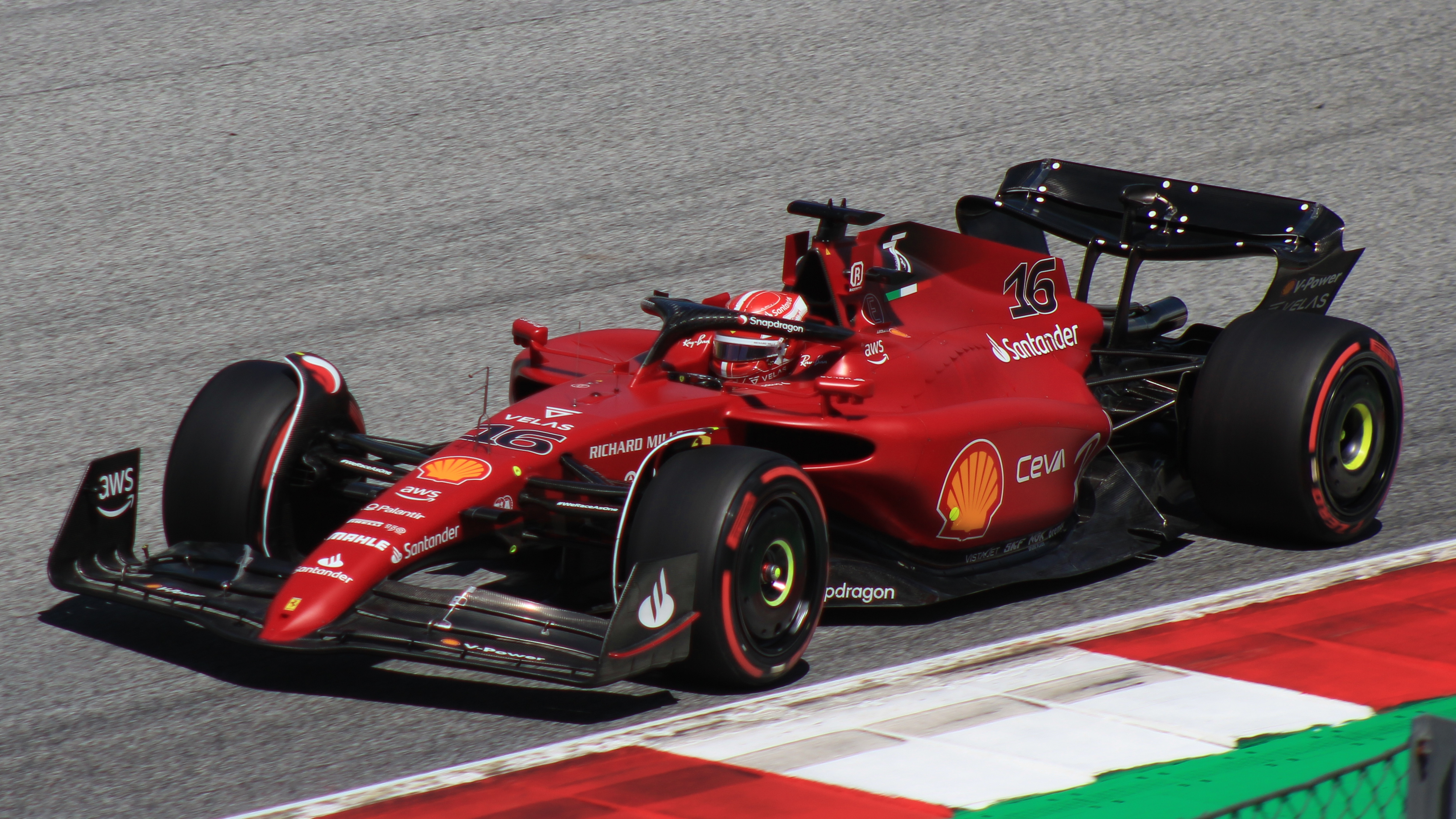
葉巻型（1950年 - 1972年）
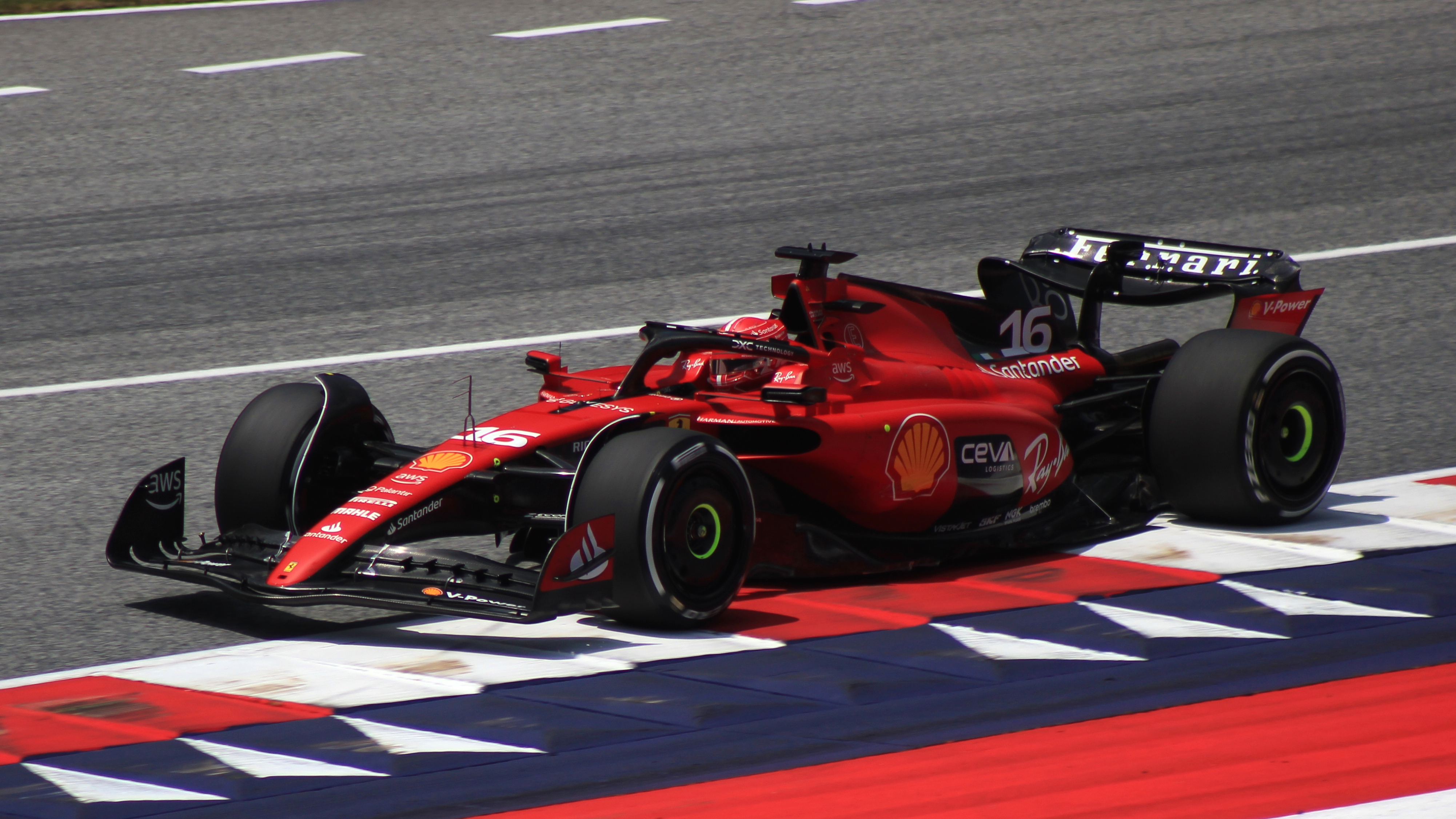
SF-23
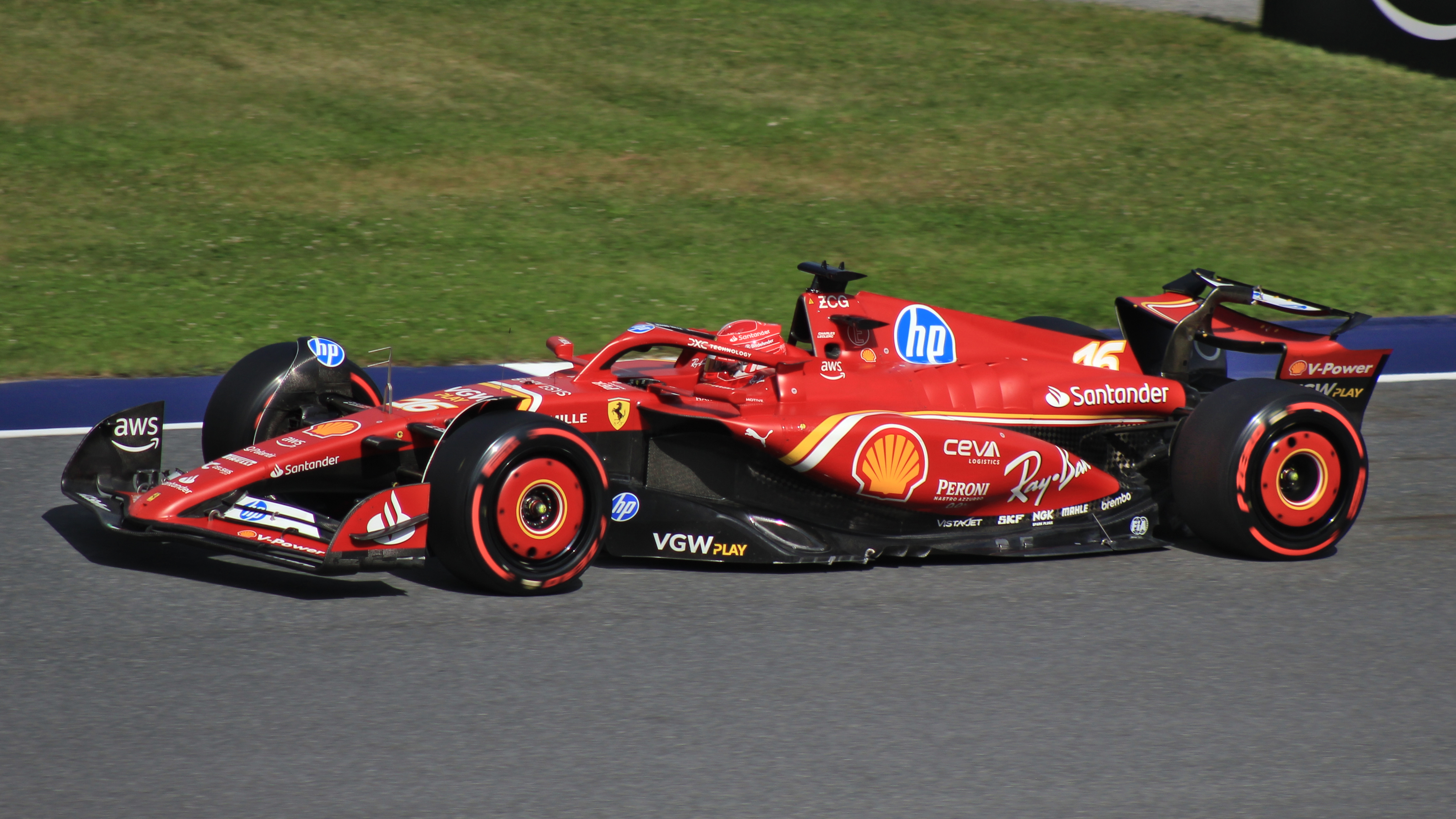
SF-24

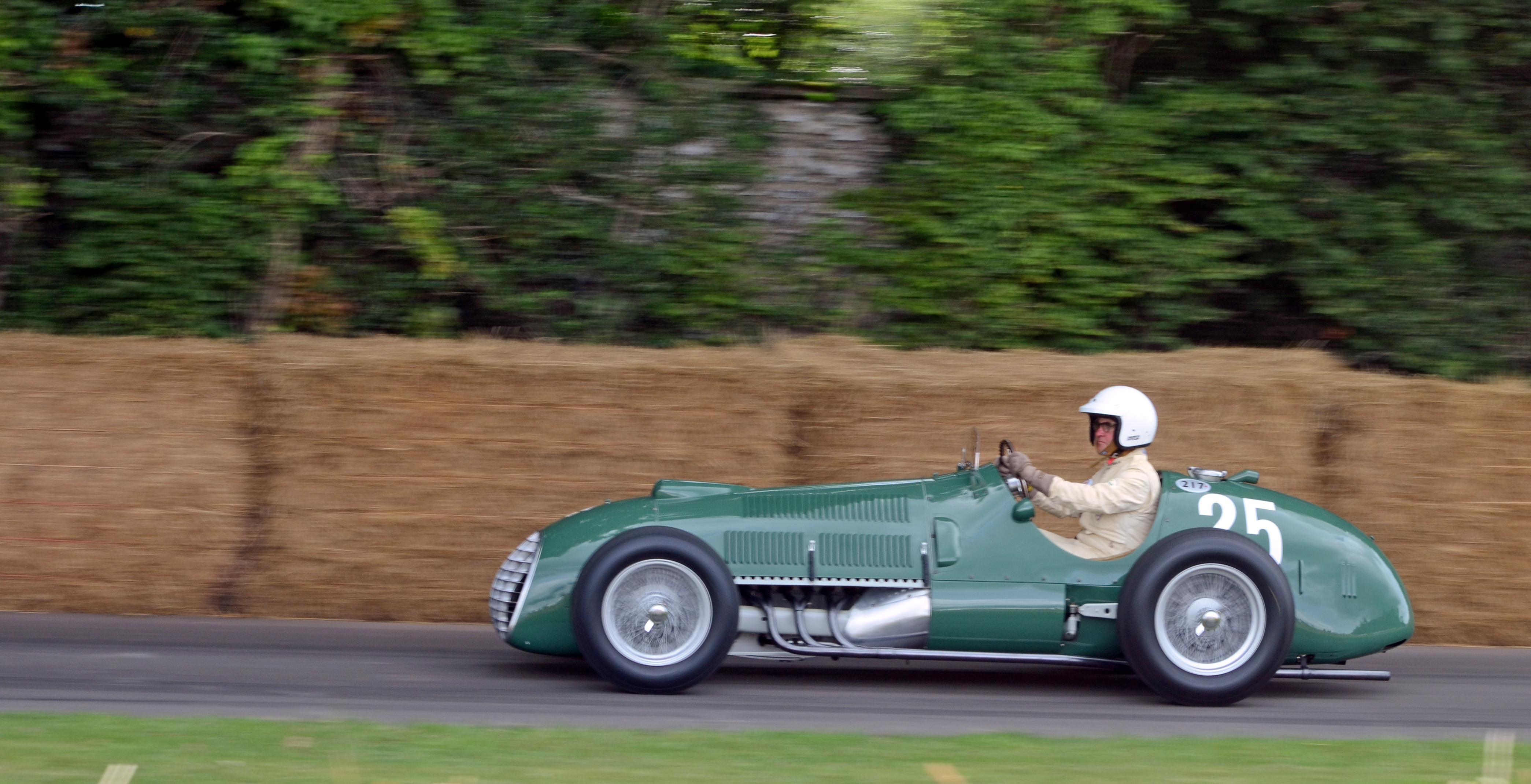
125F1
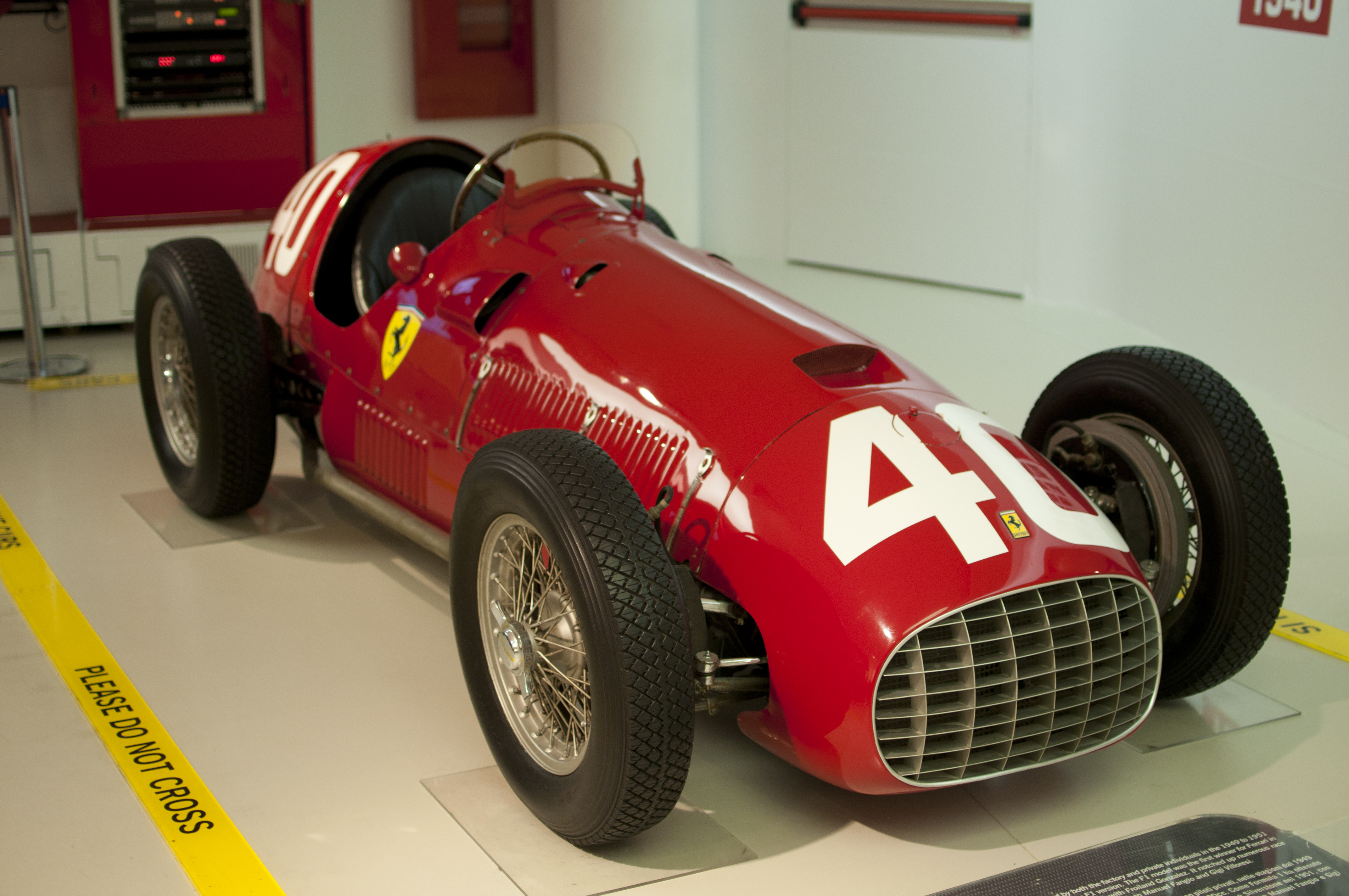
166F2
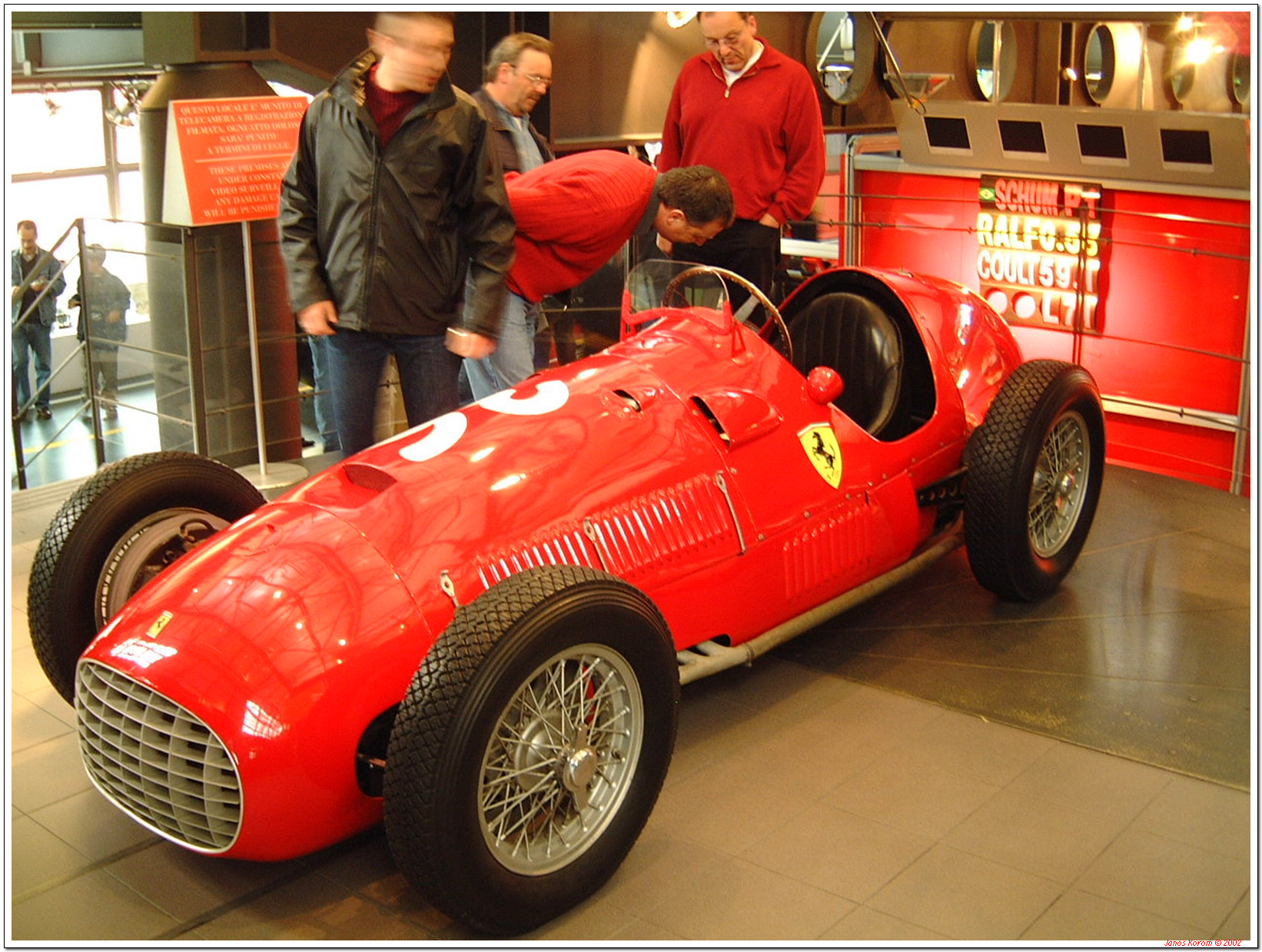
375F1
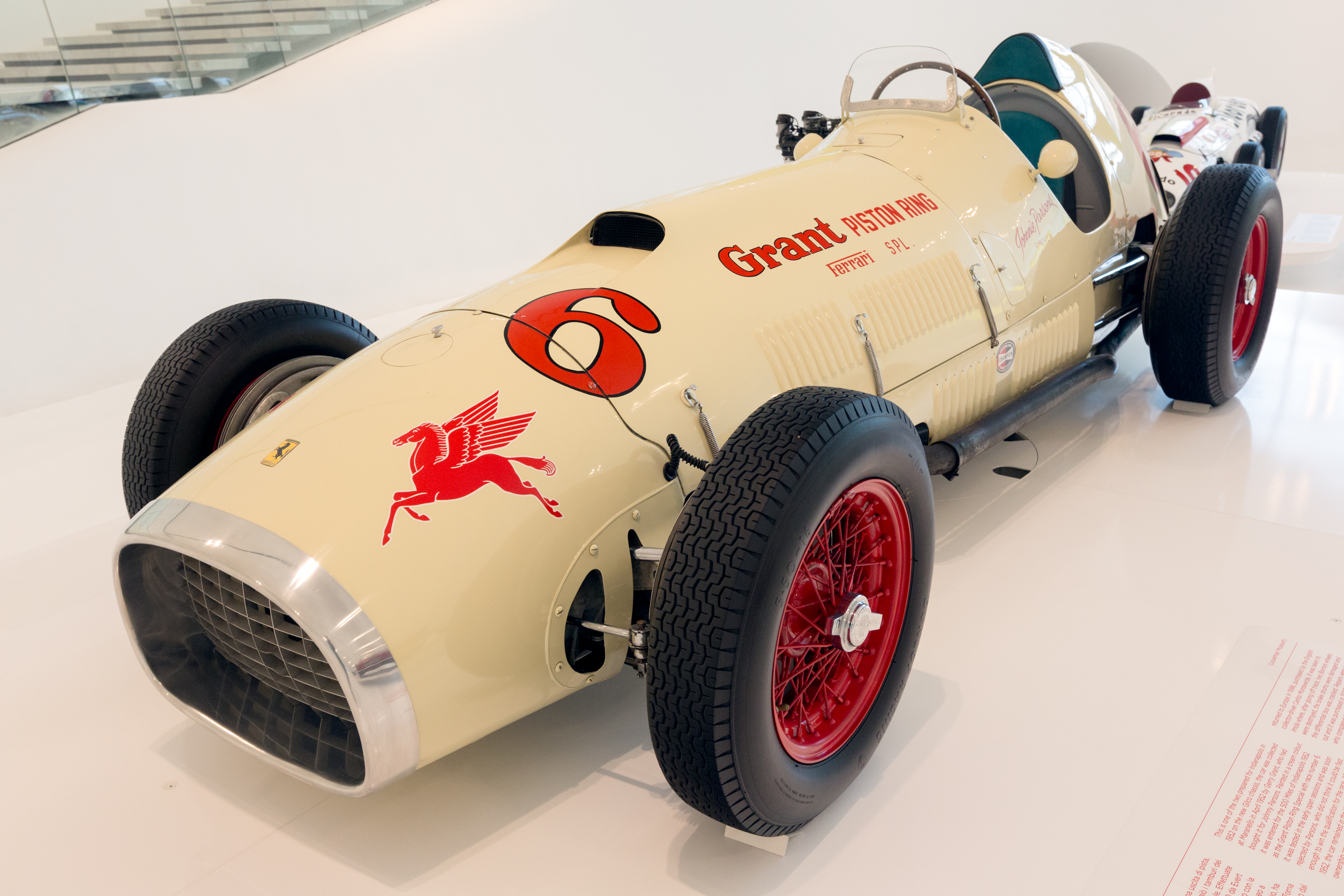
375 Indy
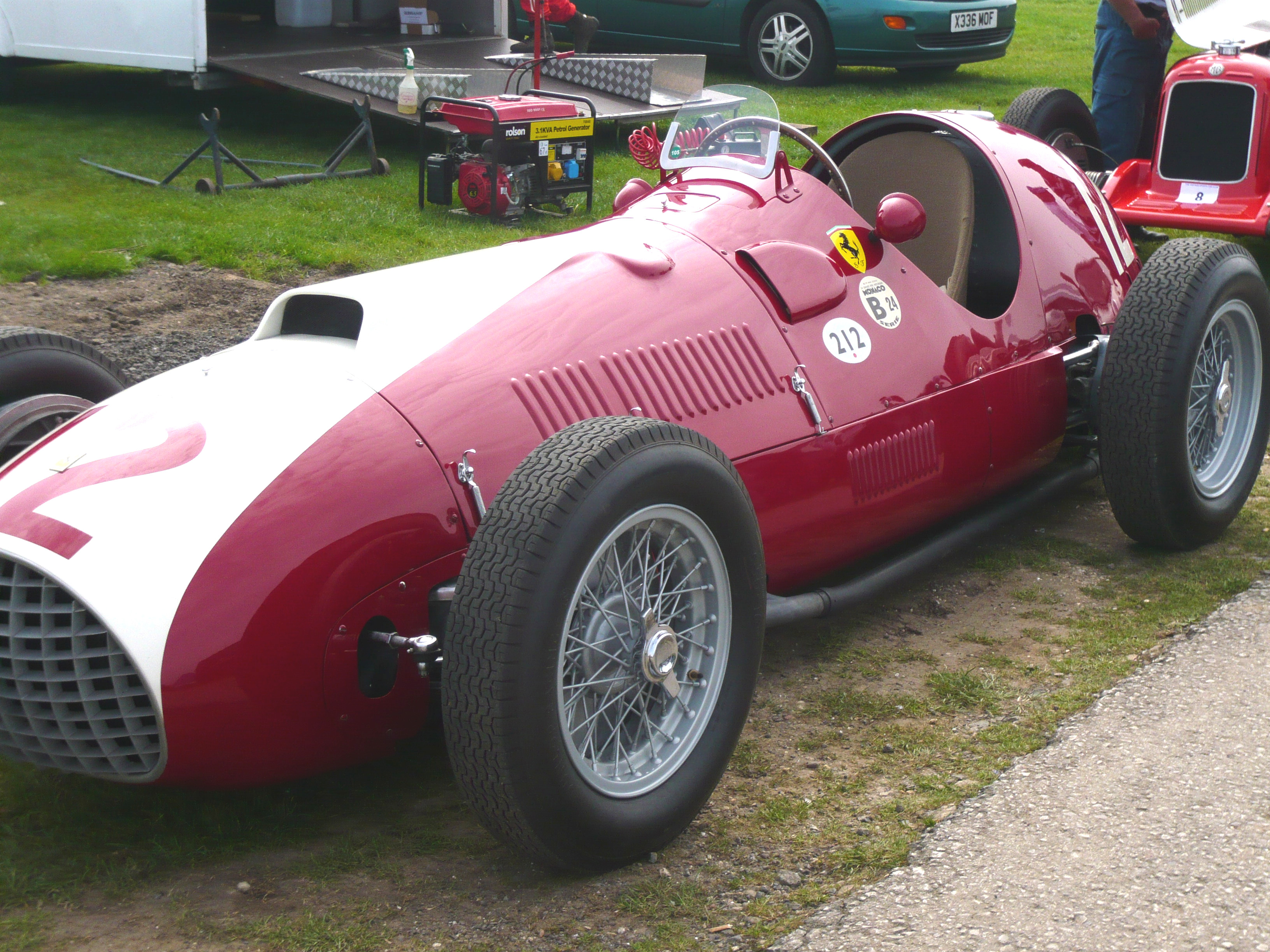
212F1
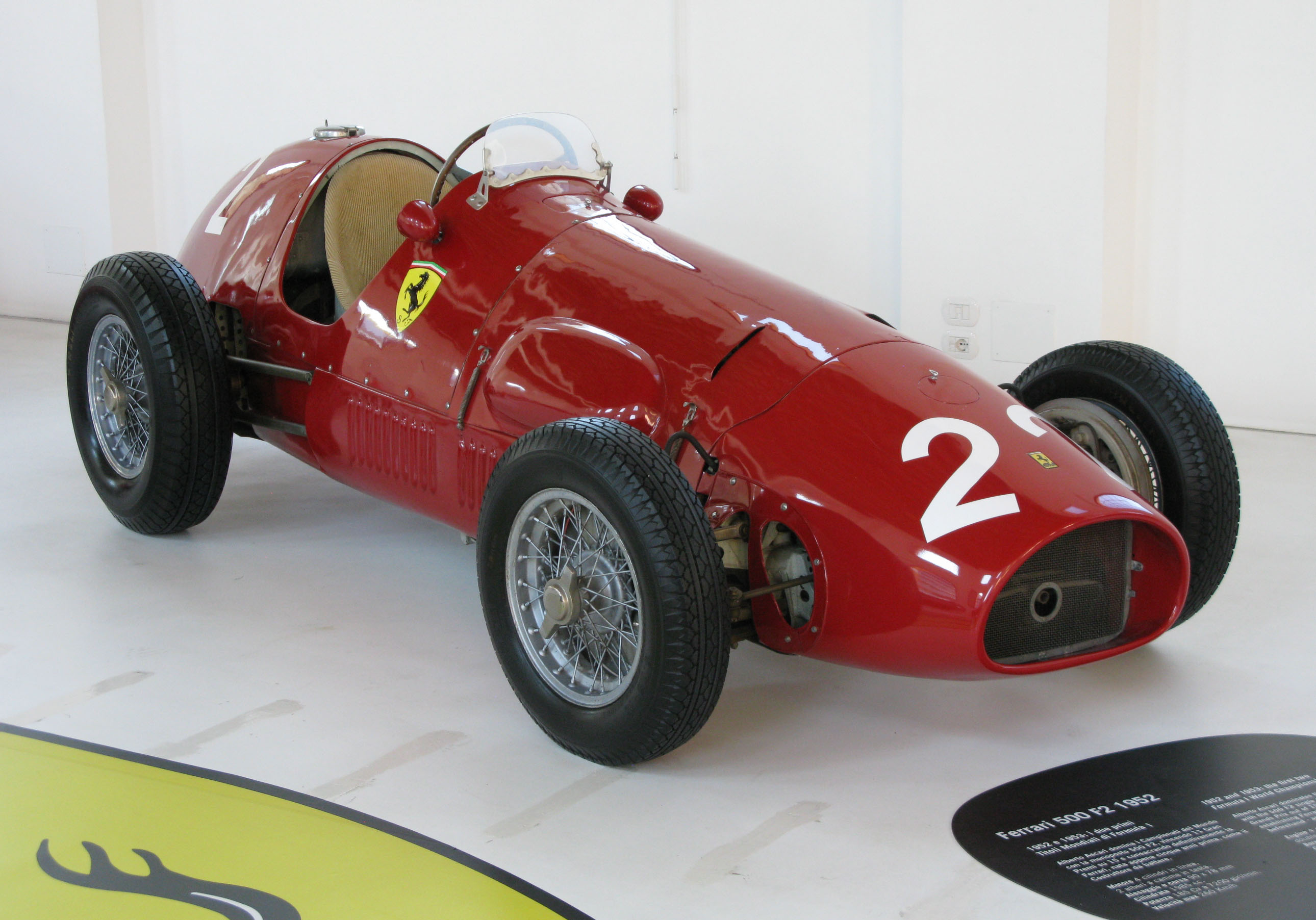
500F2
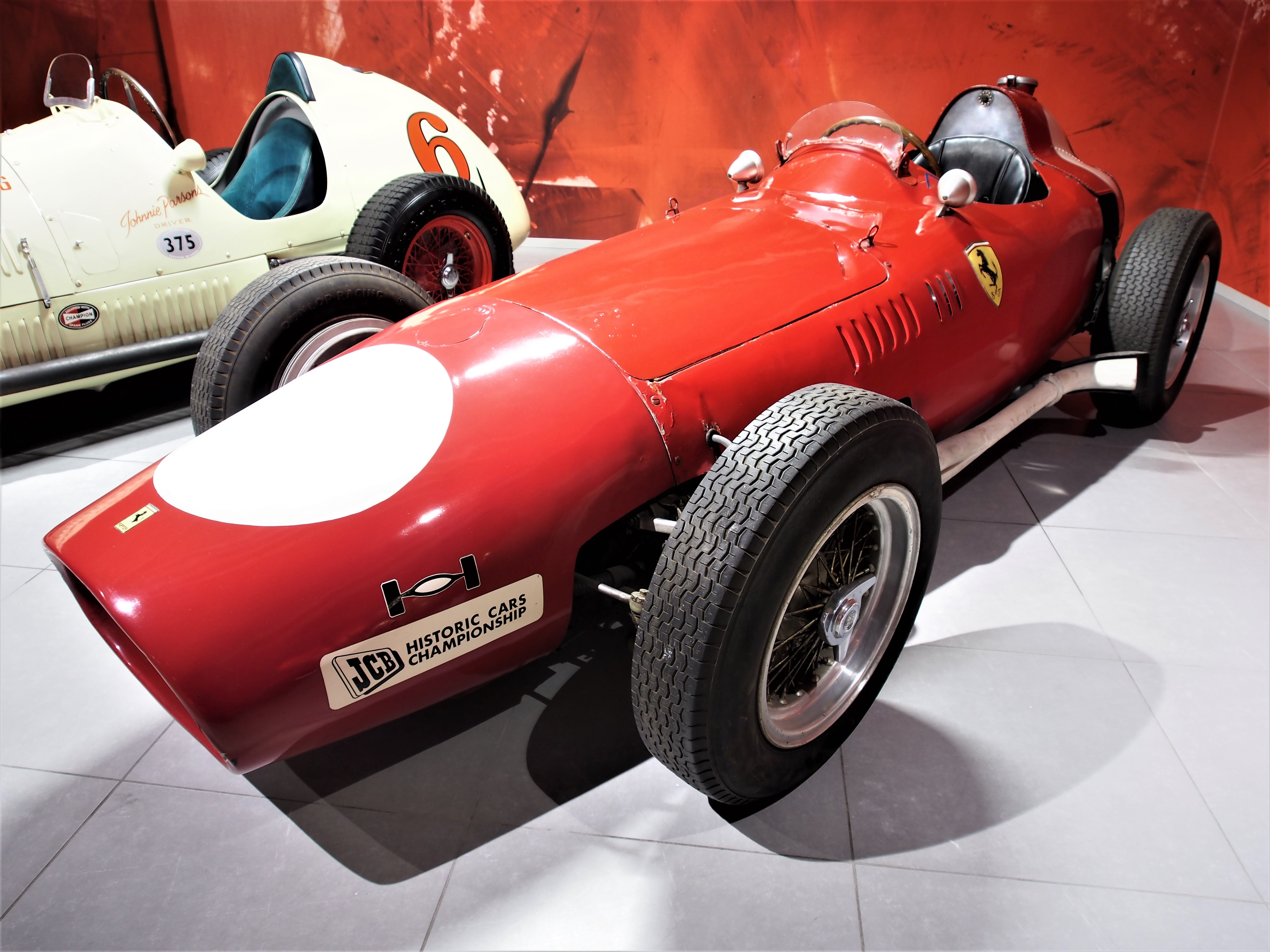
625F1
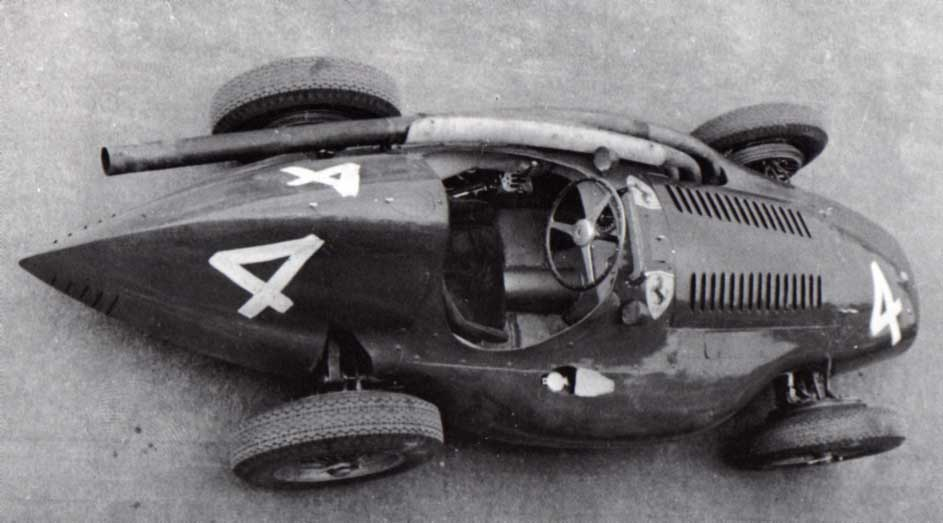
553F1
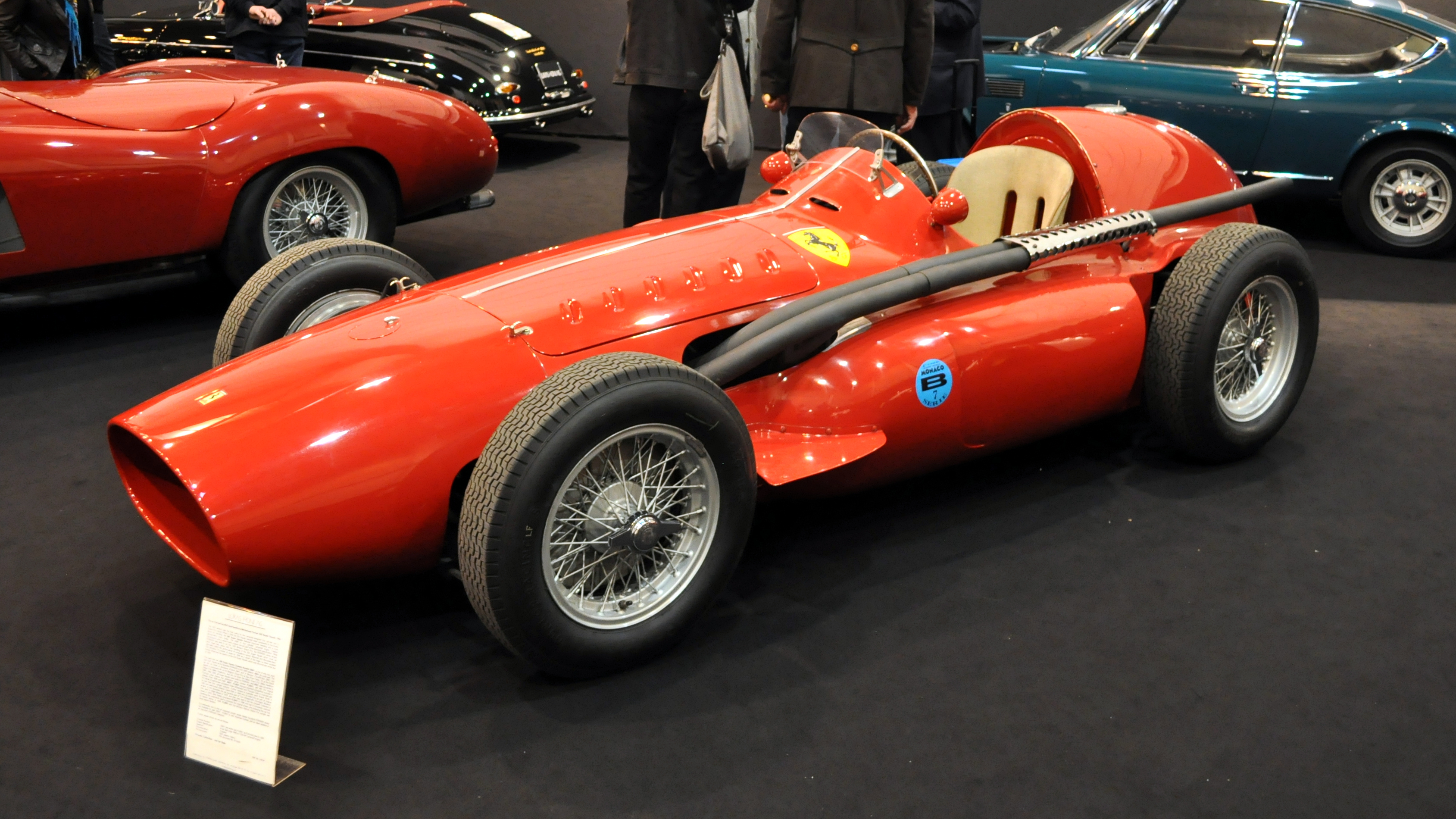
555F1
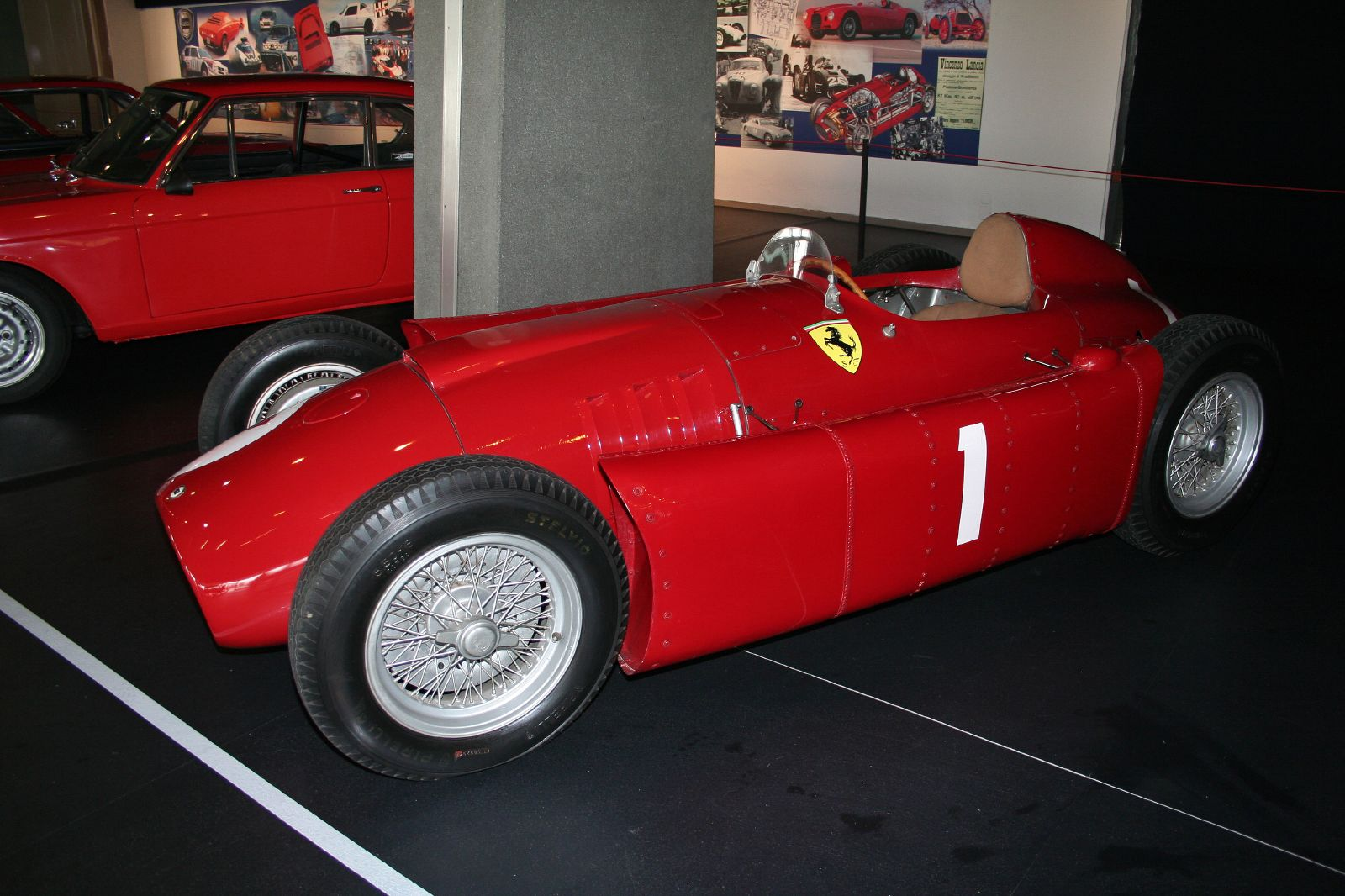
801F1
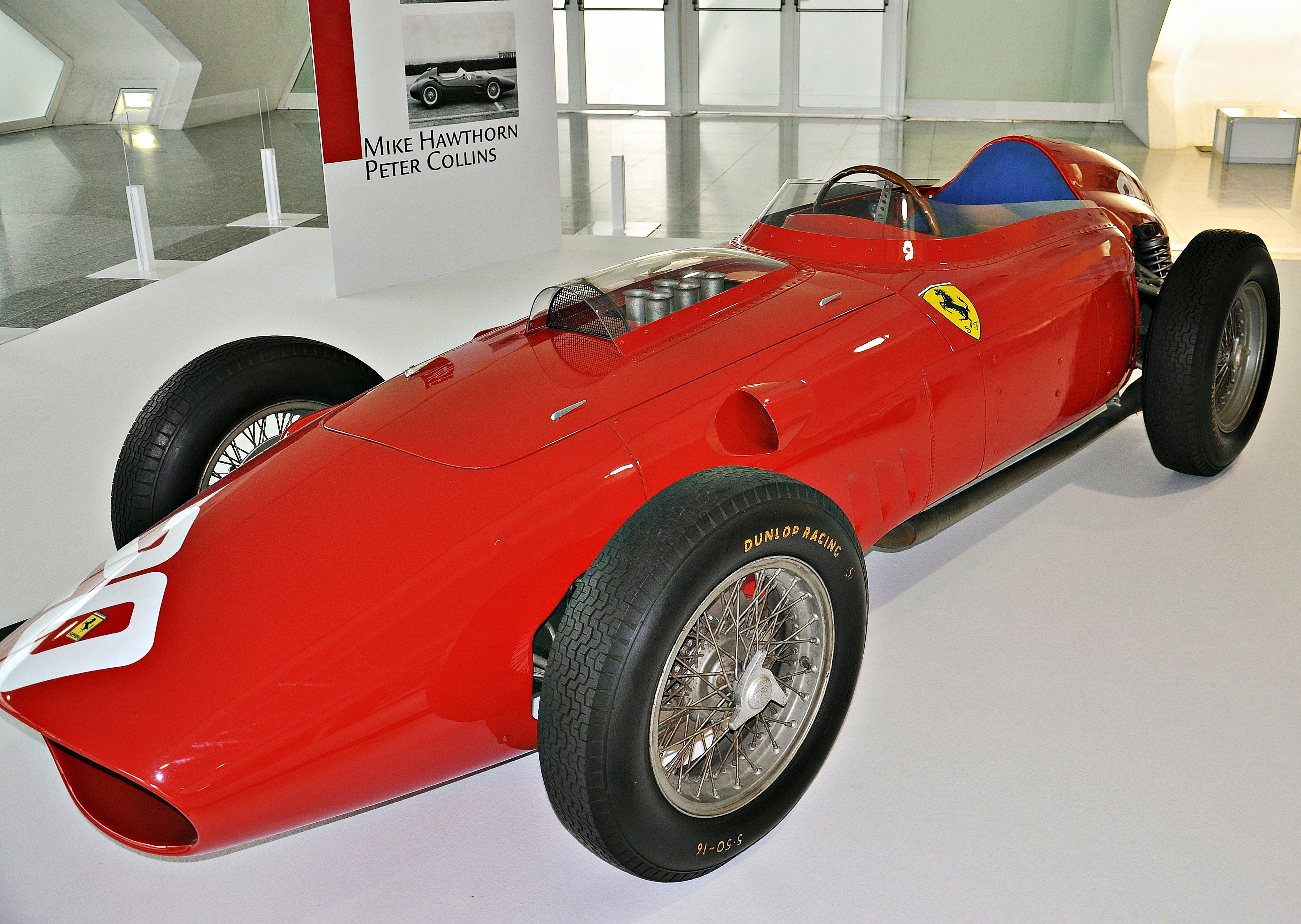
246F1
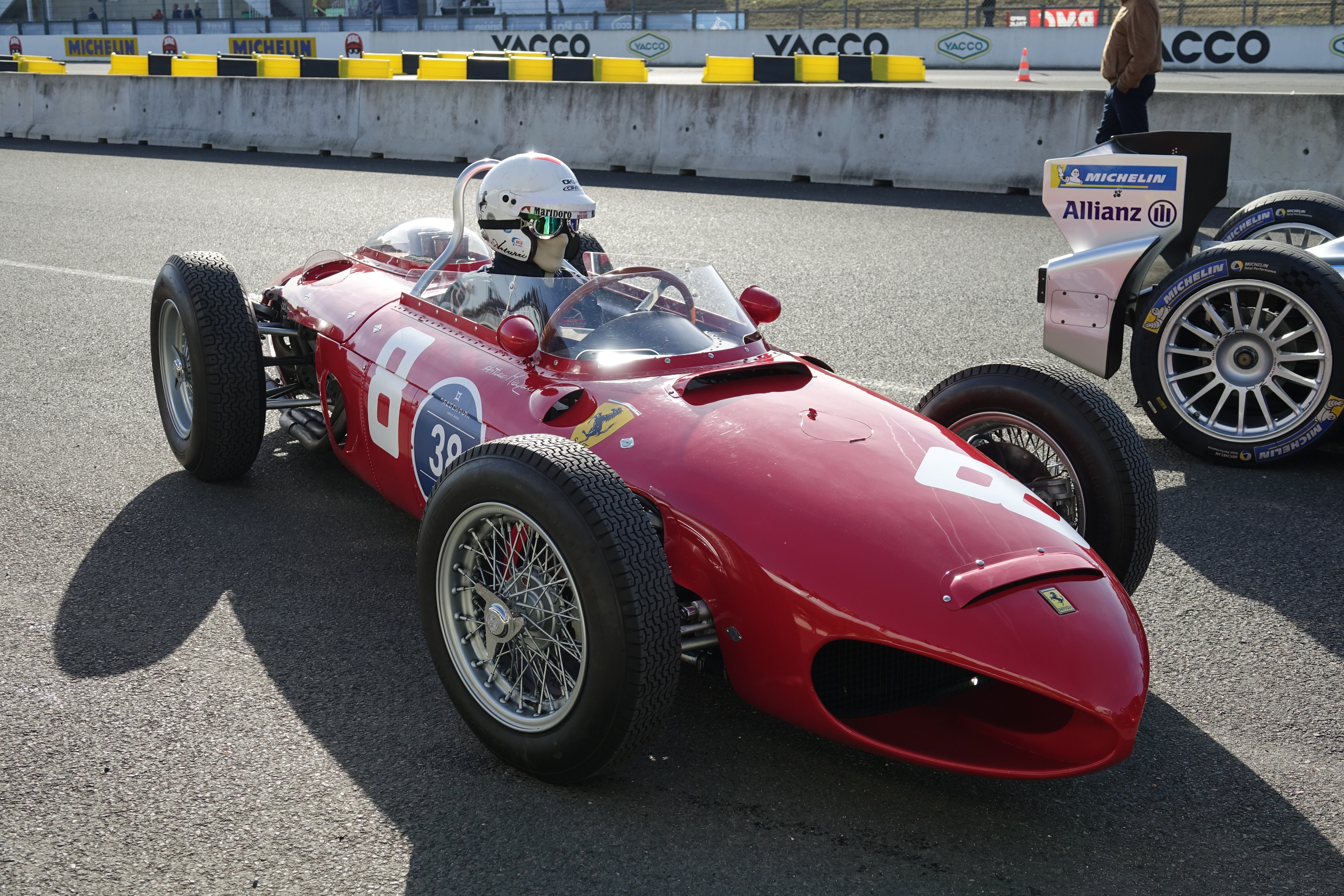
156F1
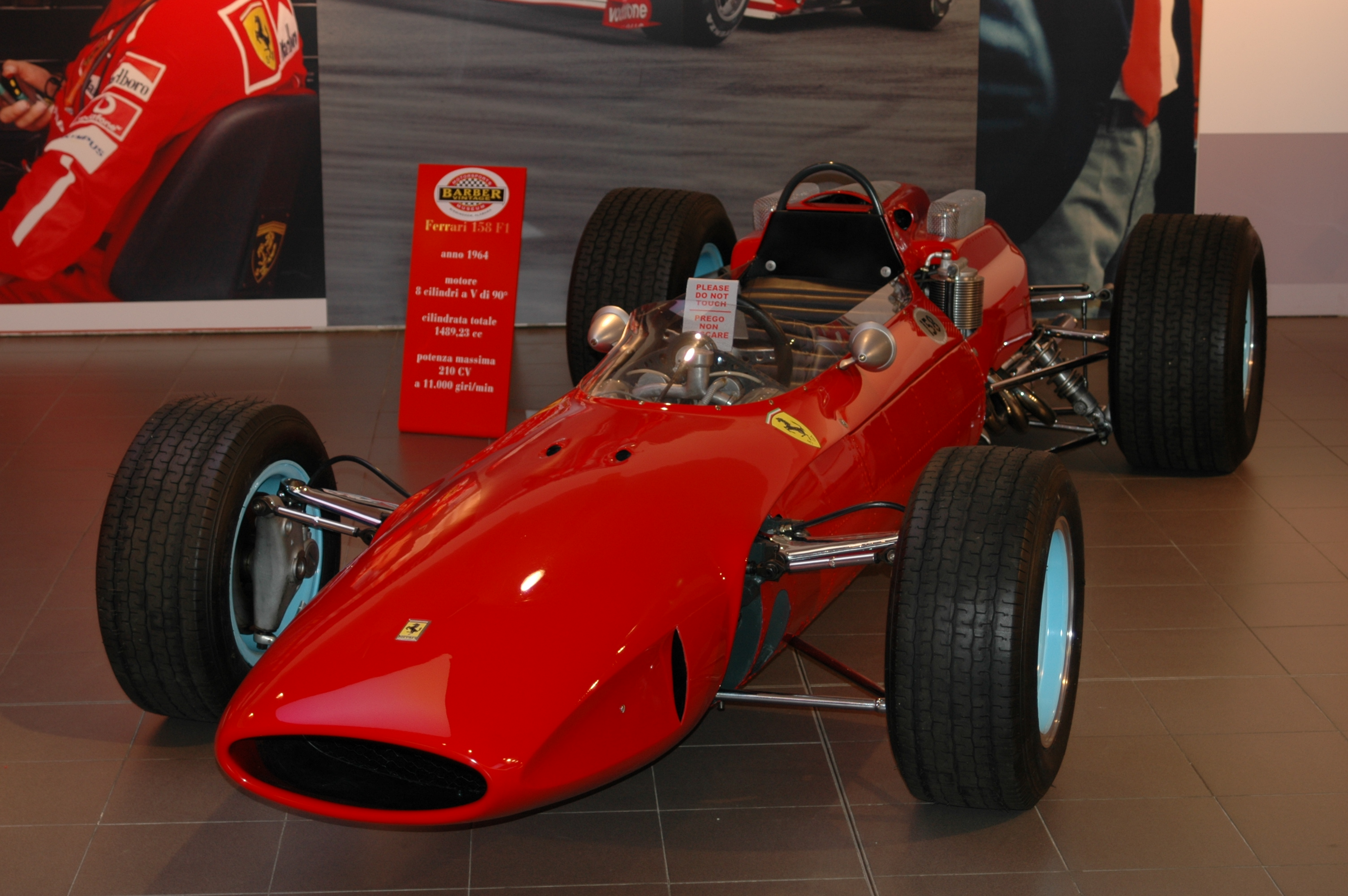
158F1
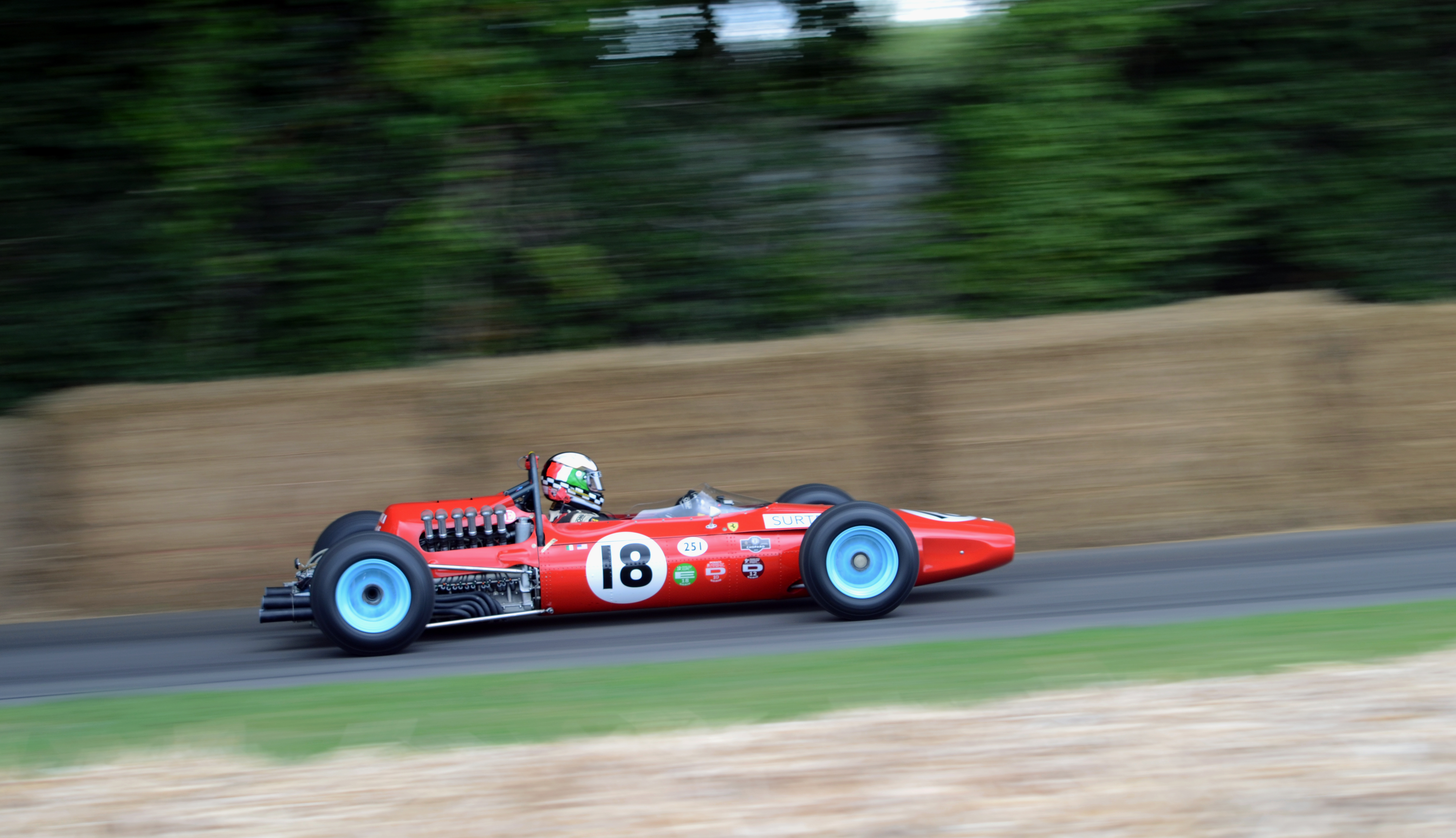
1512F1
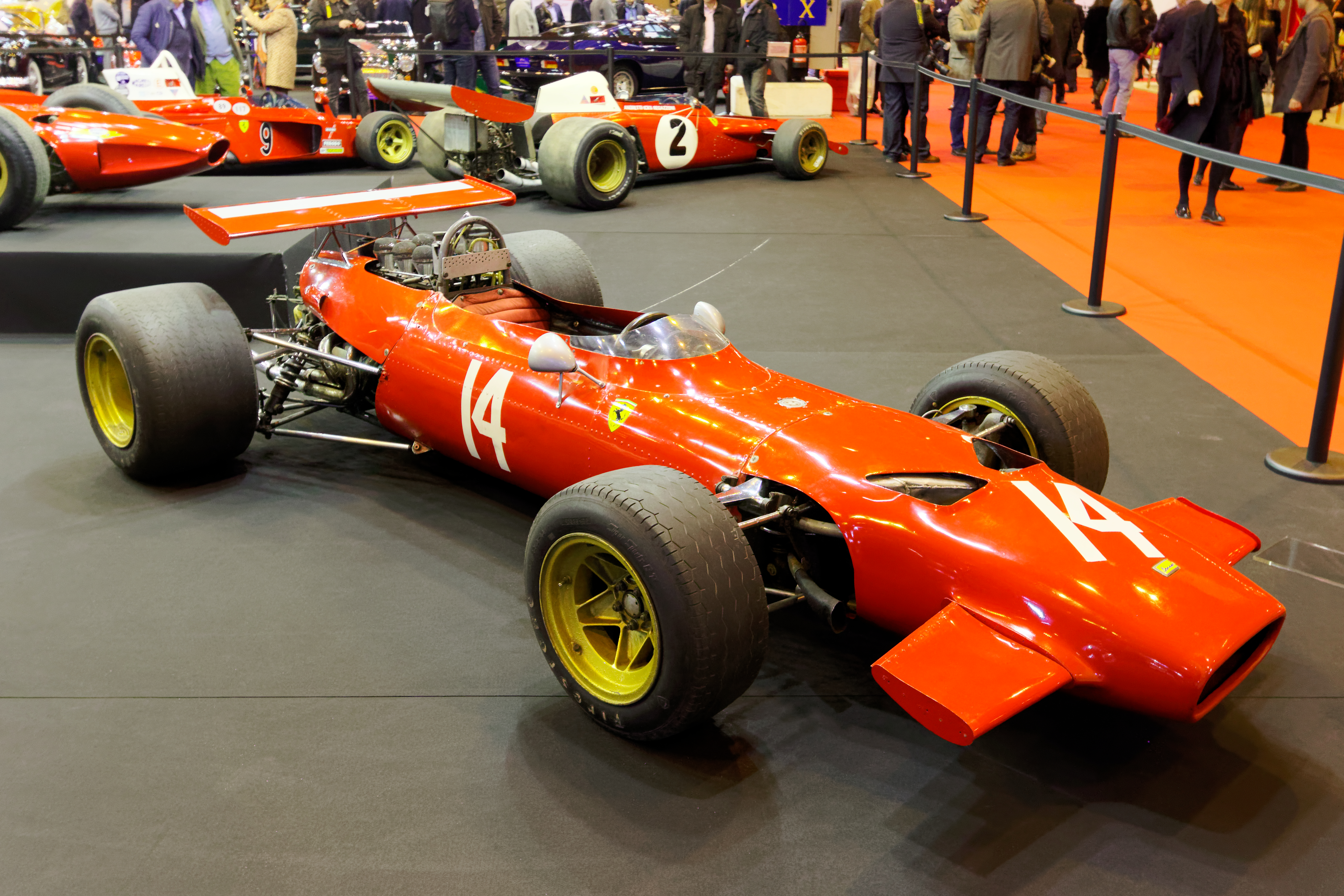
246F1-66
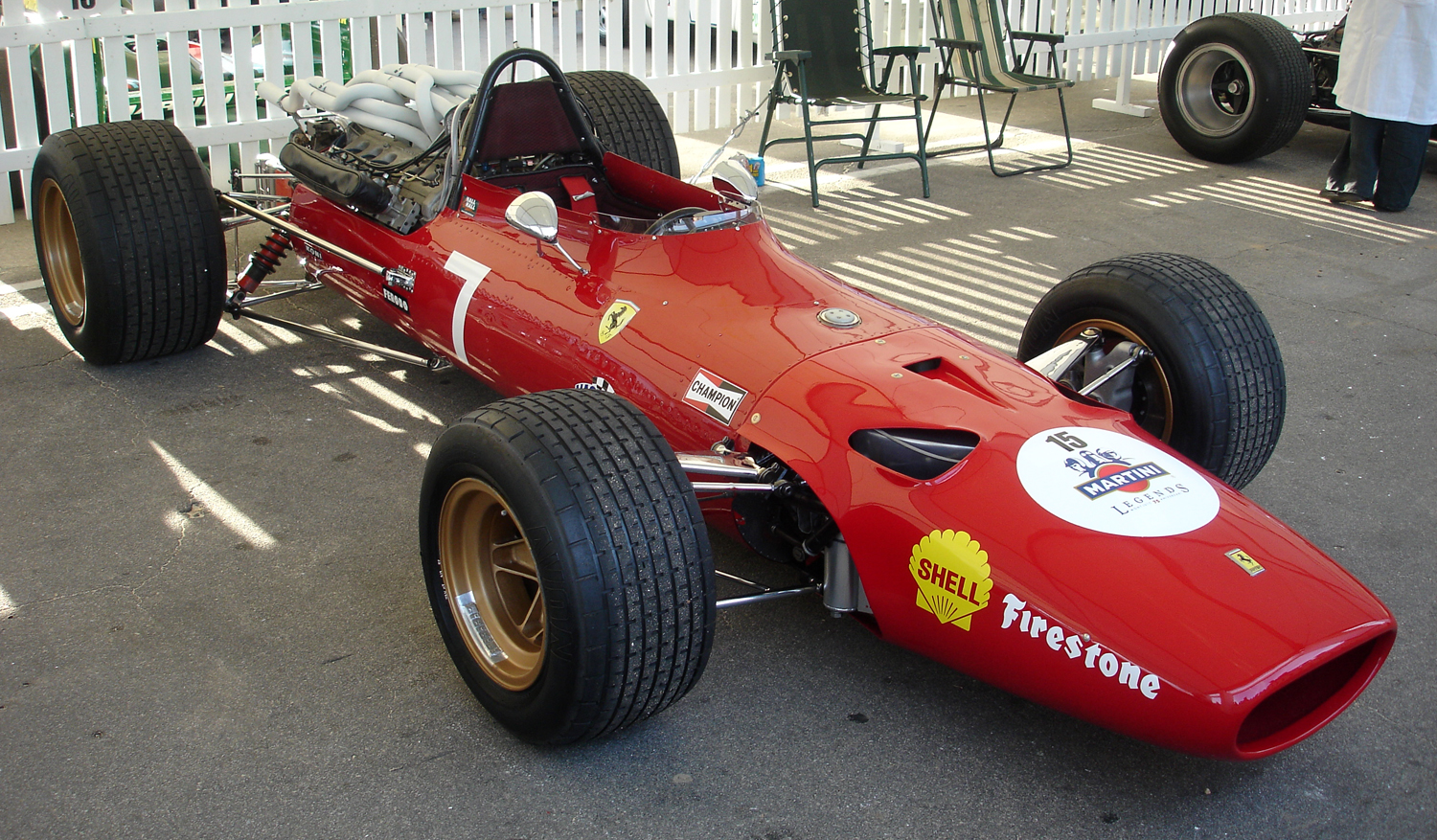
312F1
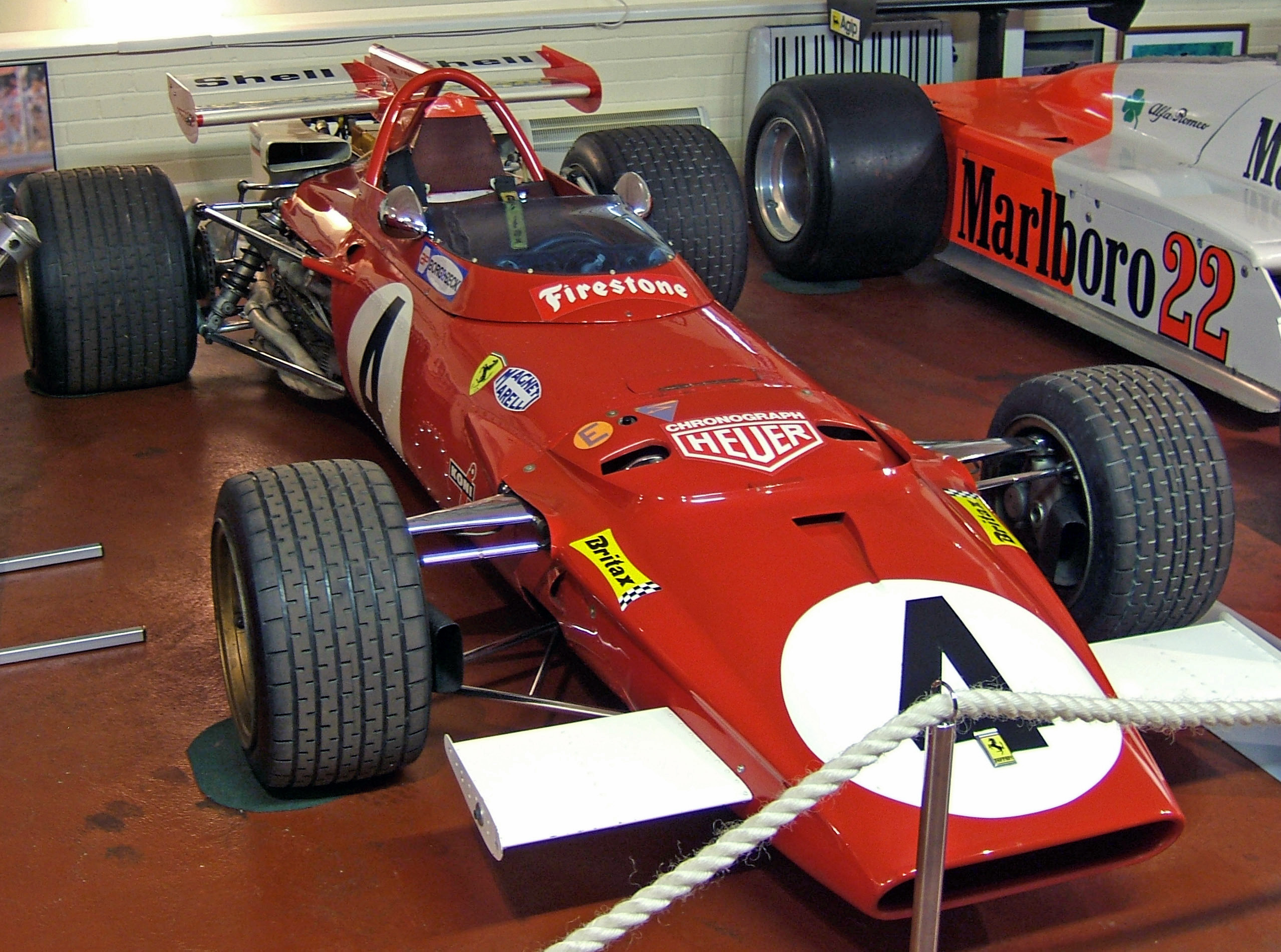
312B
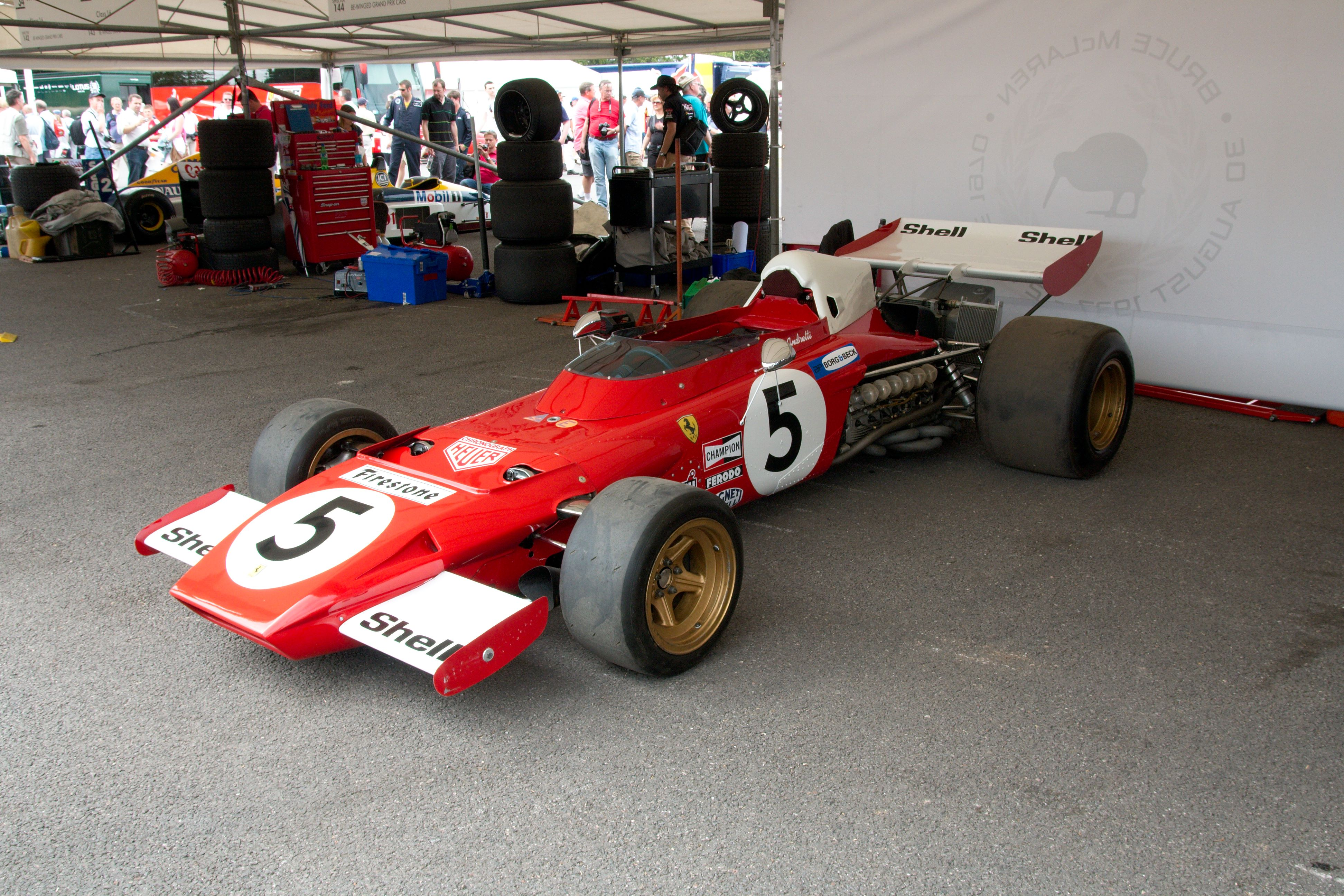
312B2

- フラットノーズ型#1（1973年 - 1978年）

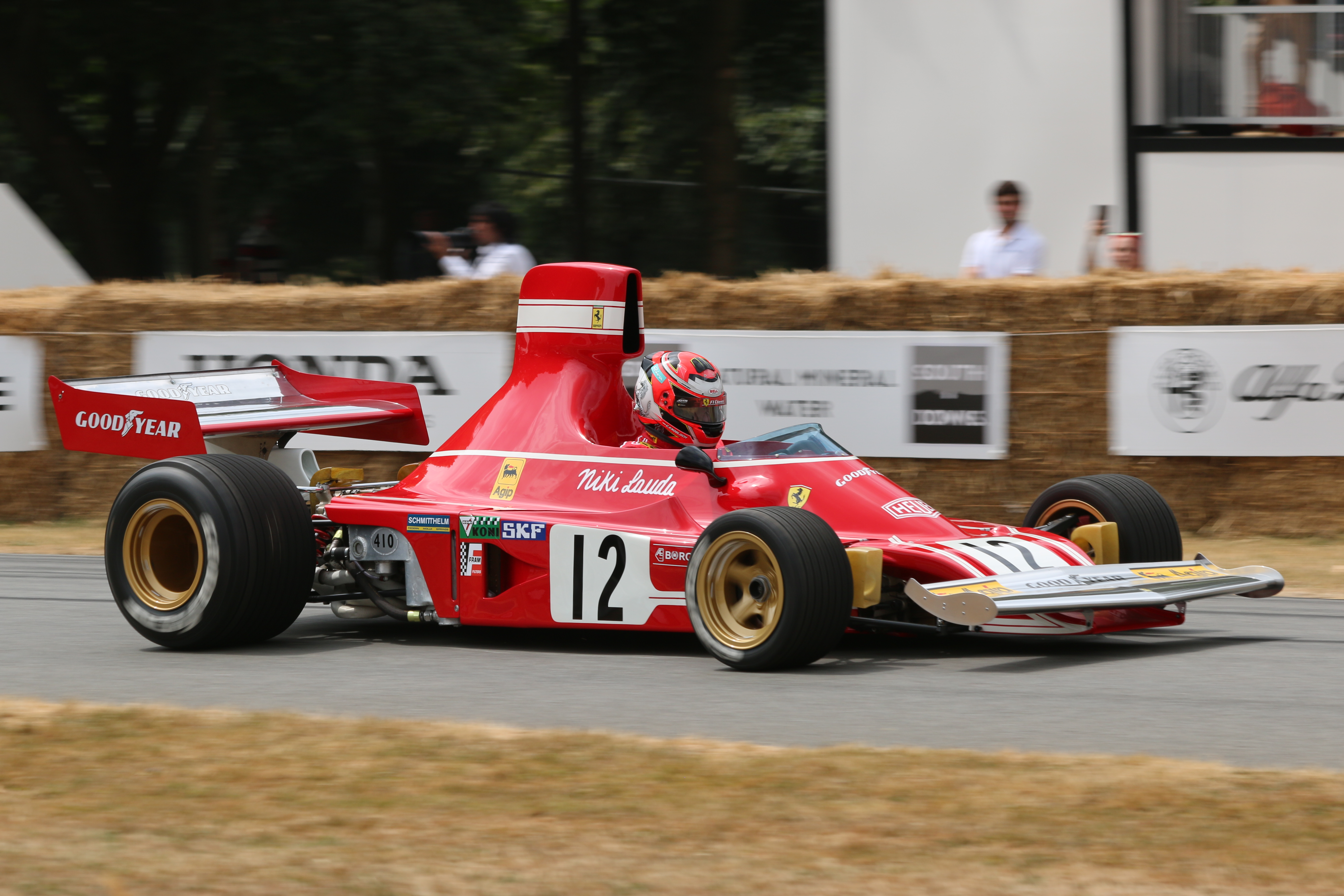
312B3
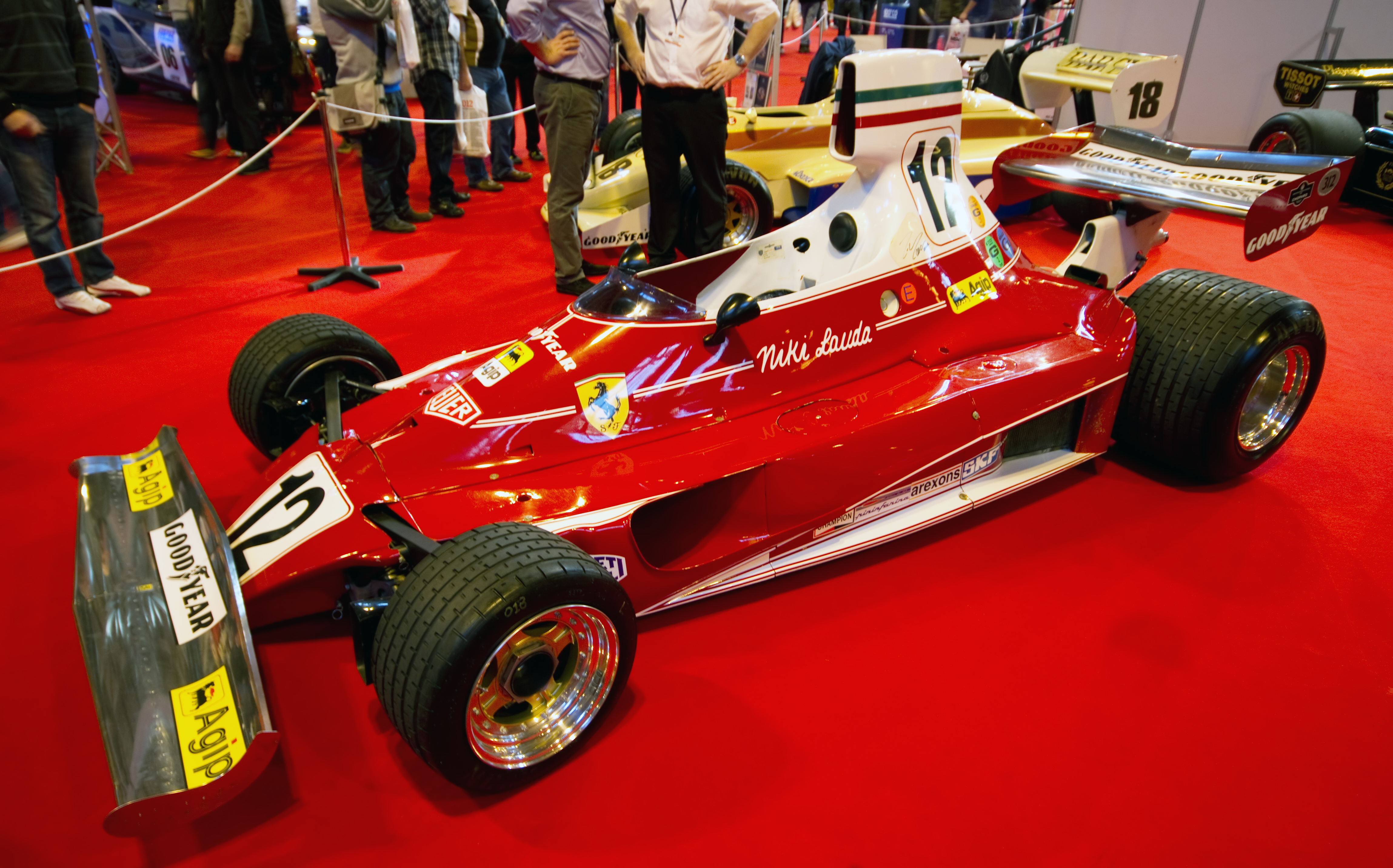
312T
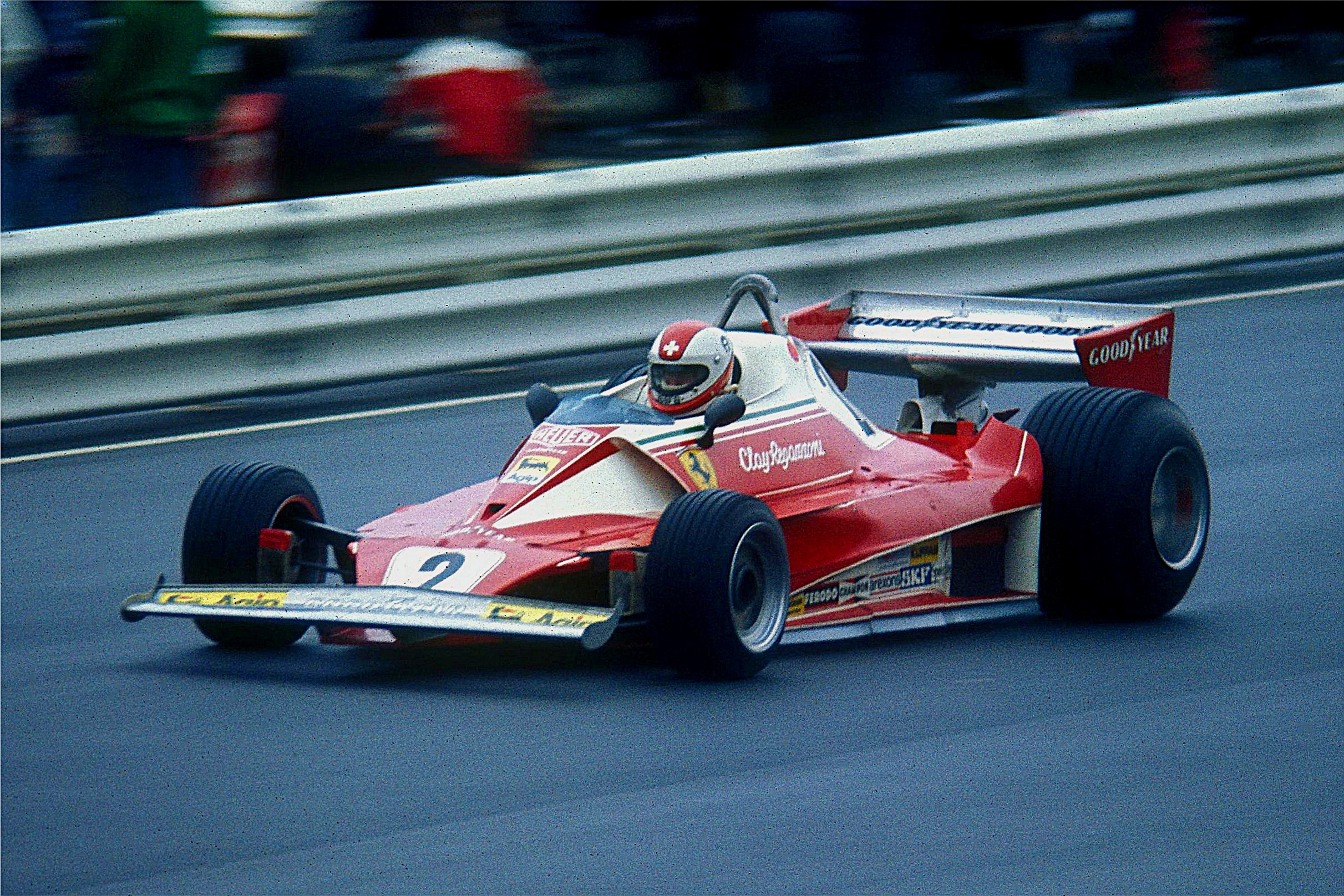
312T2
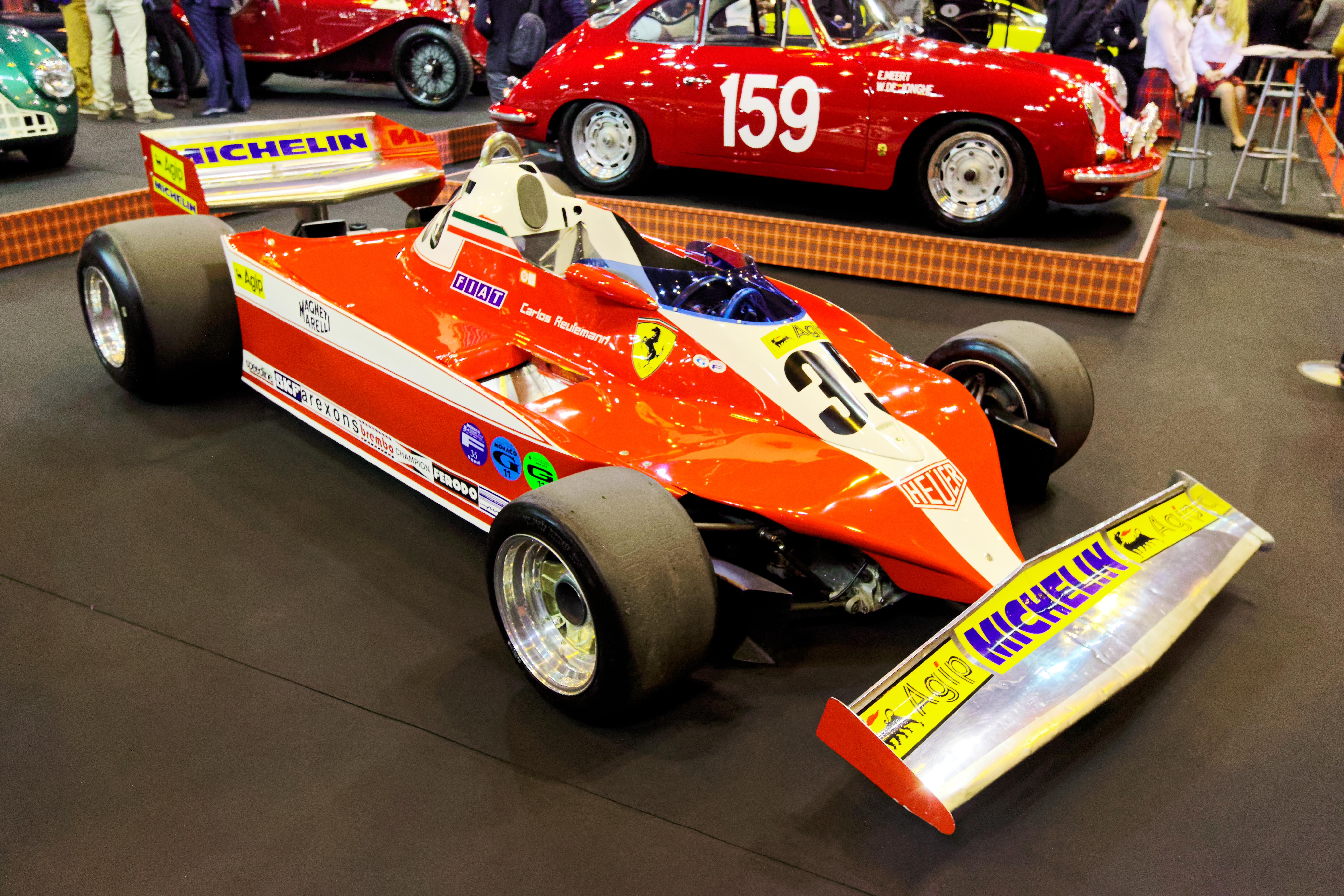
312T3

- グラウンドエフェクト型#1（1979年 - 1982年）

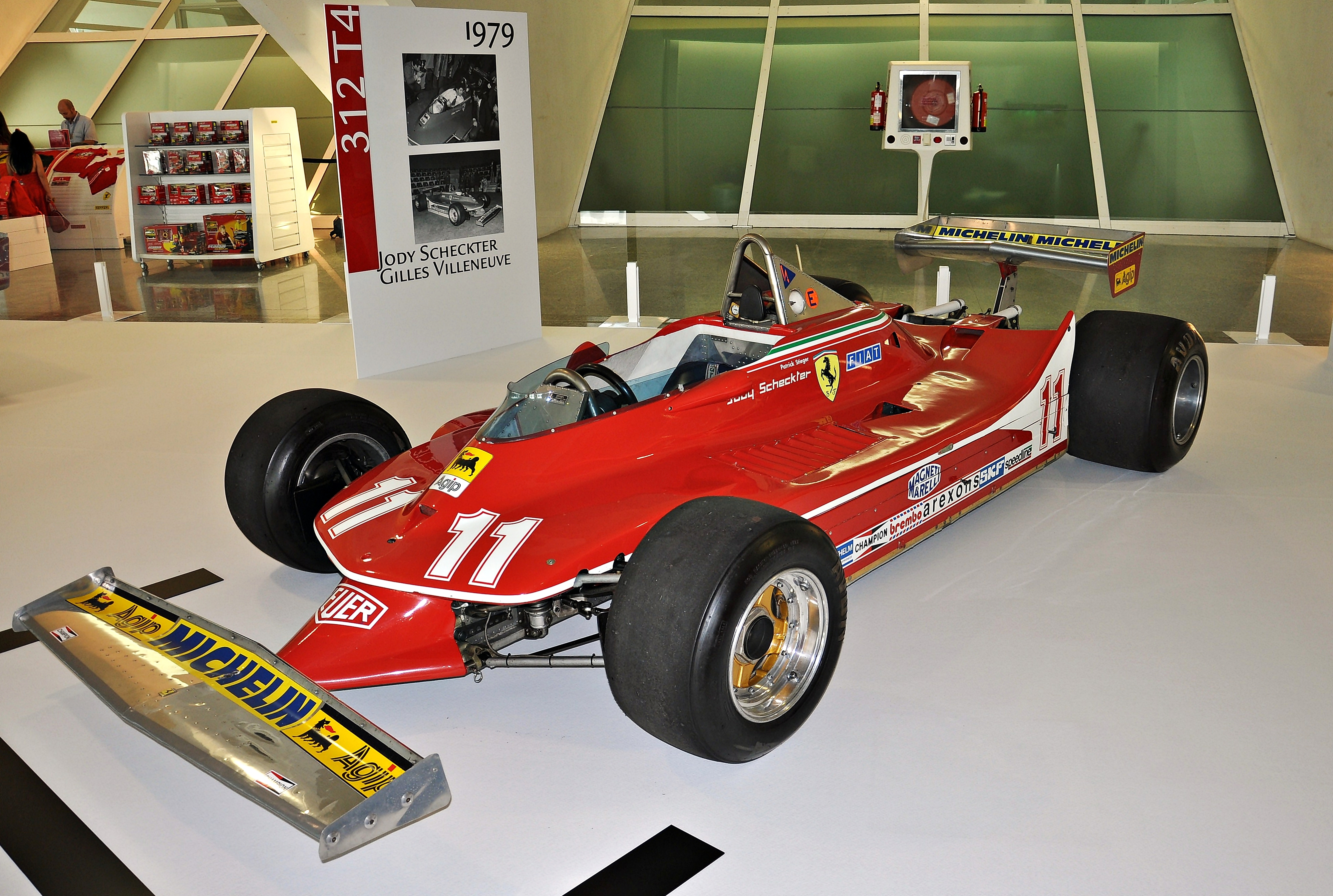
312T4
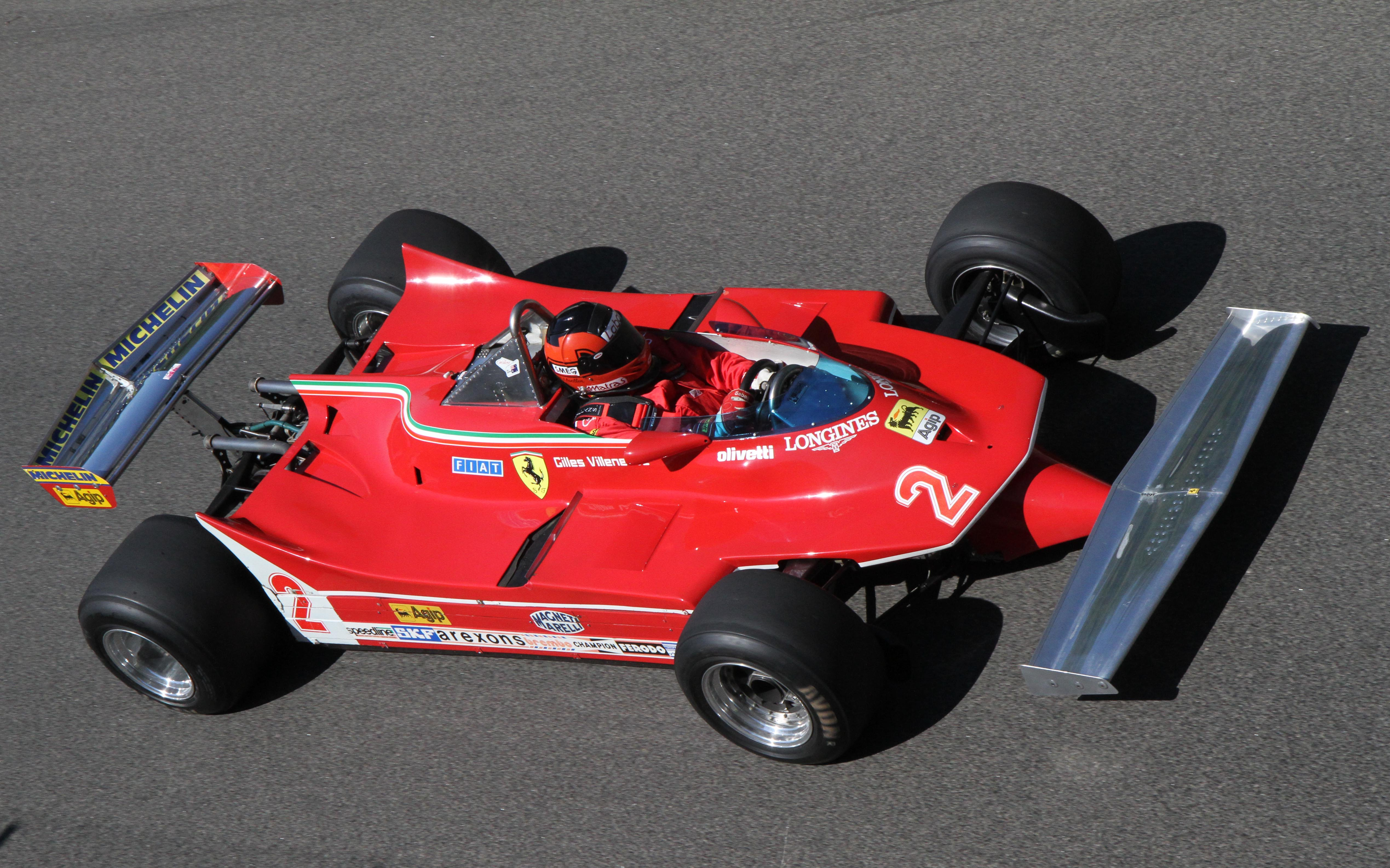
312T5
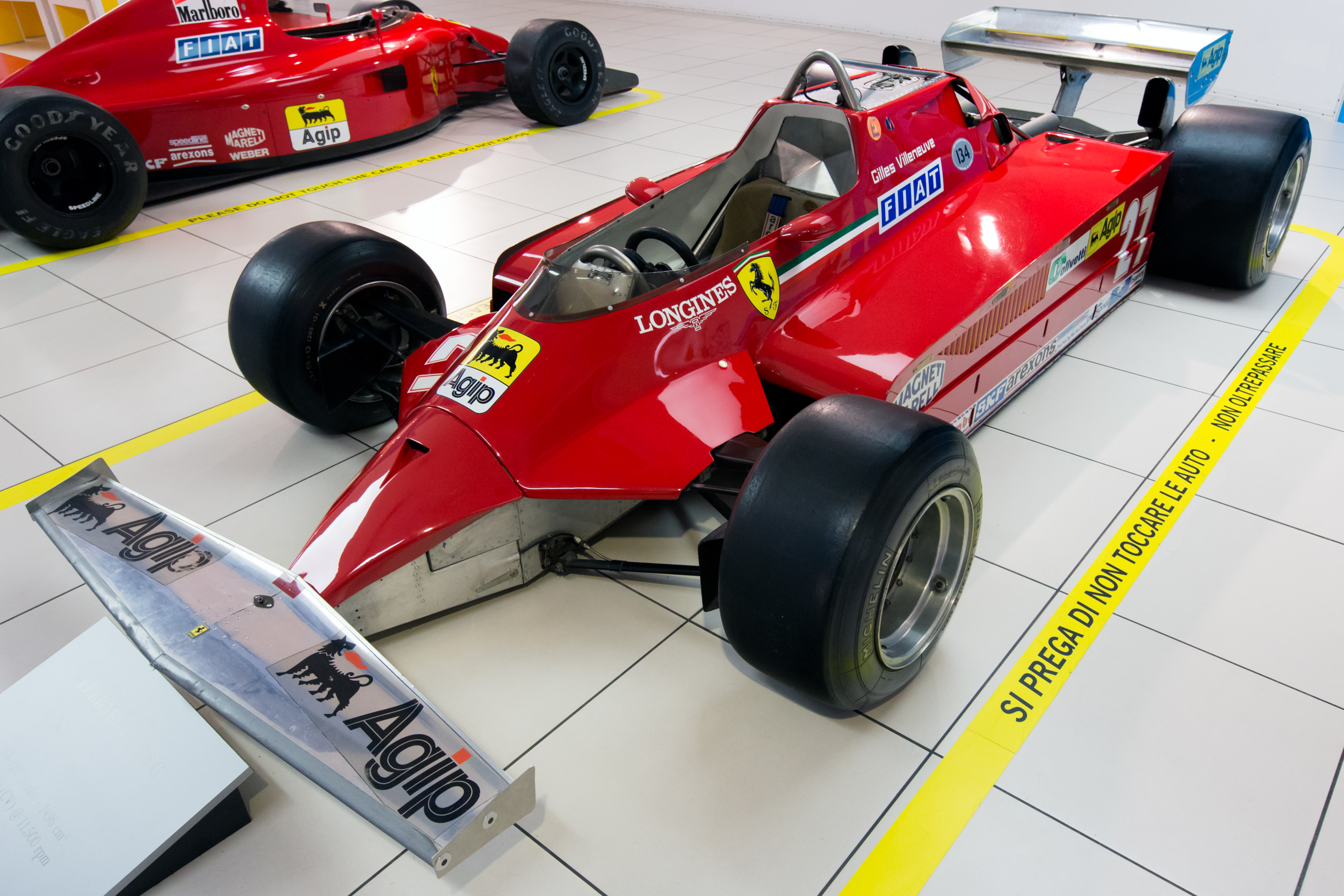
126CK
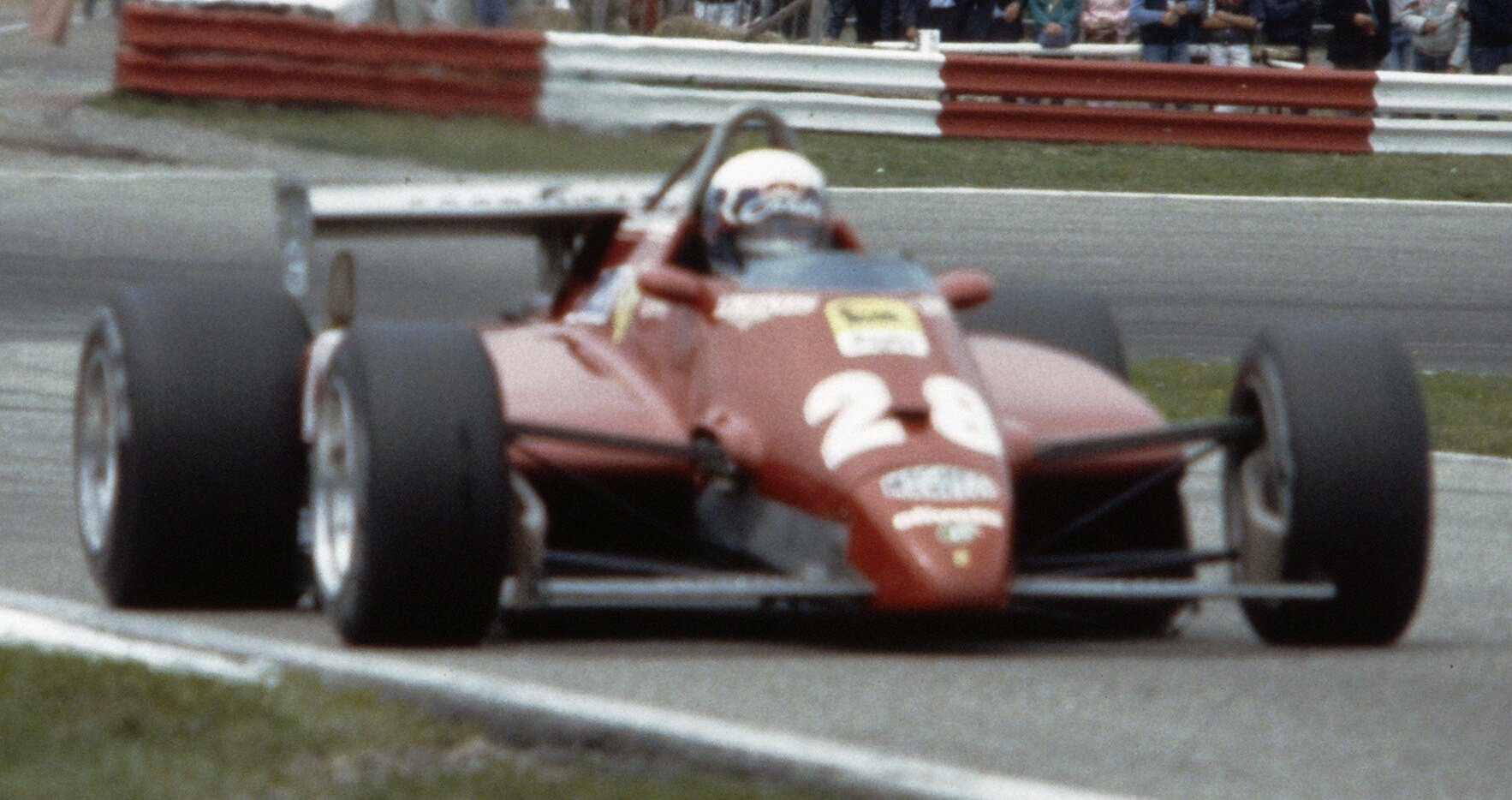
126C2

- フラットノーズ型#2（1983年 - 1996年）

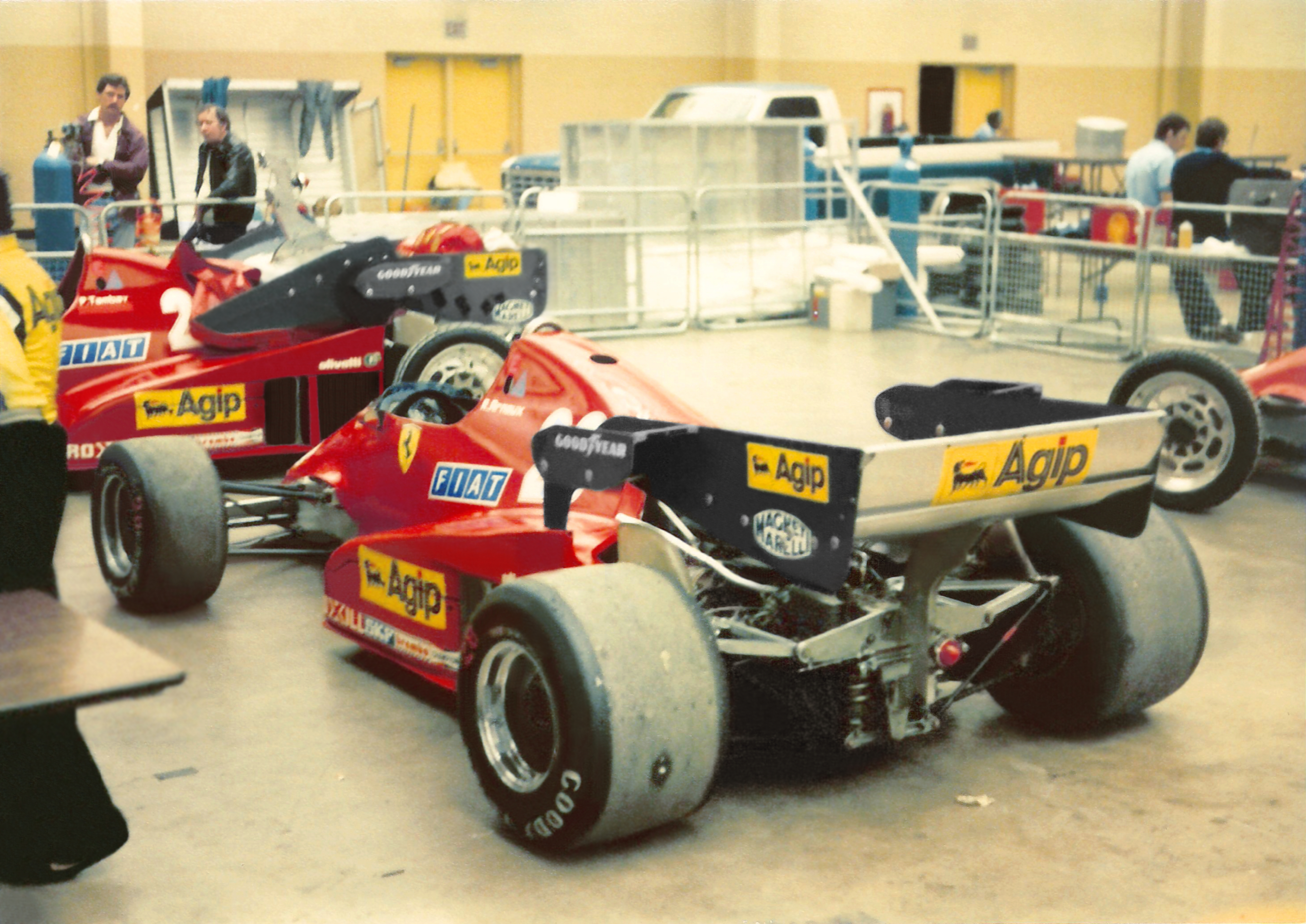
126C2B
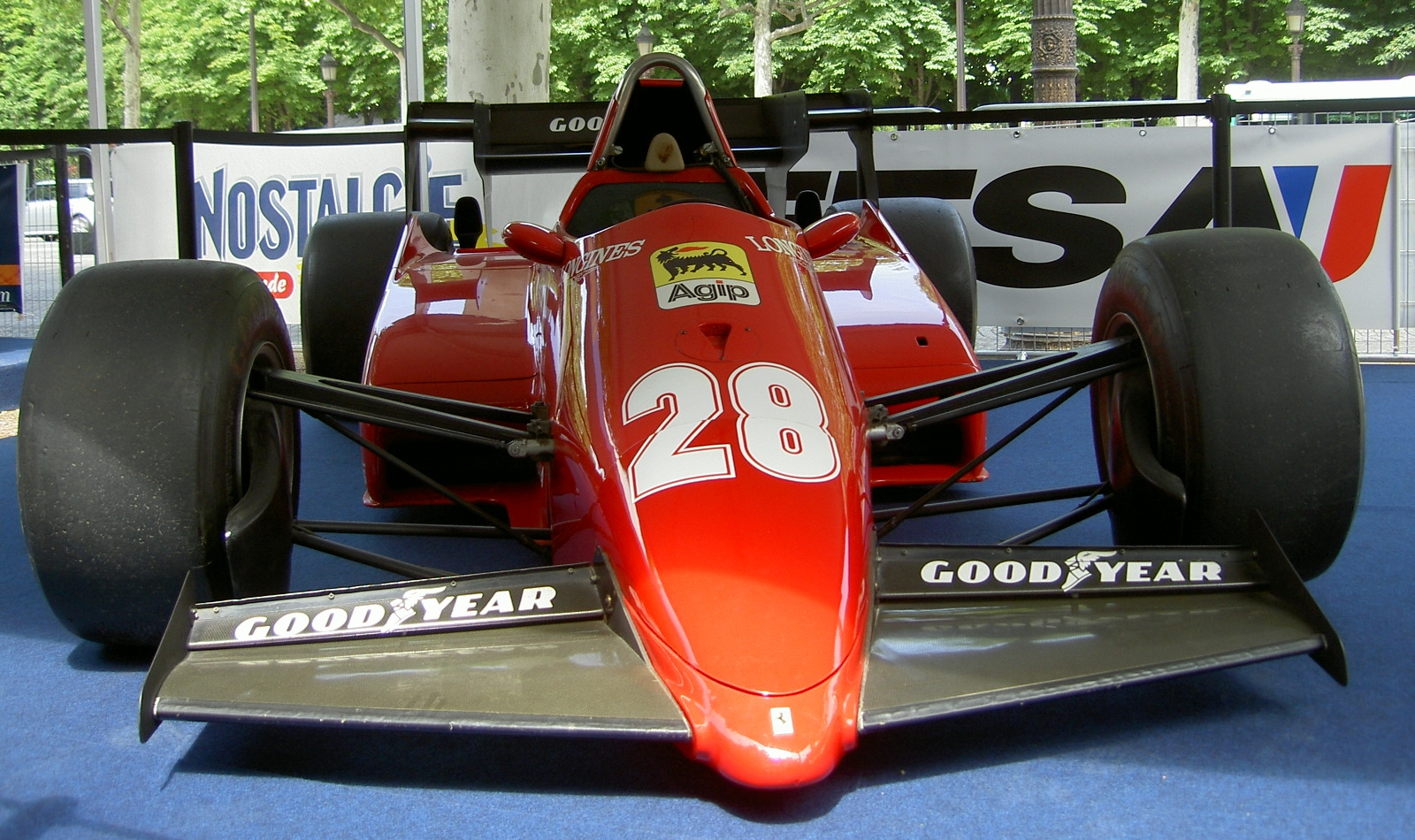
126C3
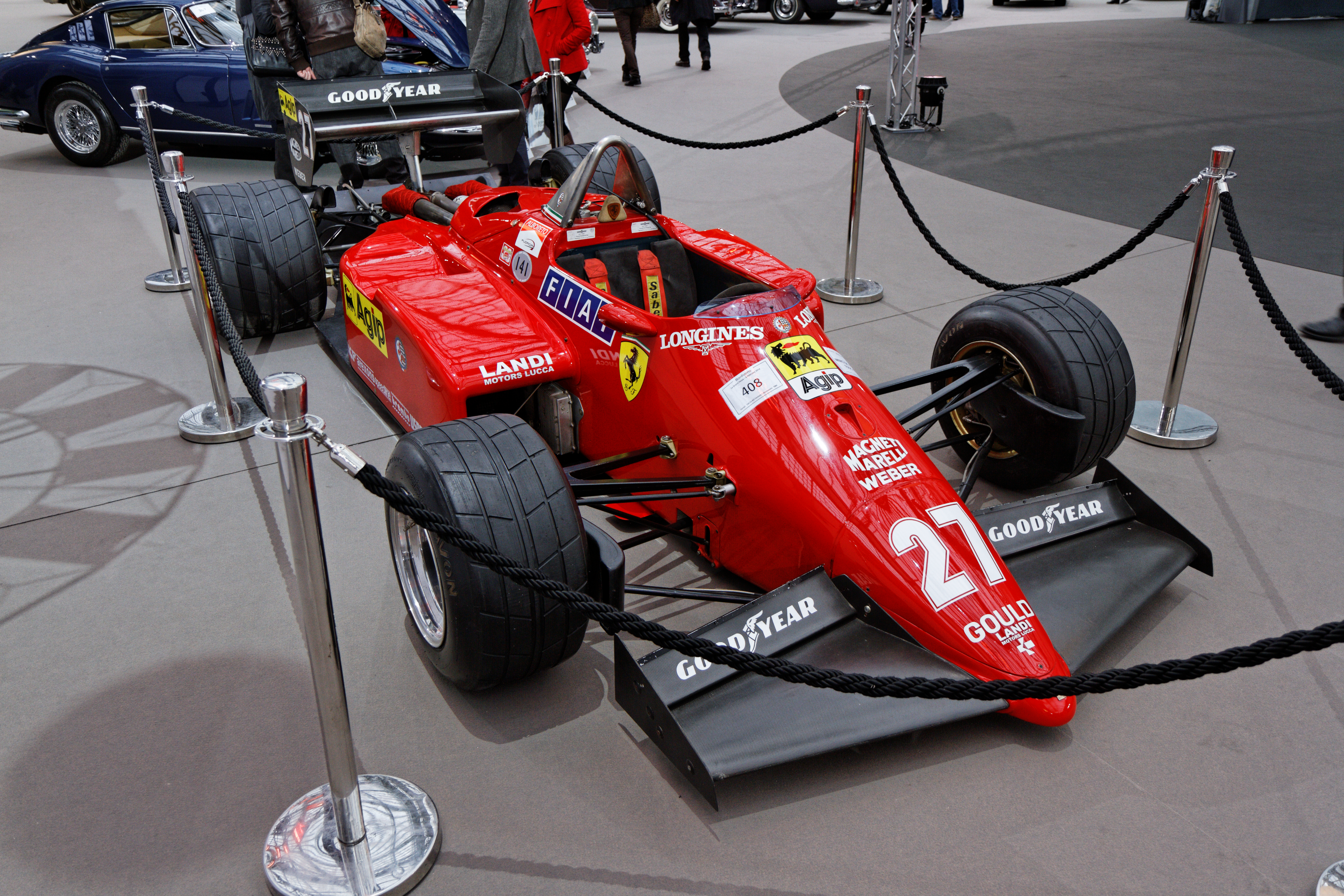
126C4
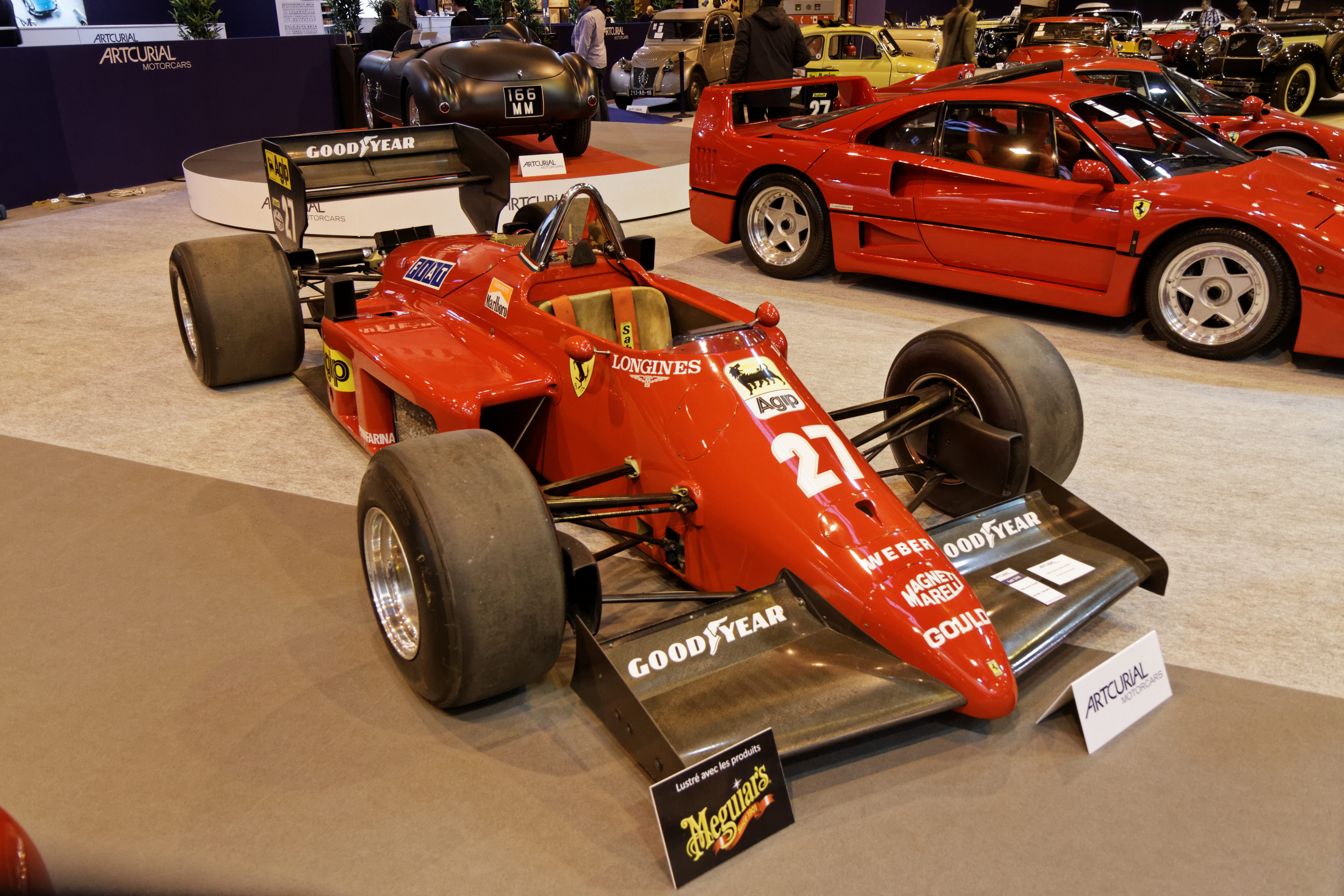
156/85
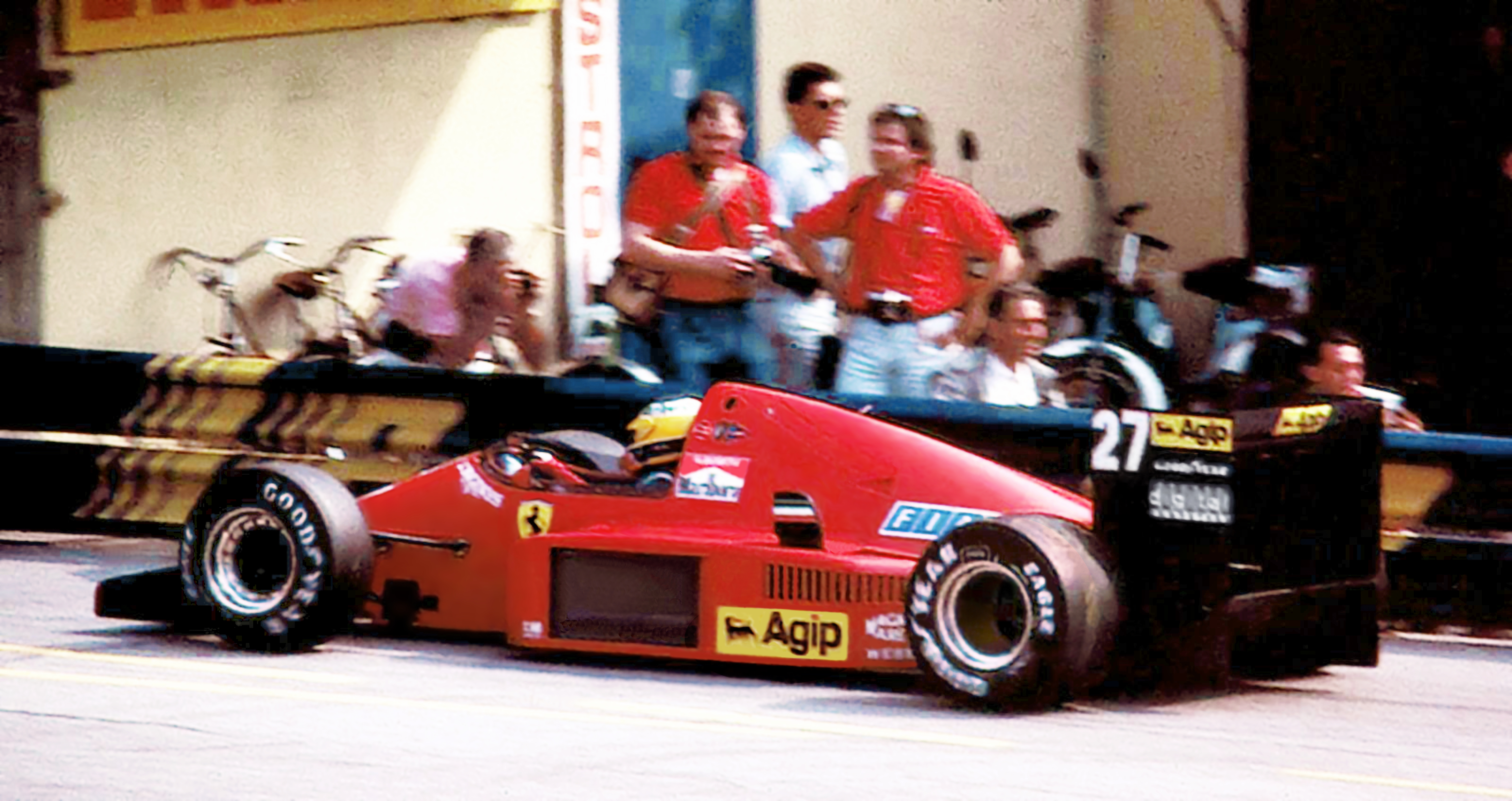
F186
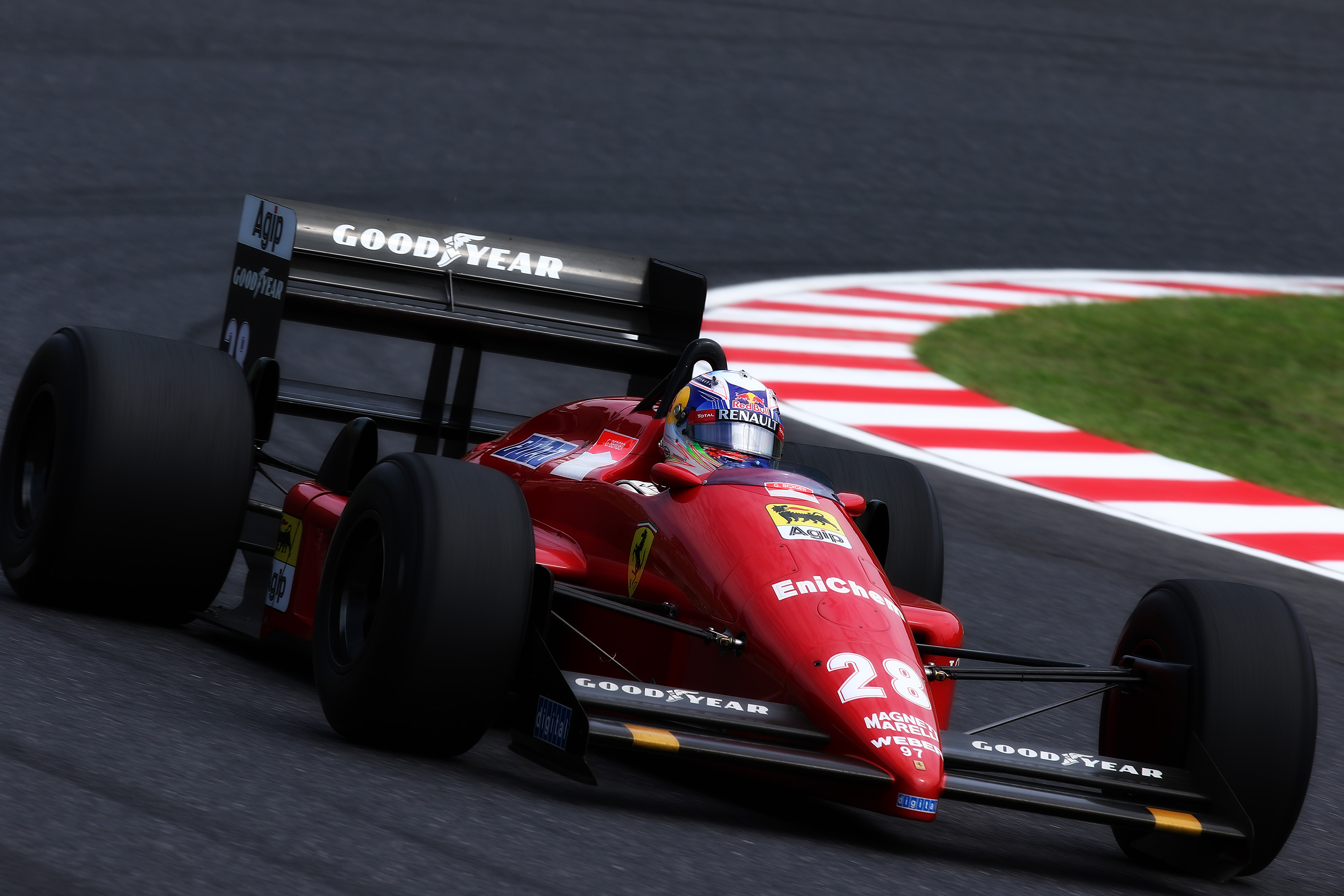
F187
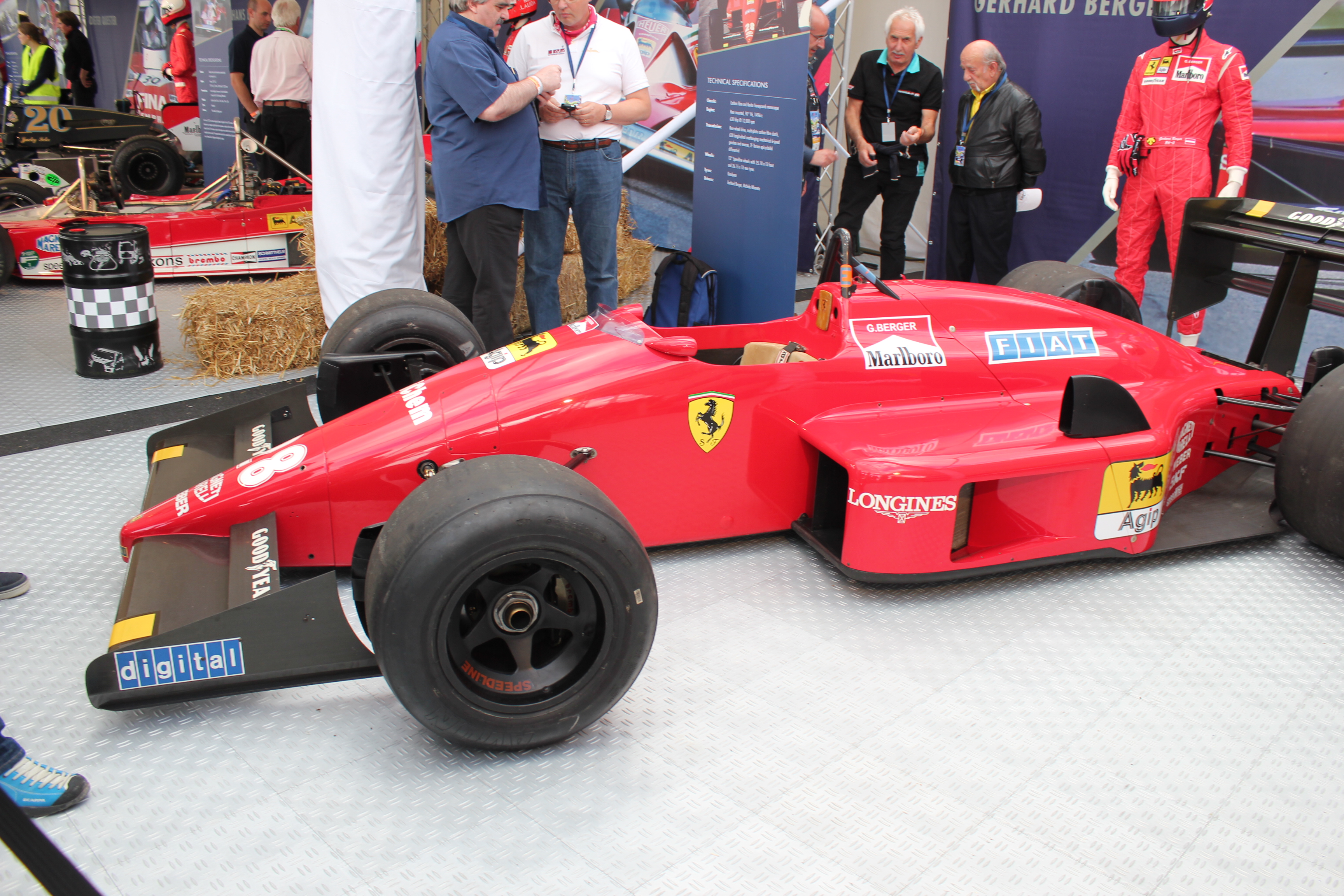
F187/88C
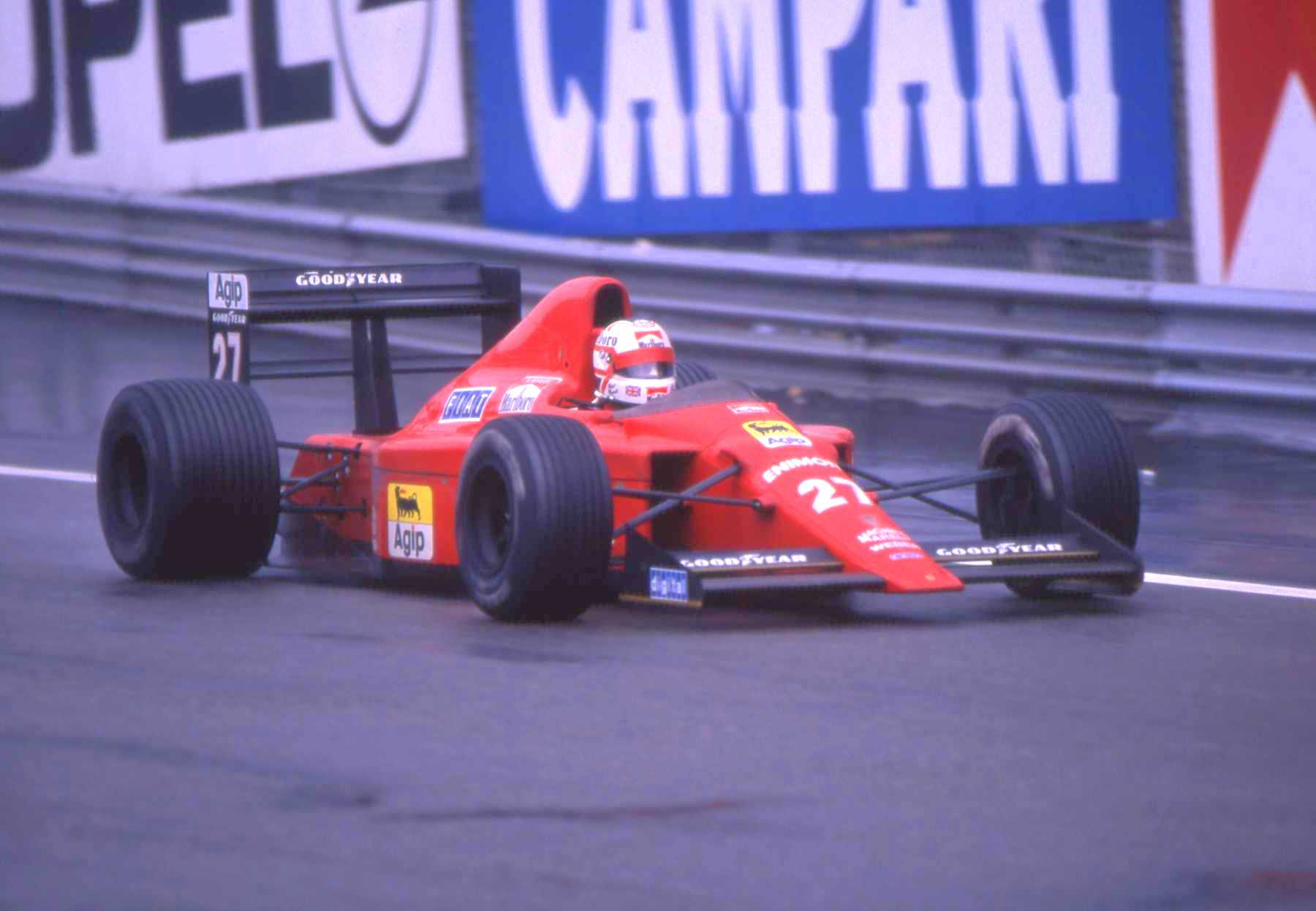
640
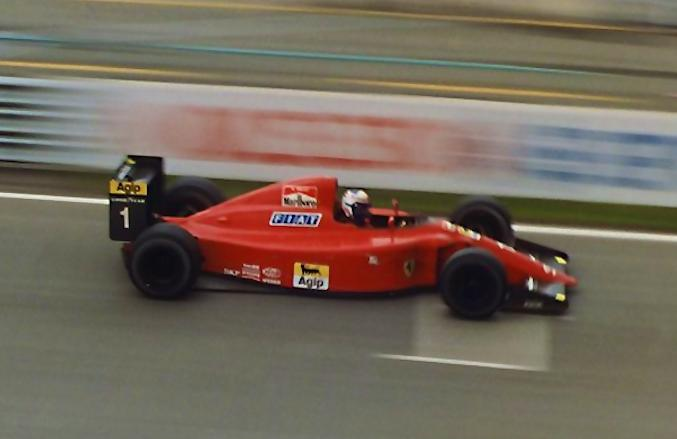
641
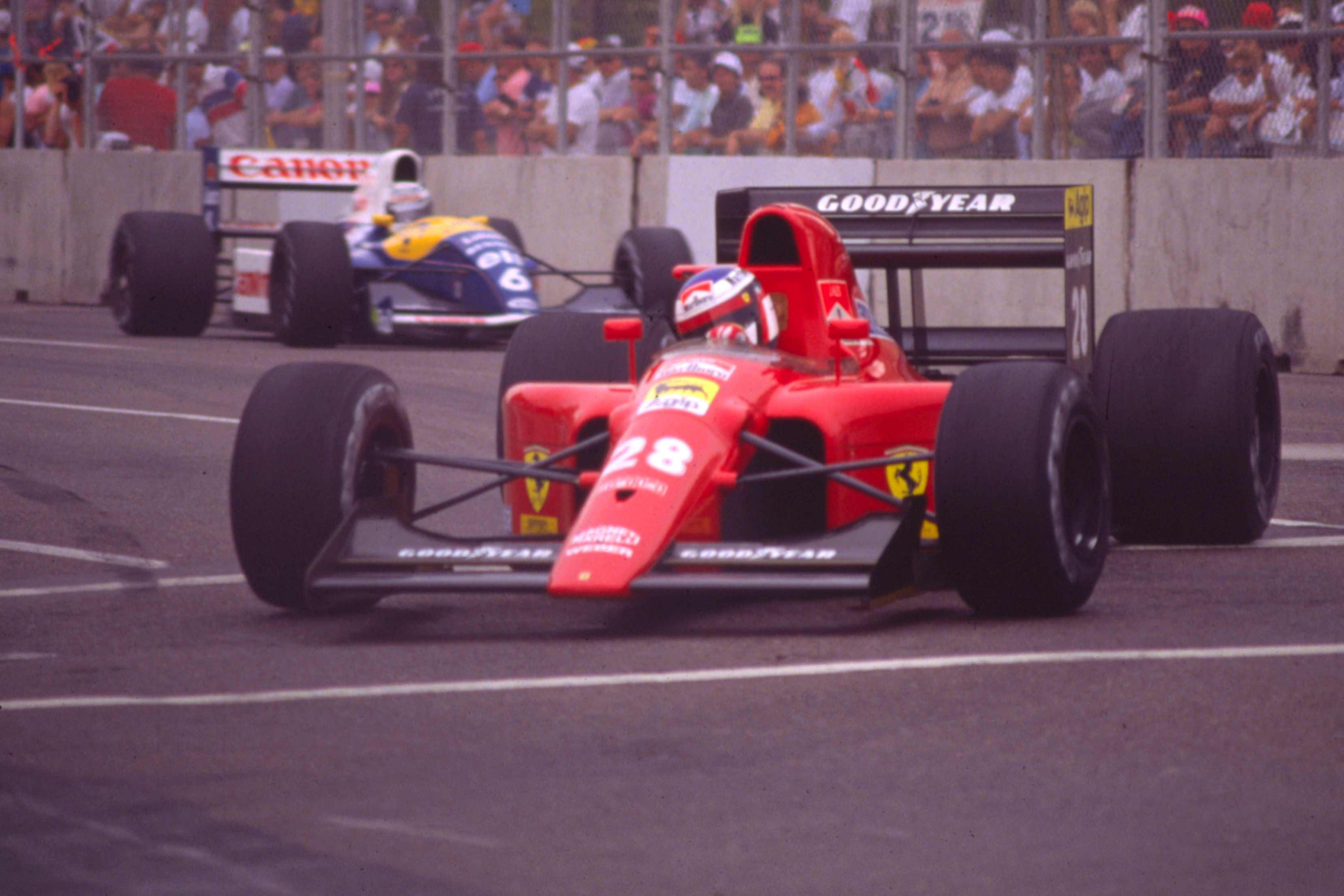
642
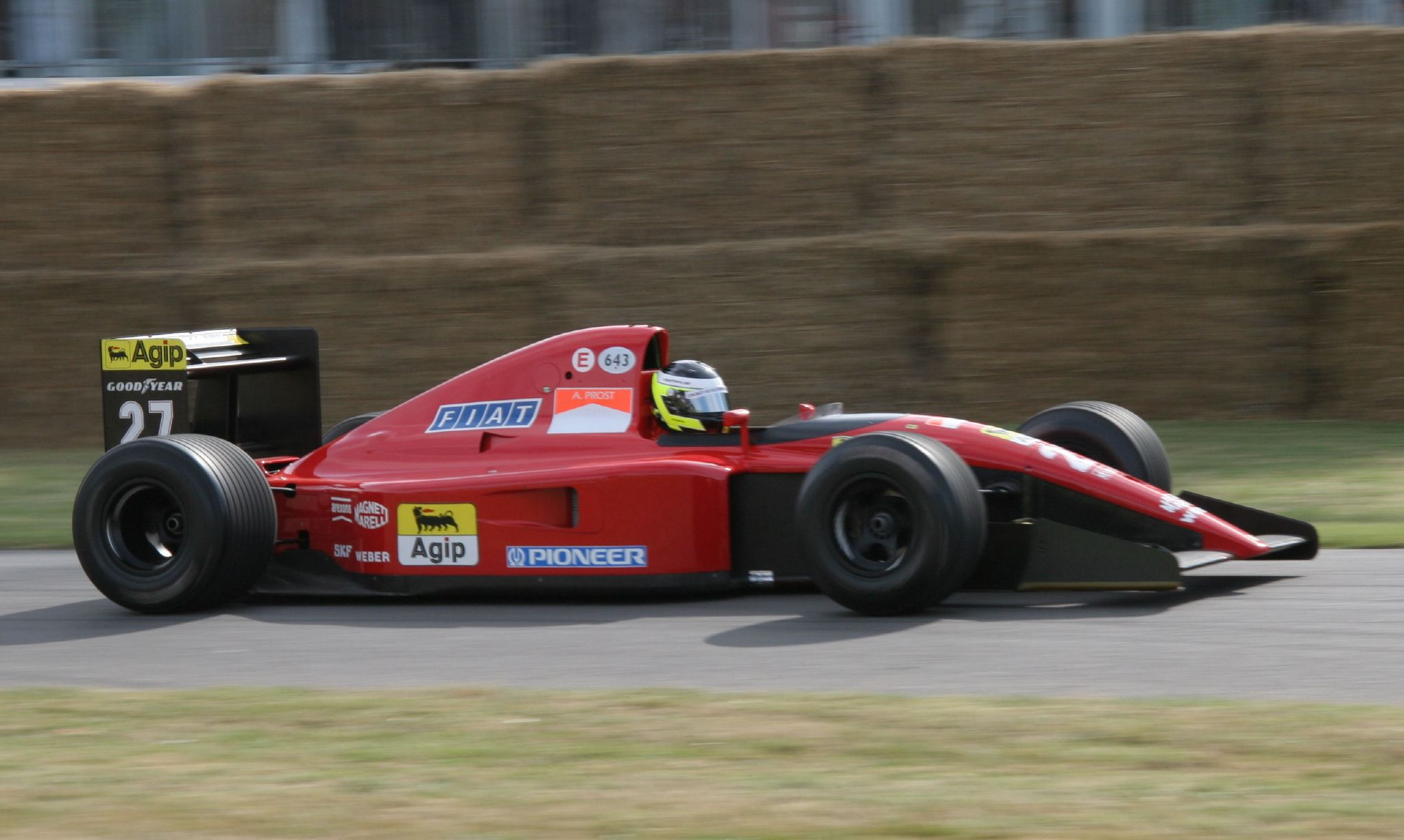
643
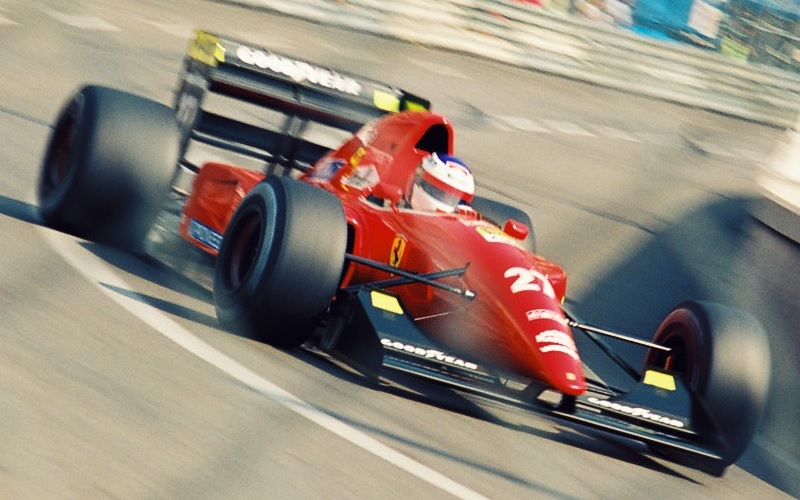
F92A
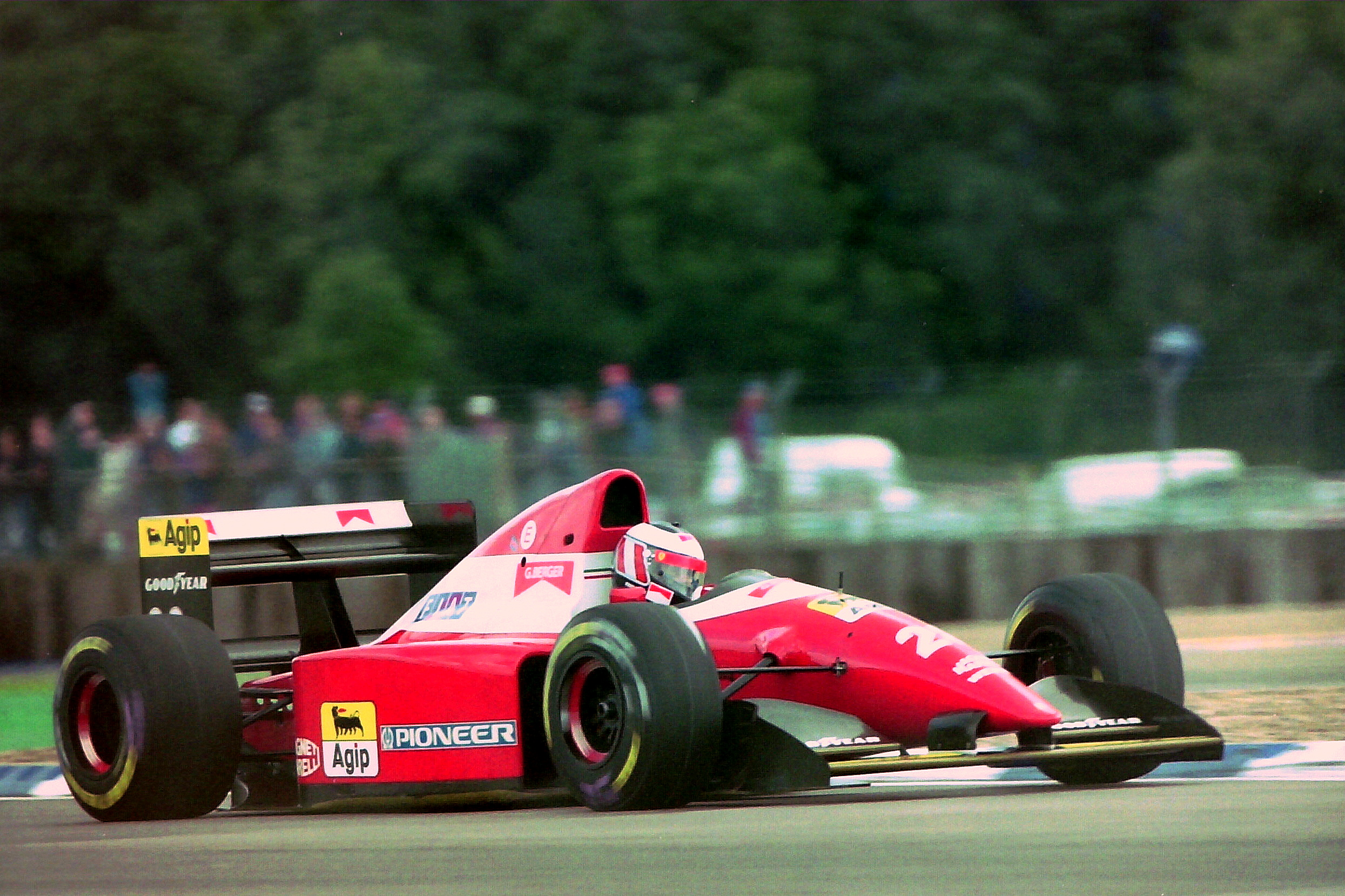
F93A
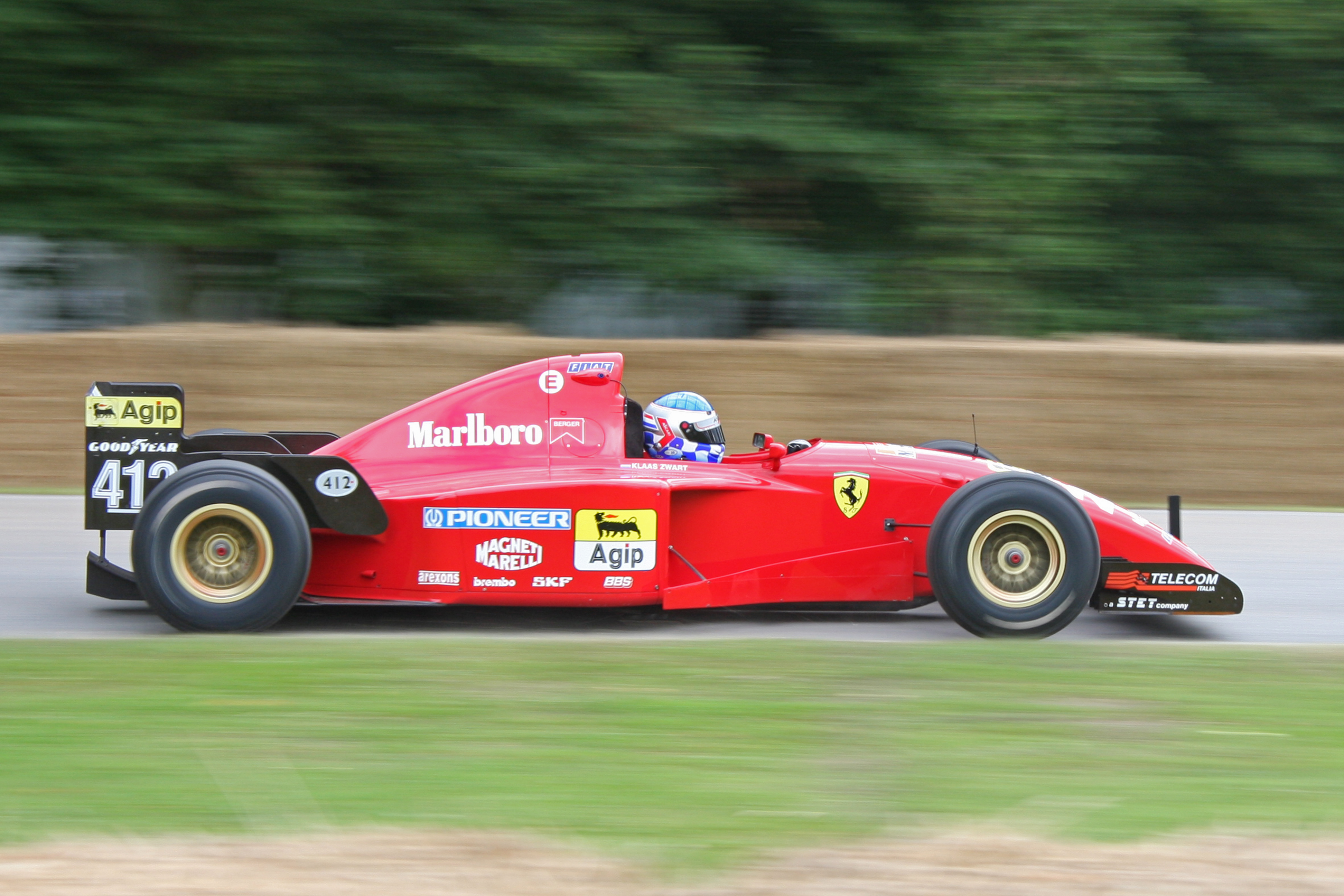
412T2
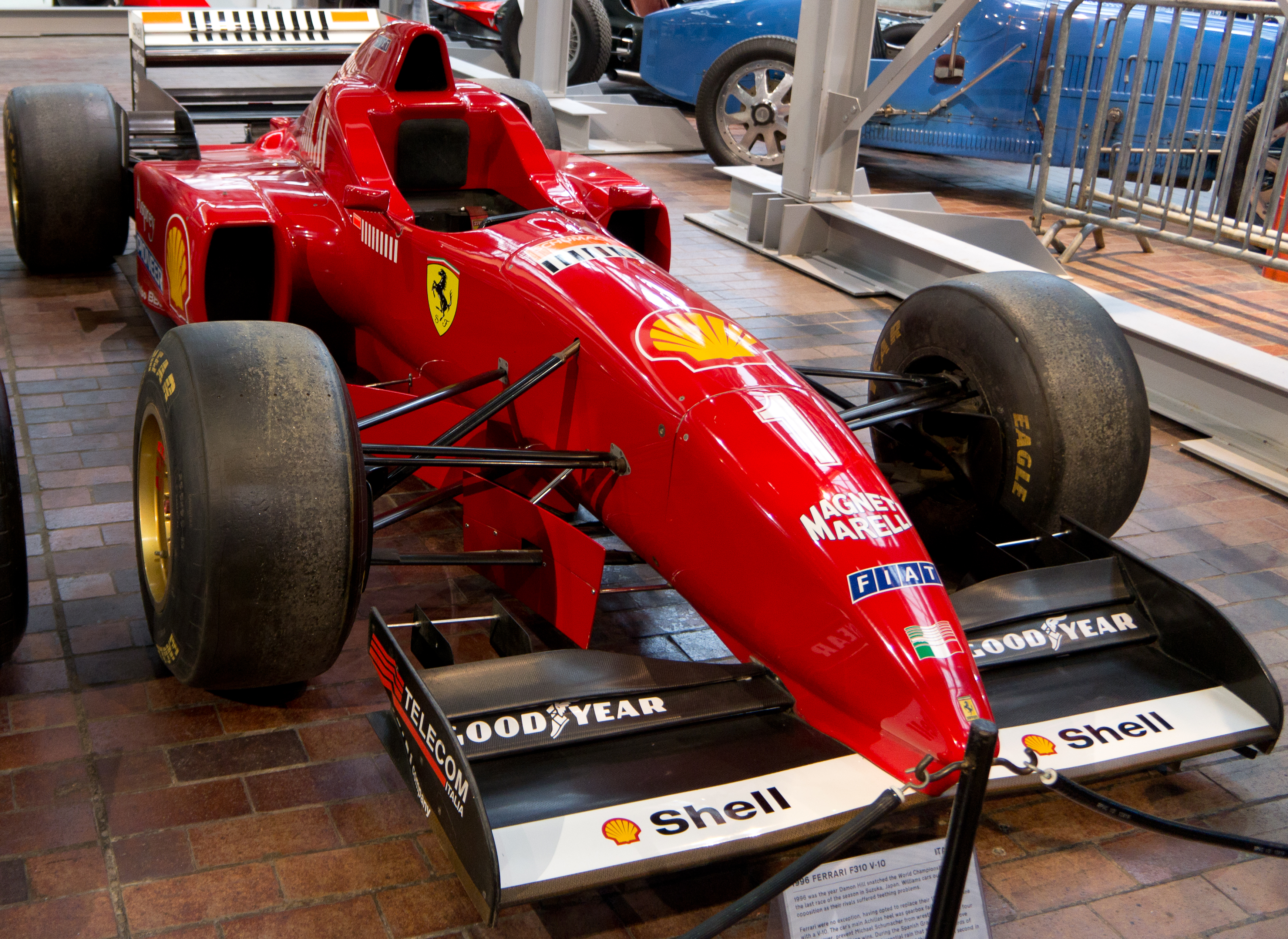
F310

- ハイノーズ型（1994年, 1996年 - 2013年）

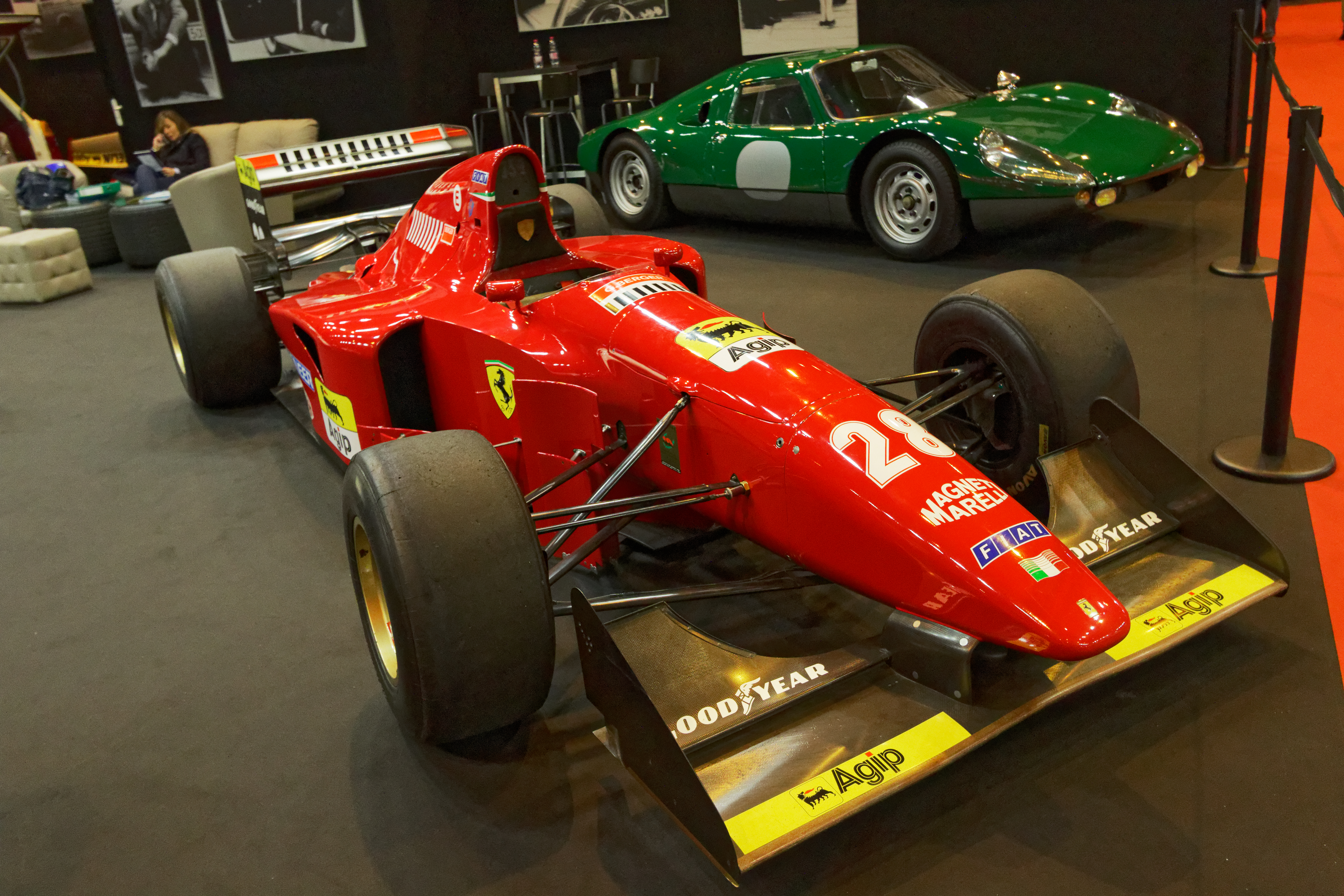
412T1
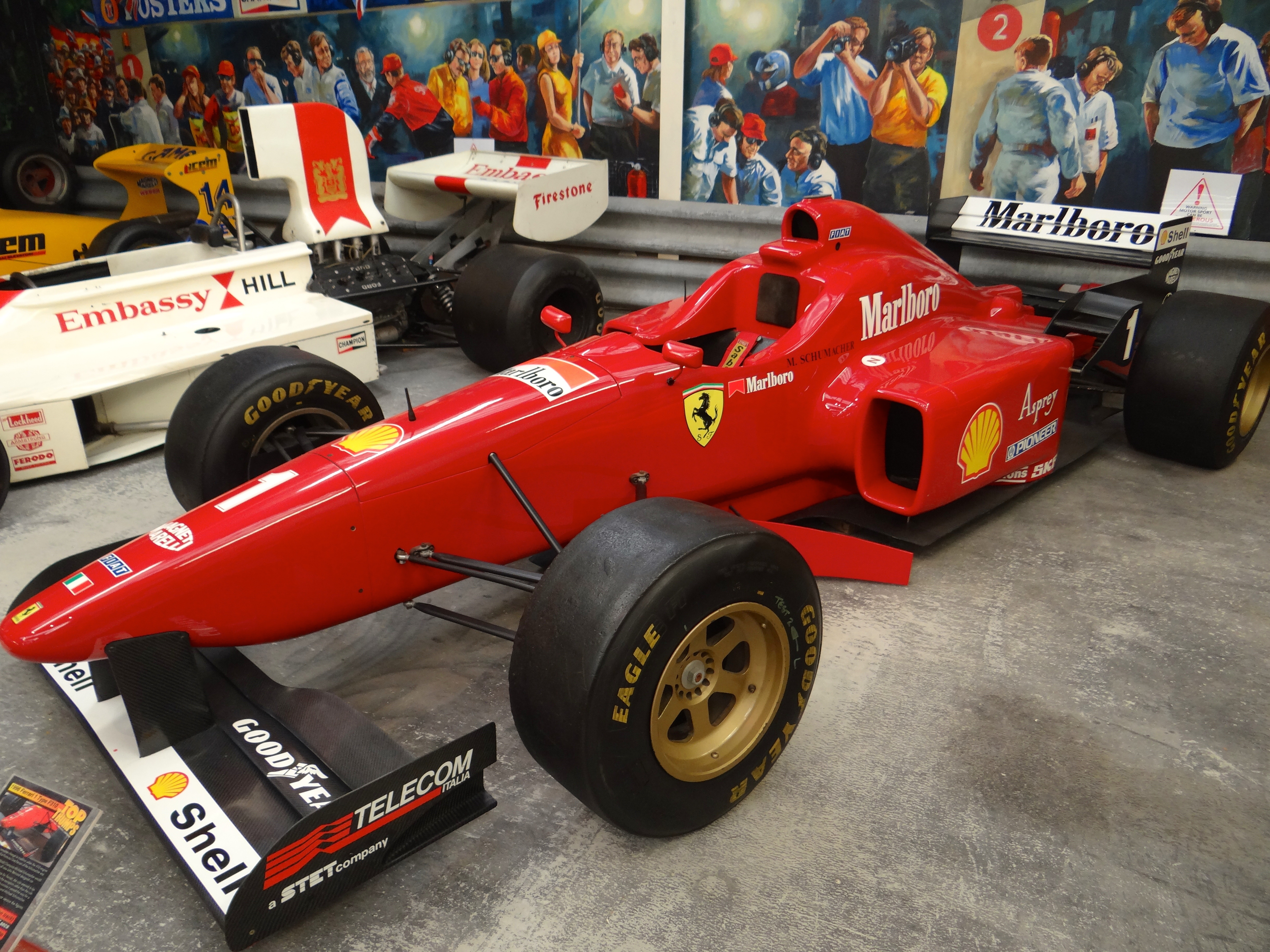
F310/2
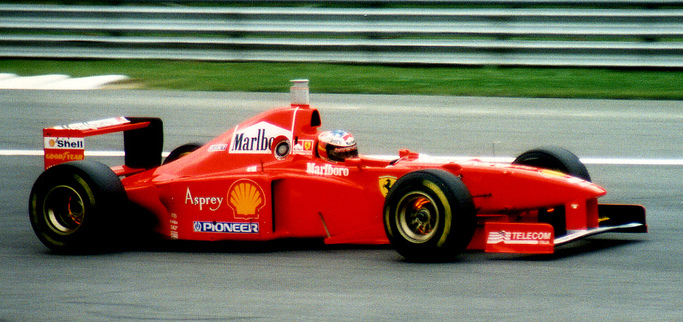
F310B
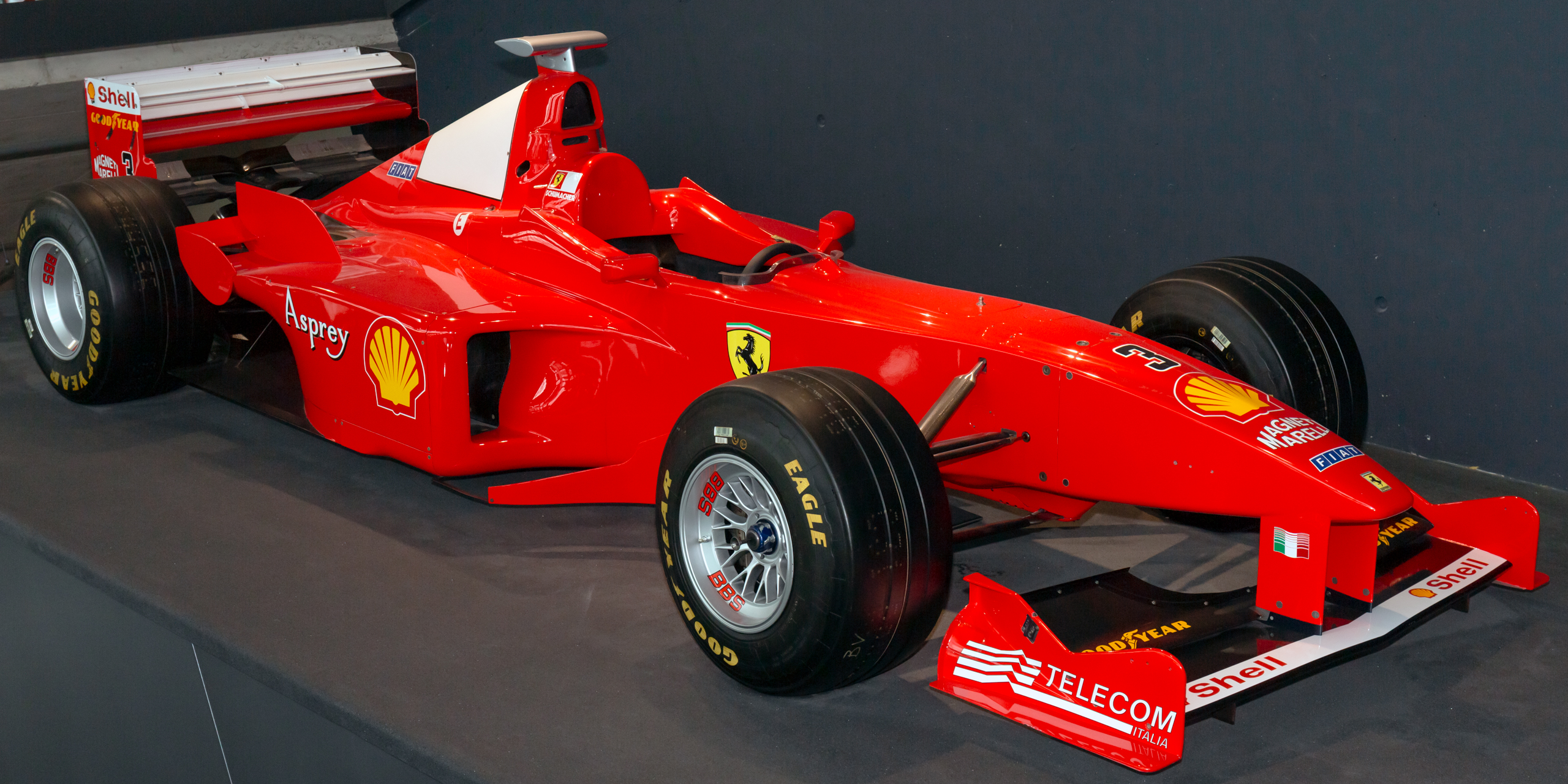
F300
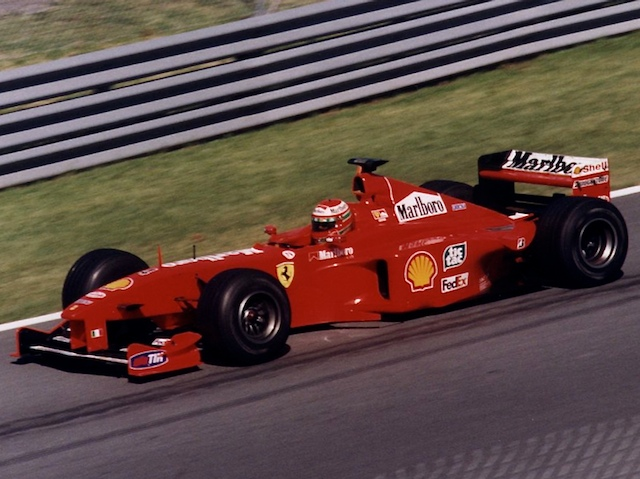
F399
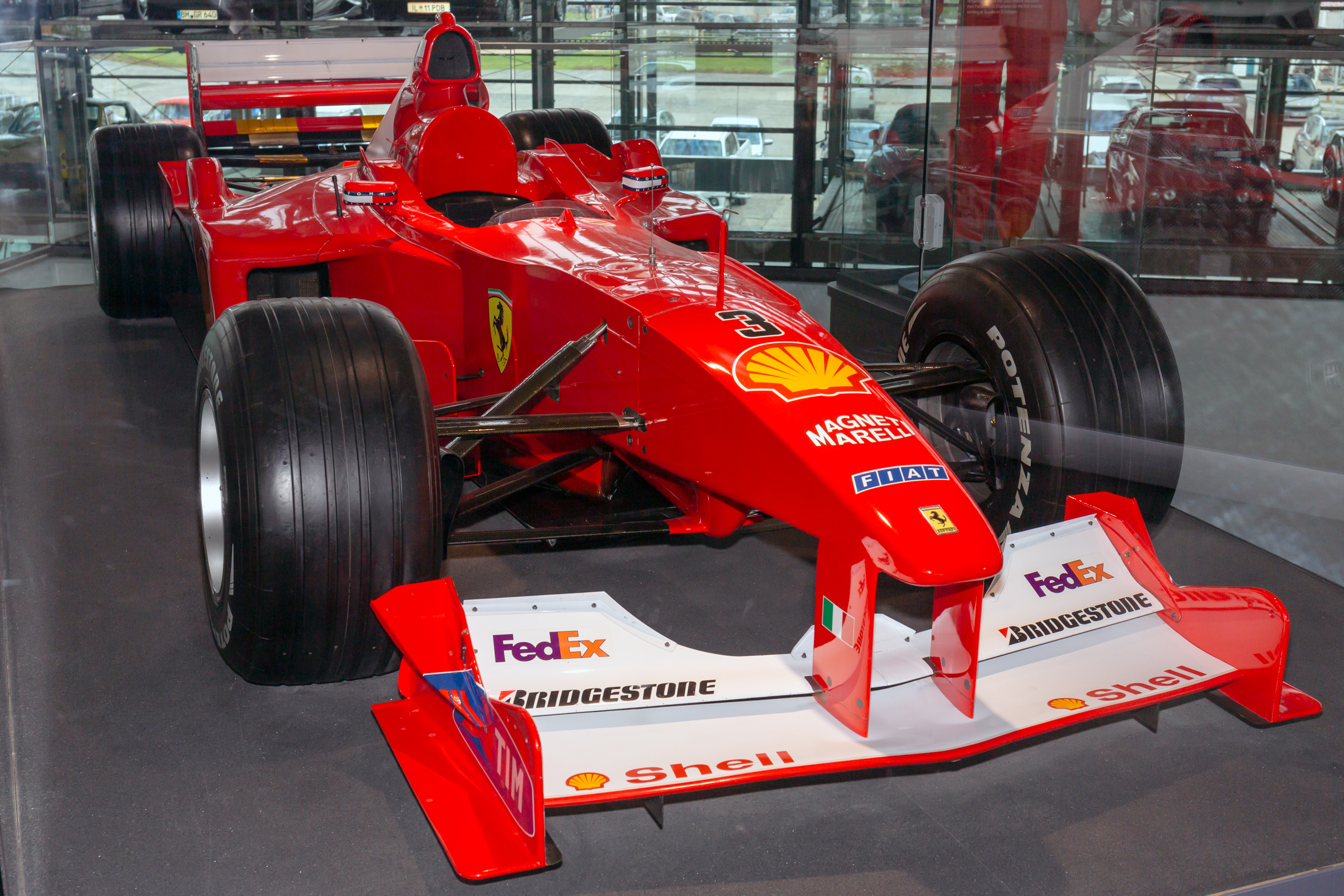
F1-2000
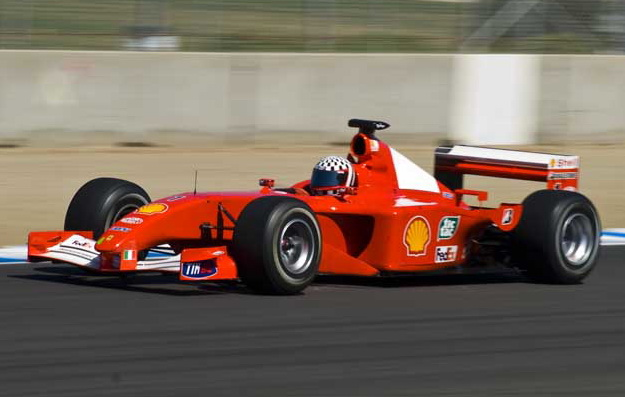
F2001
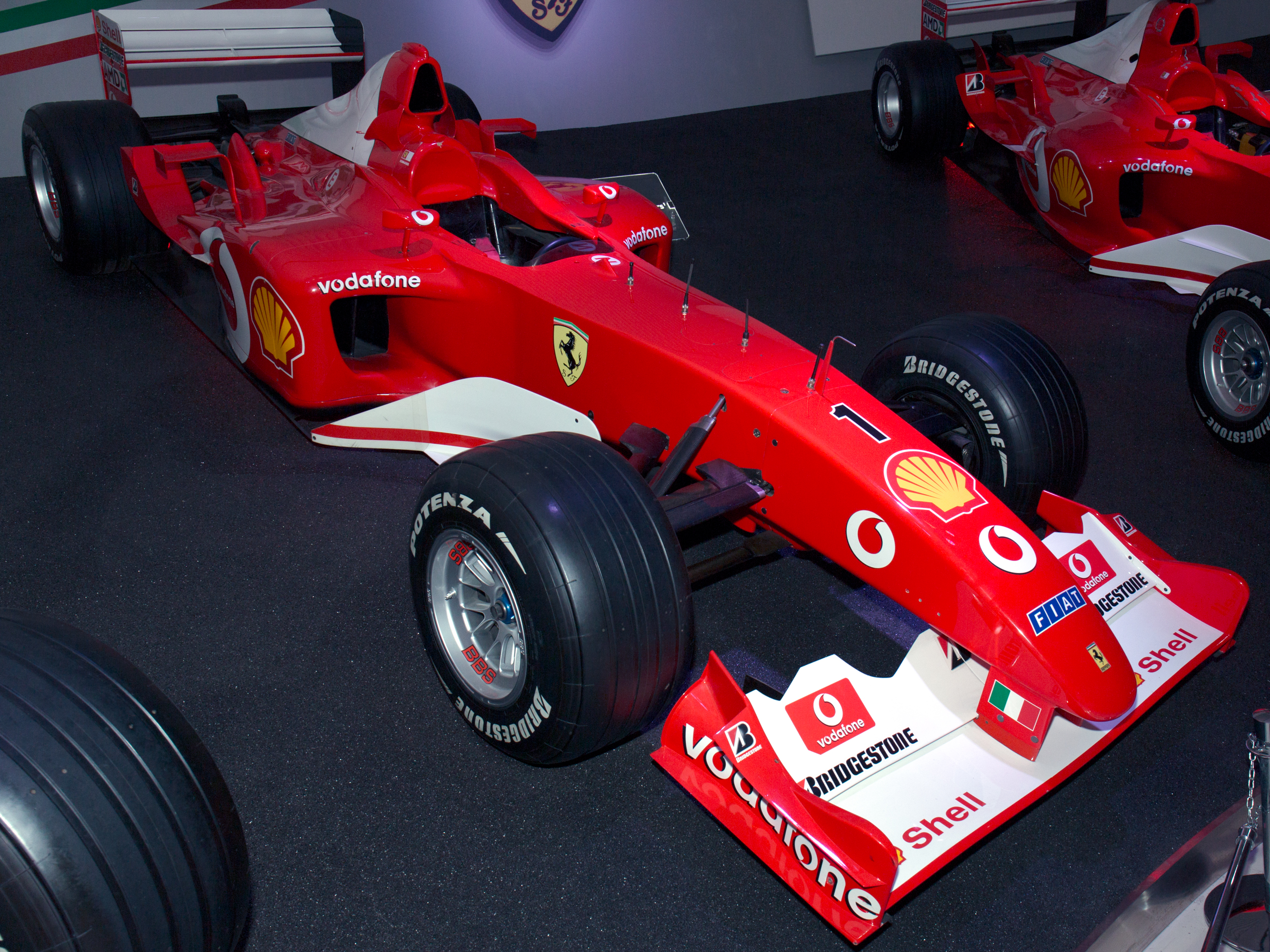
F2002
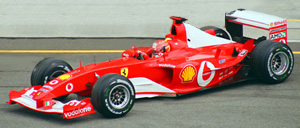
F2003-GA
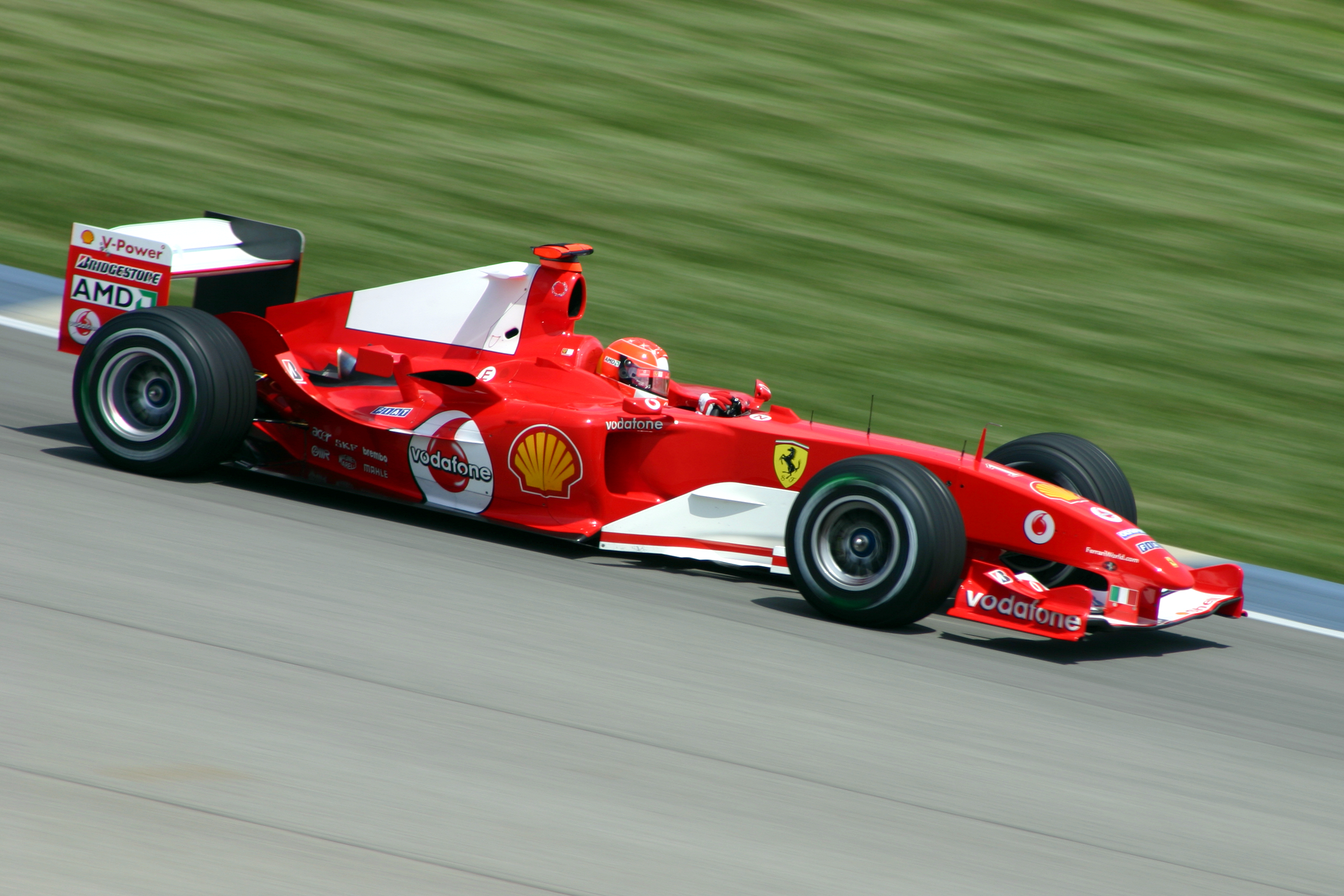
F2004
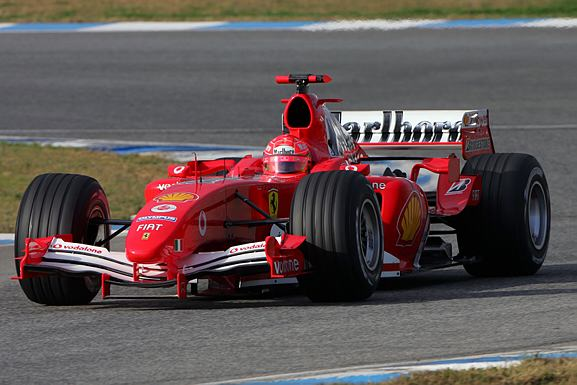
F2004M
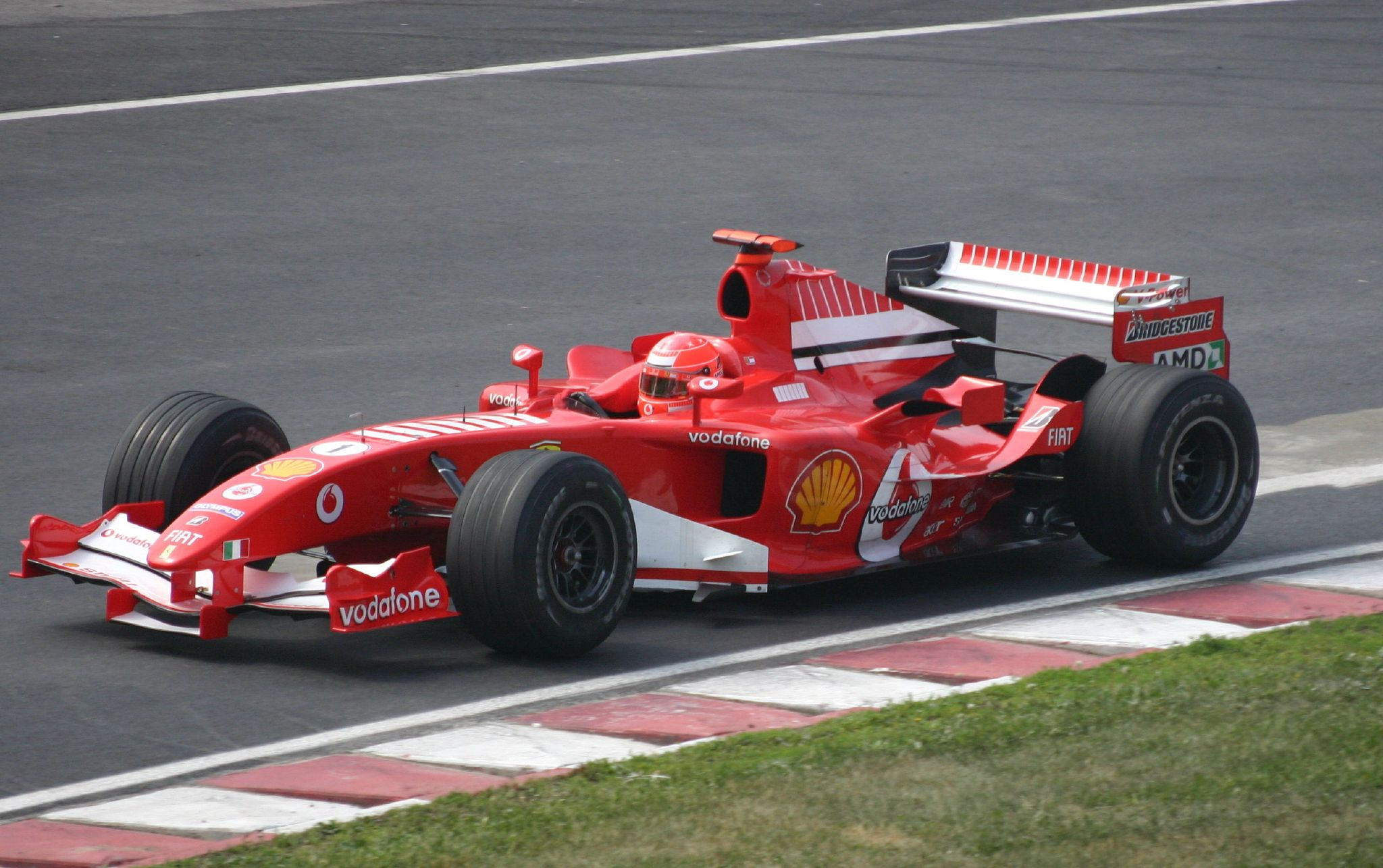
F2005
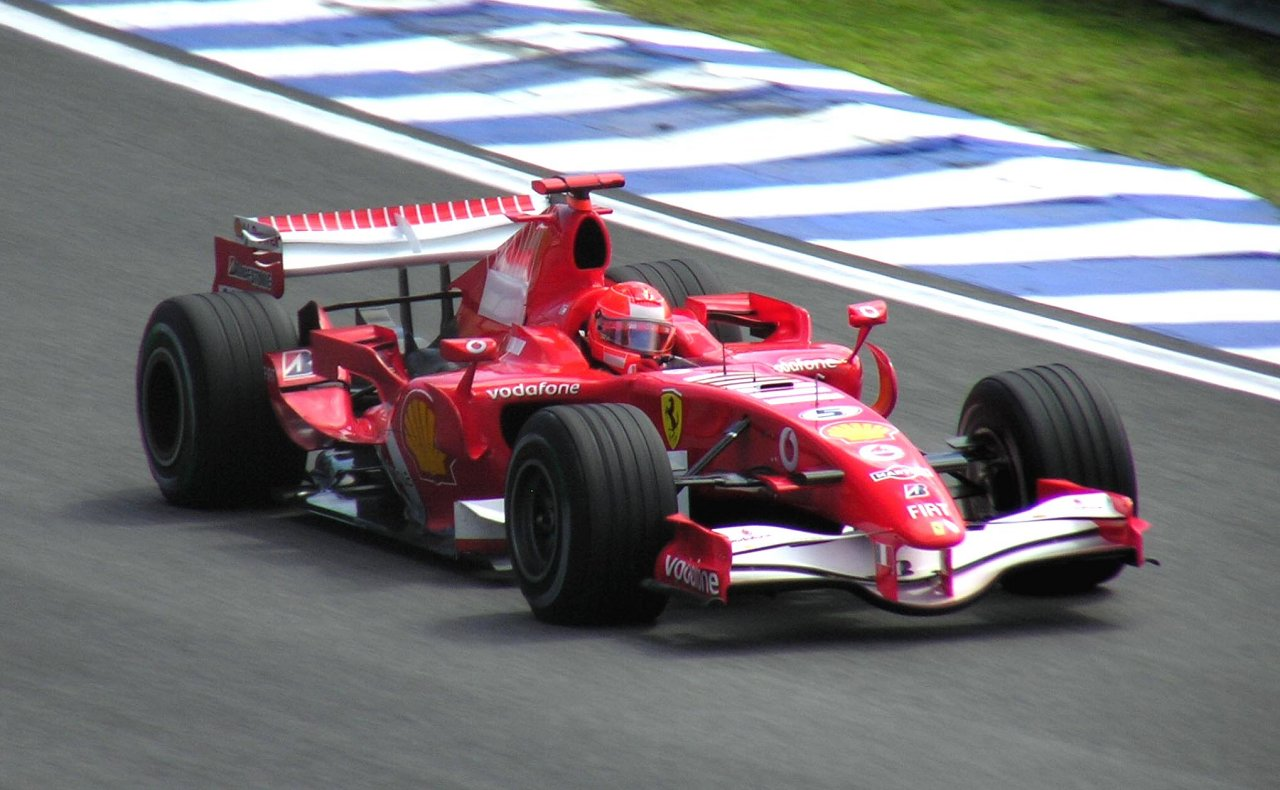
248F1
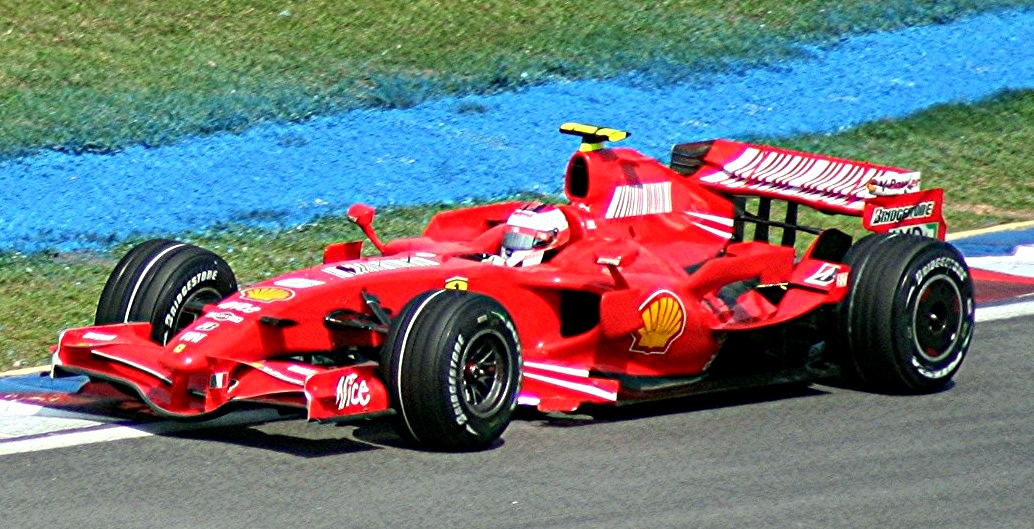
F2007
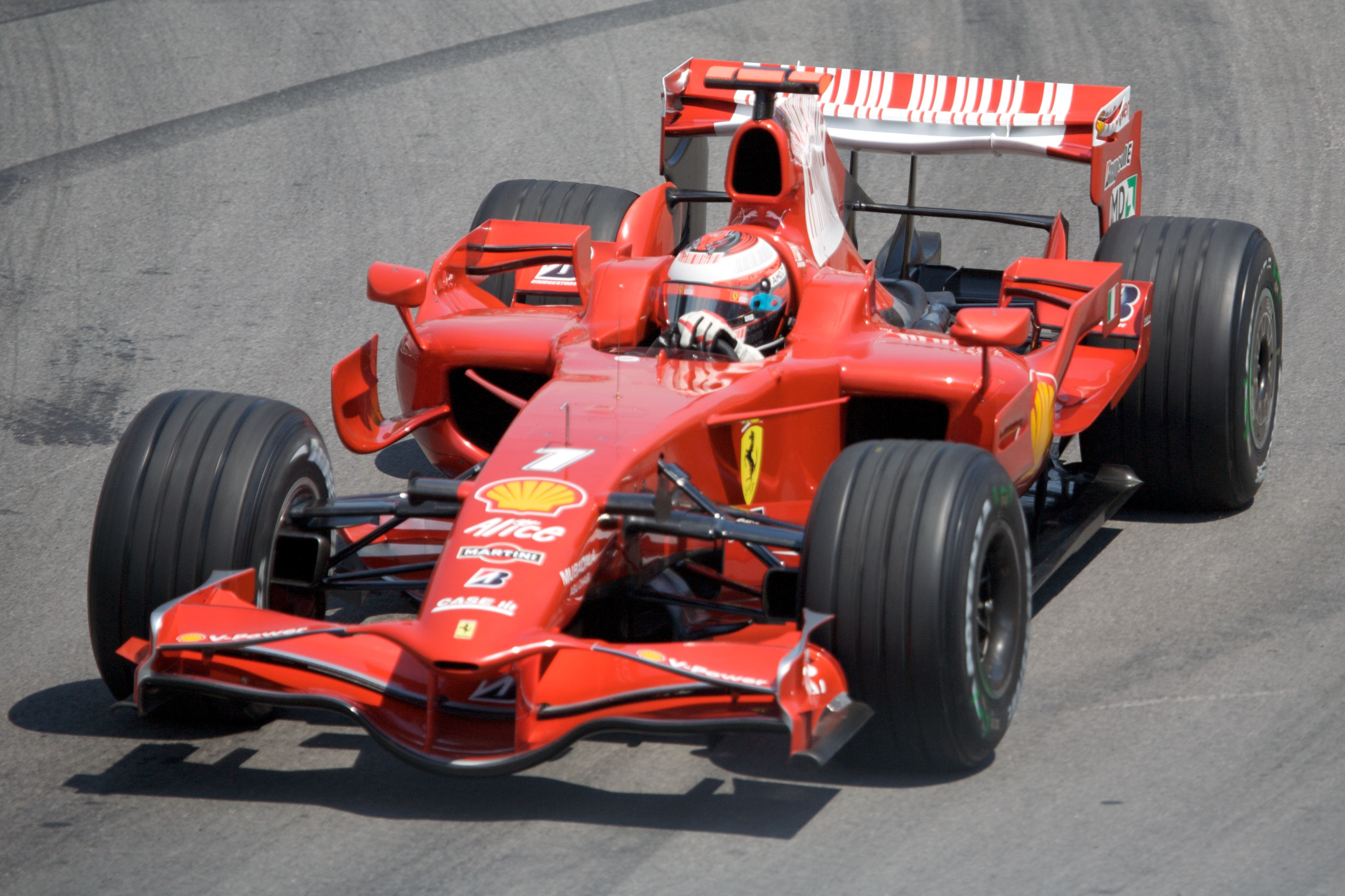
F2008
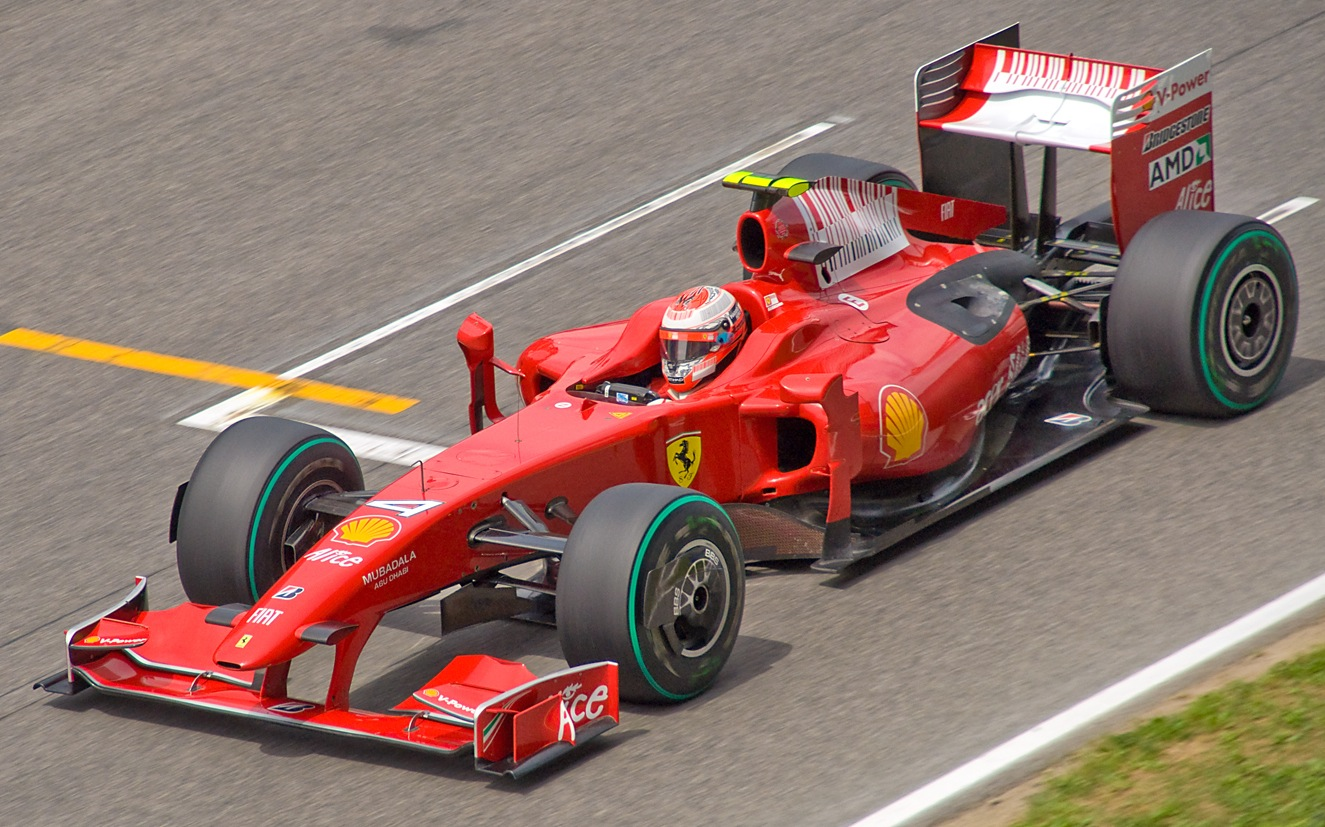
F60
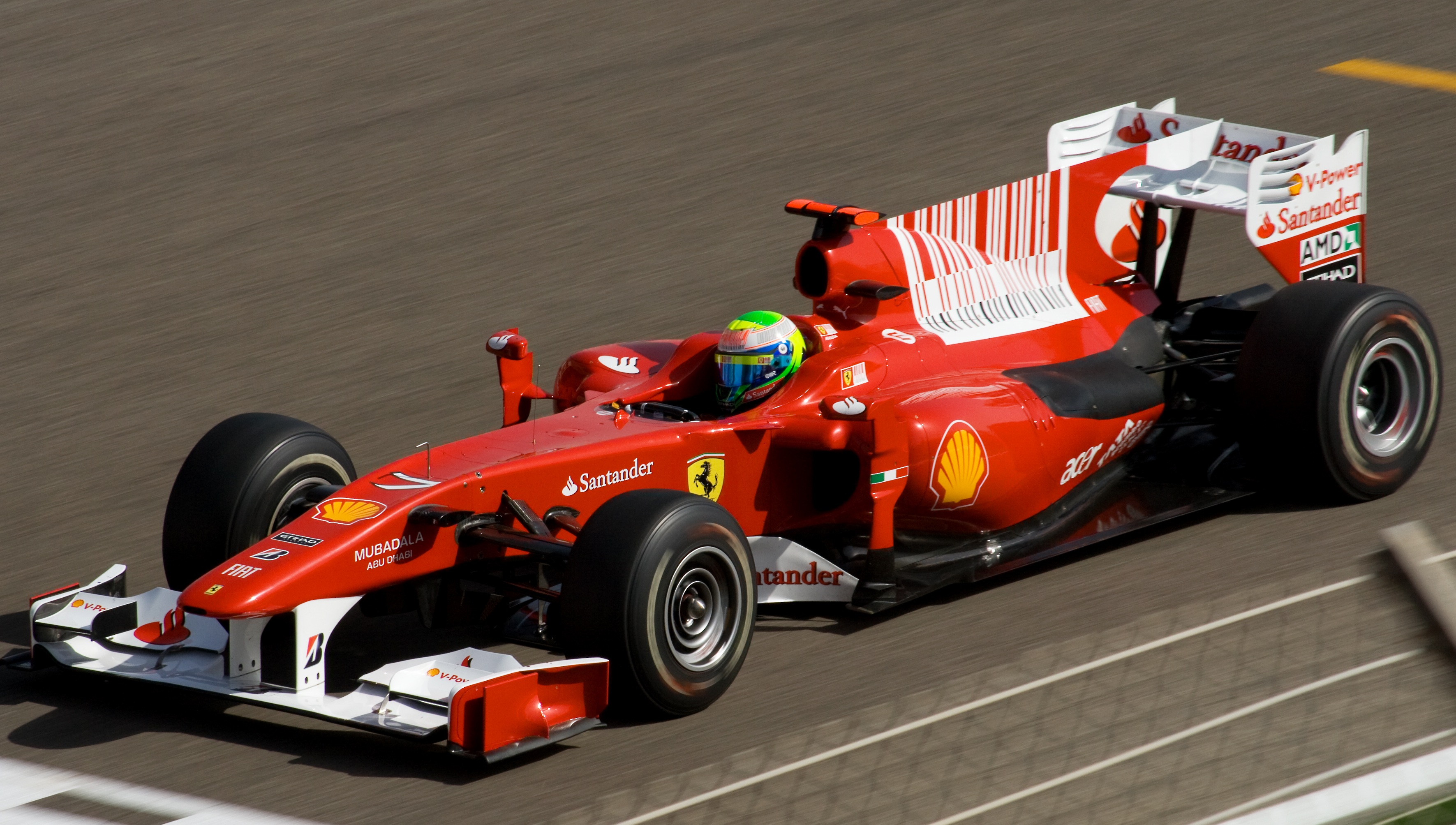
F10
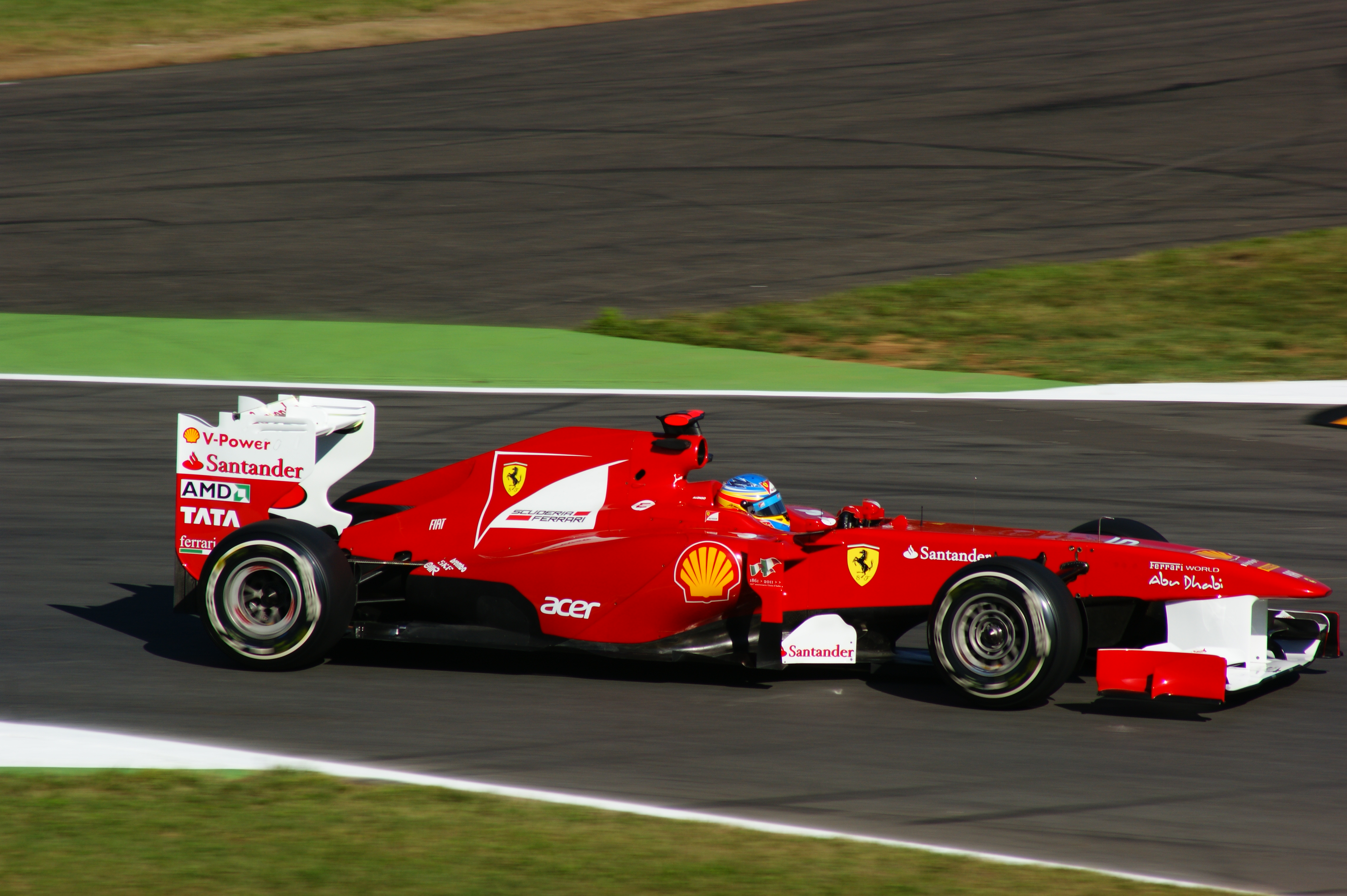
150°Italia
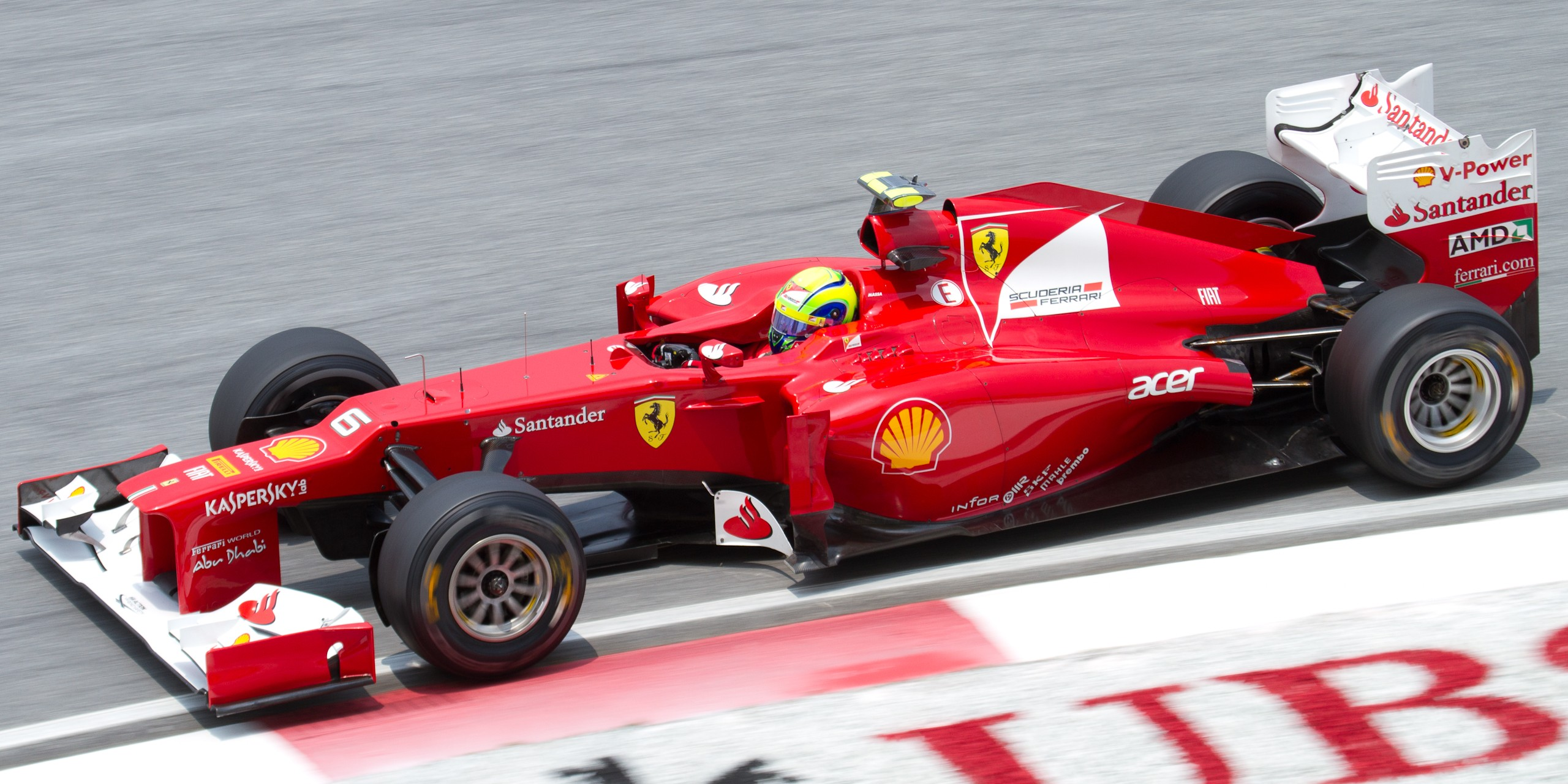
F2012
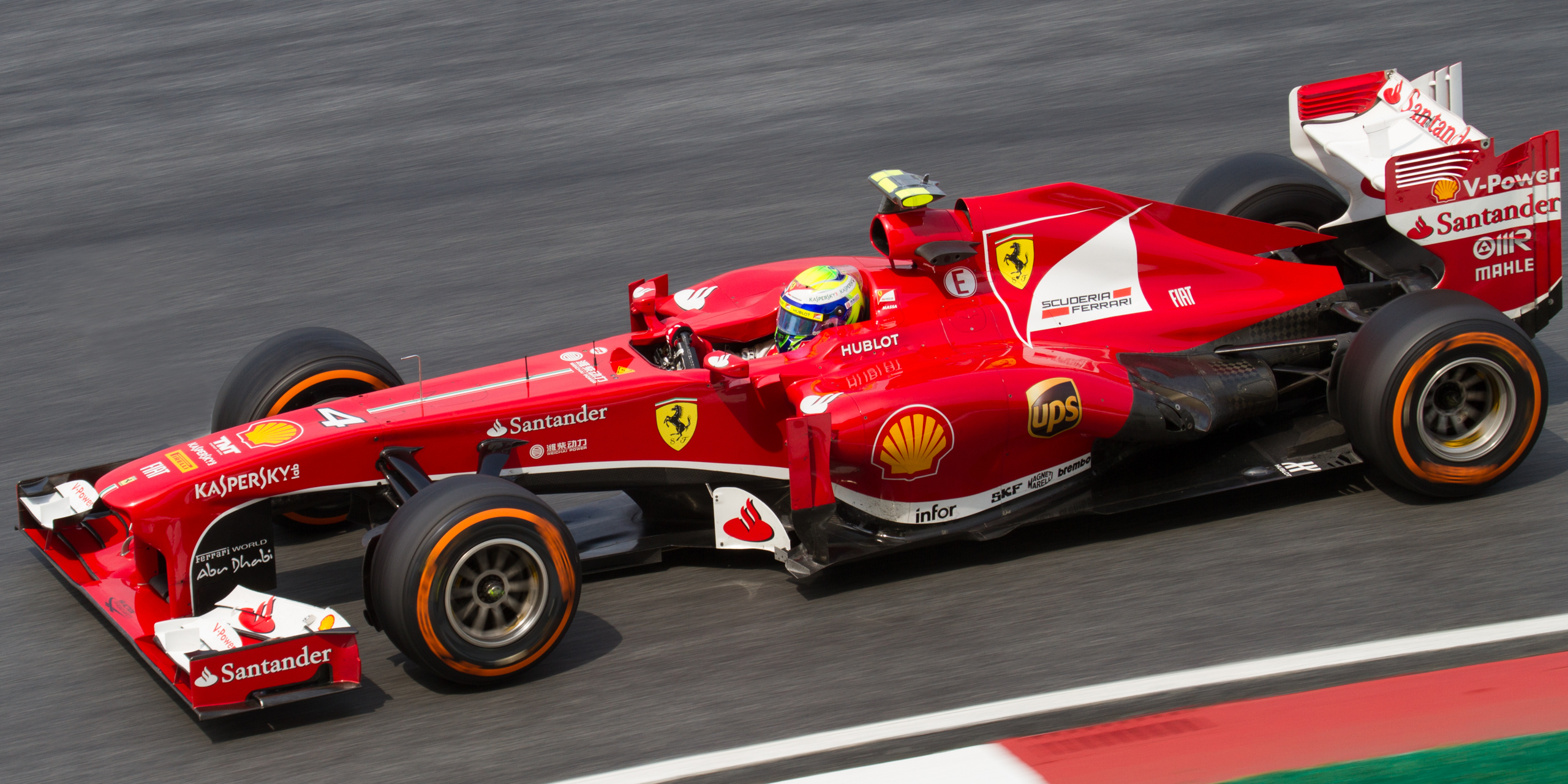
F138

- パワーユニット型（2014年 - 2021年）

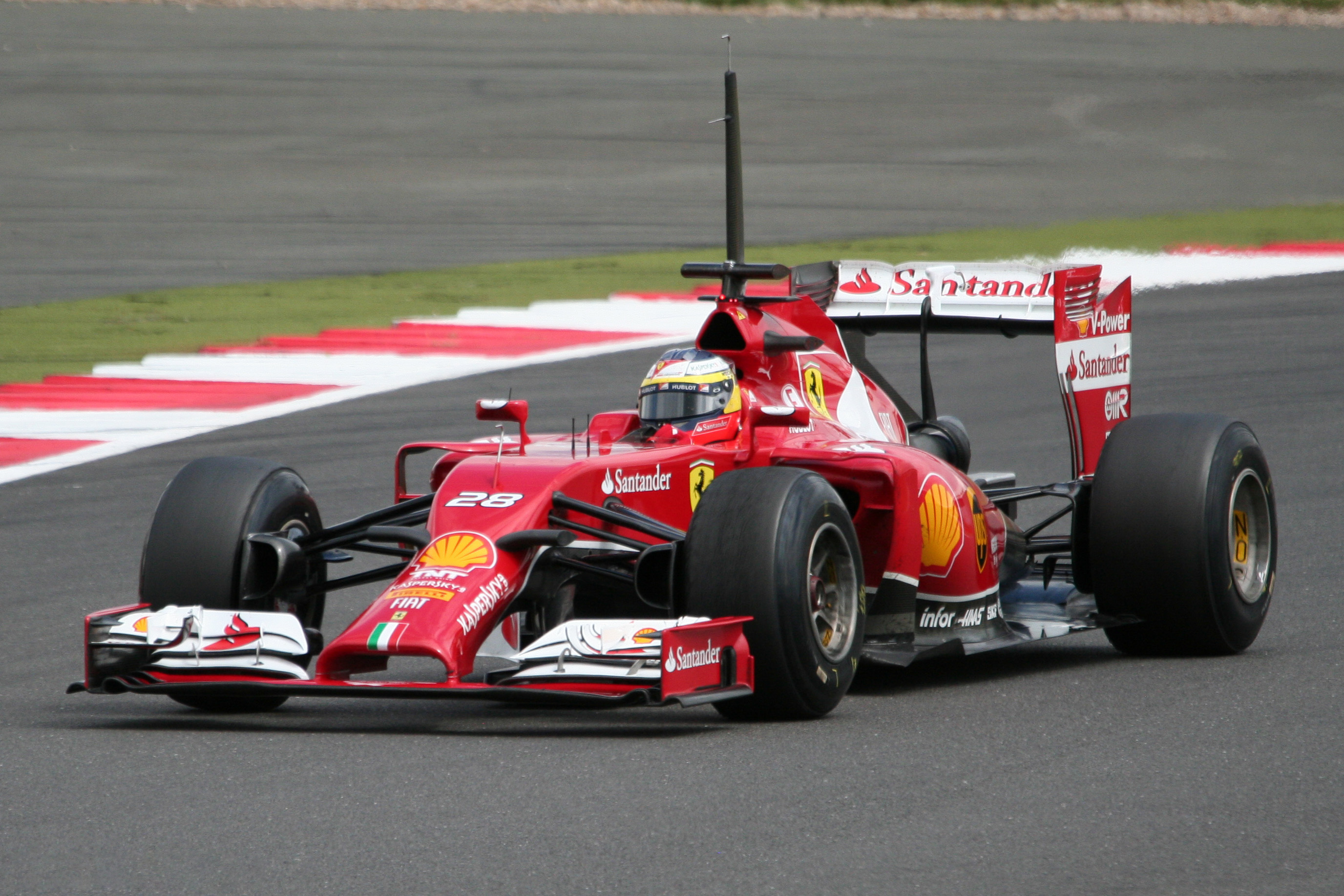
F14 T
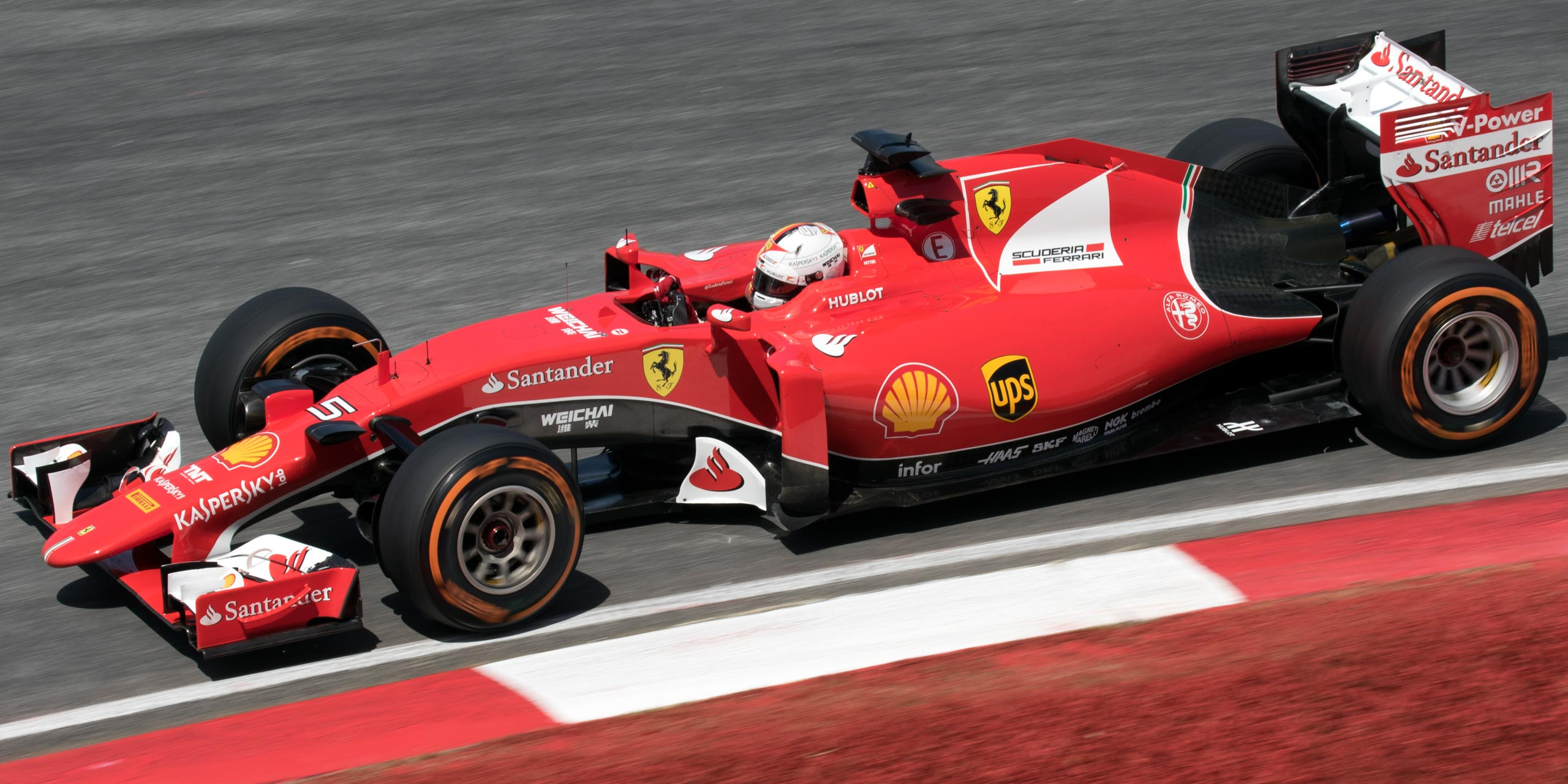
SF15-T
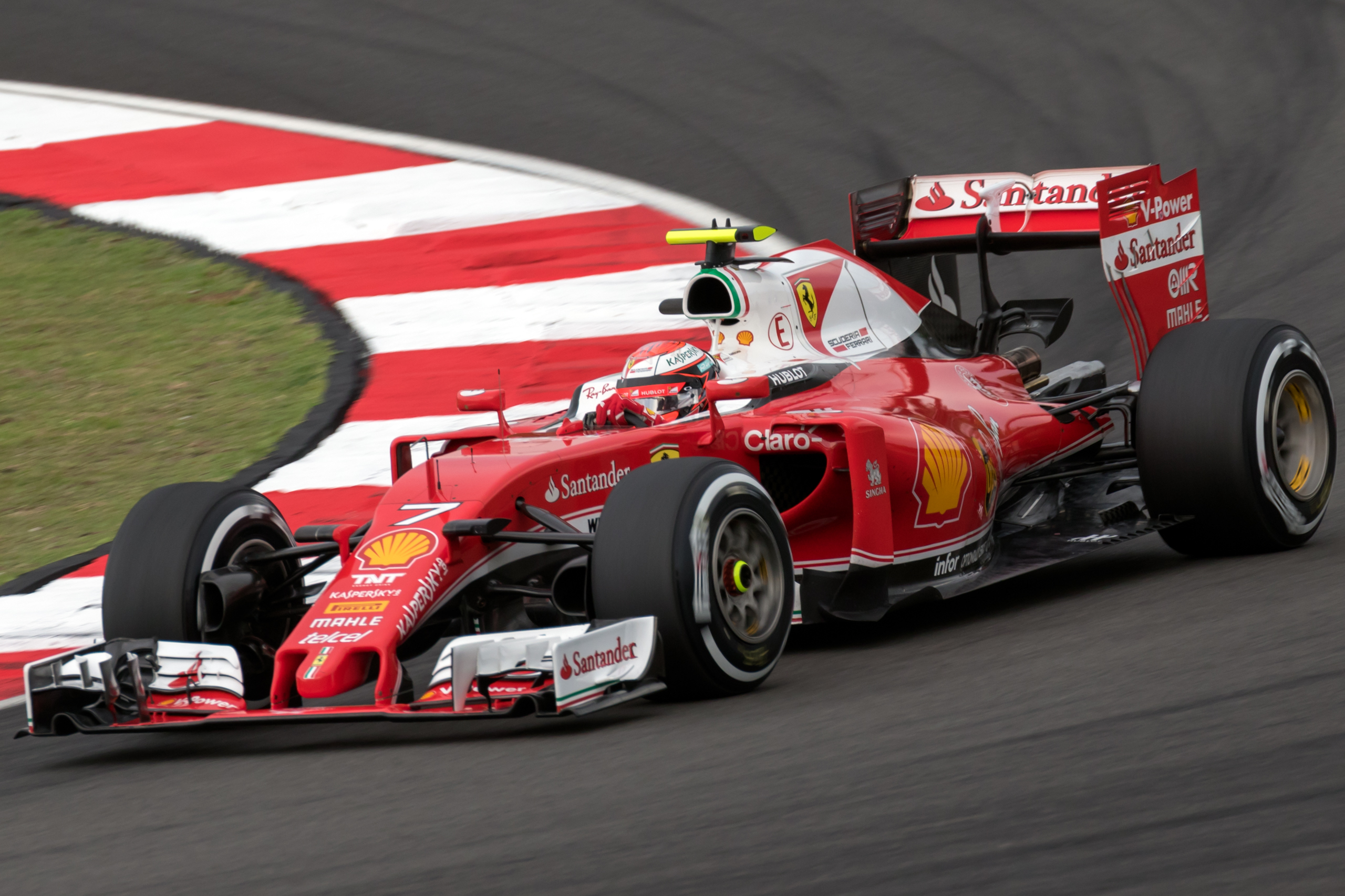
SF16-H
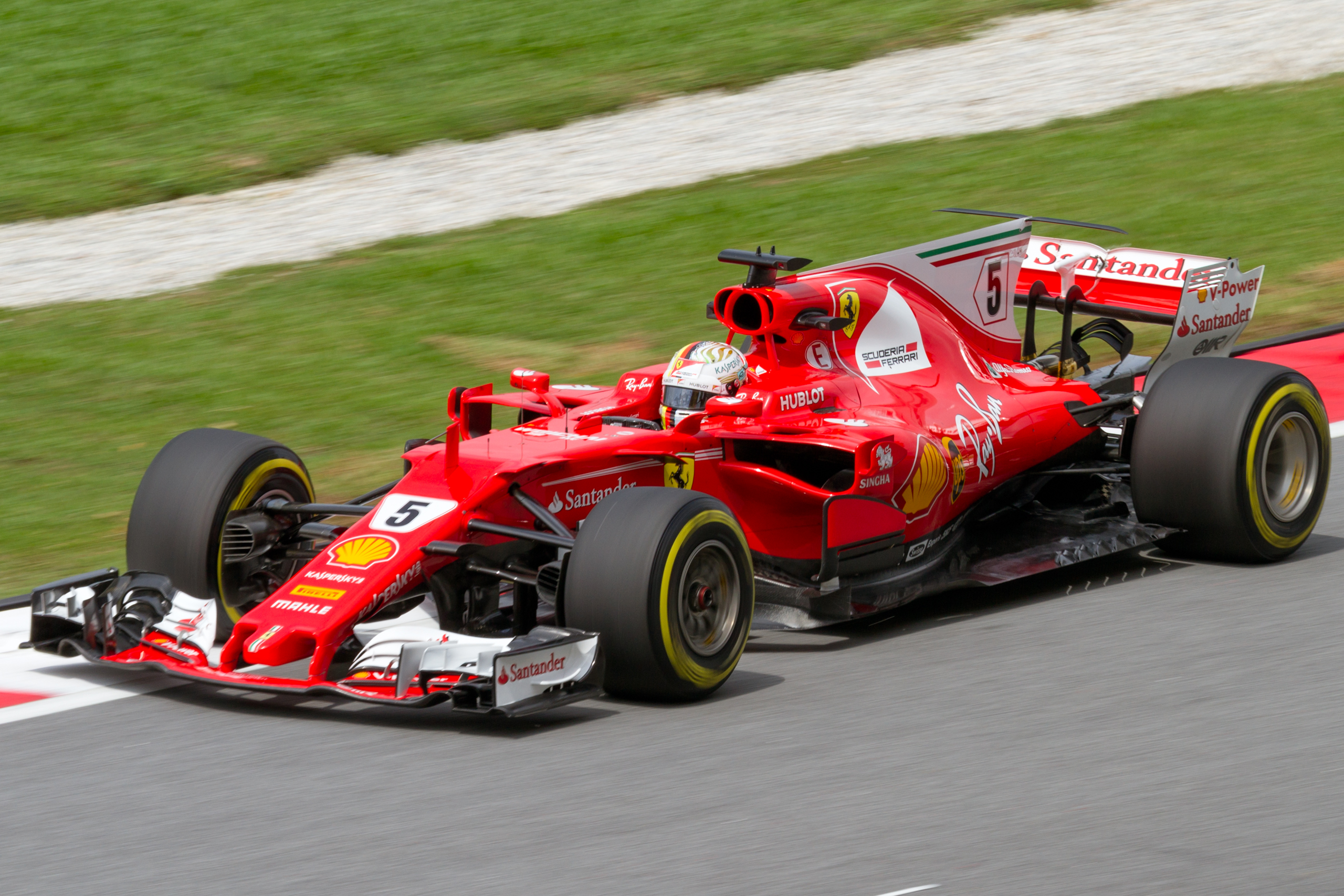
SF70H
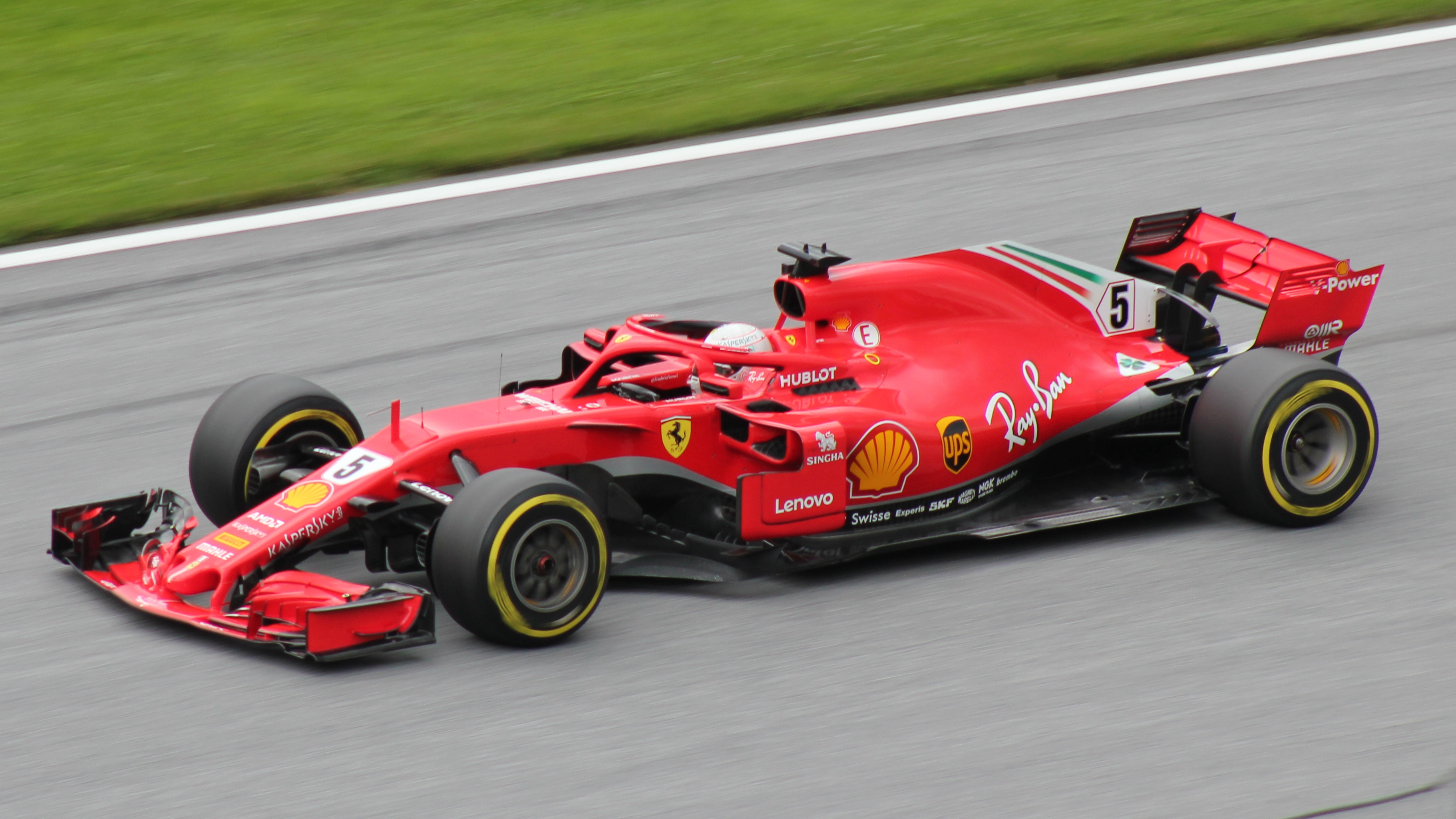
SF71H
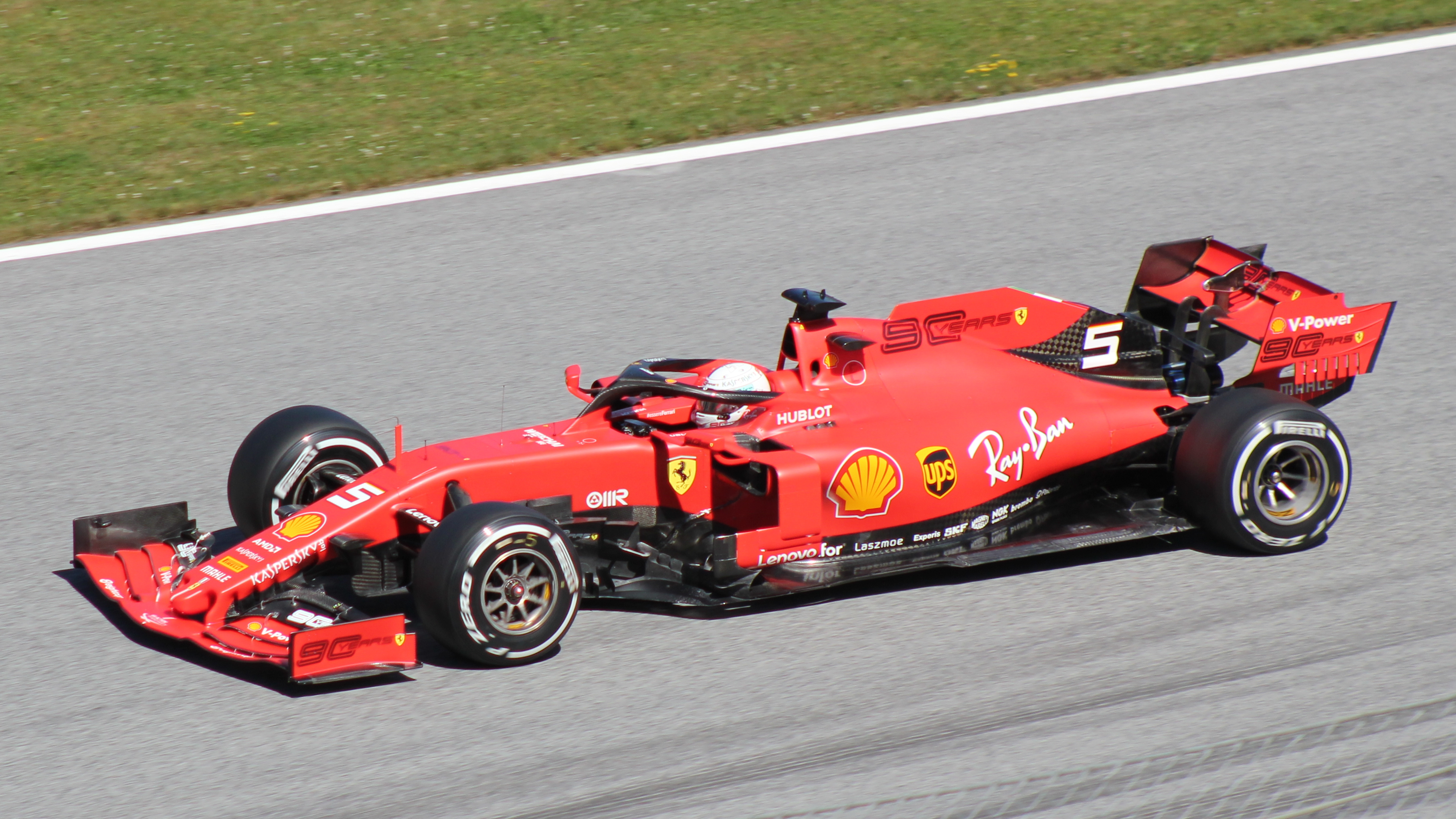
SF90
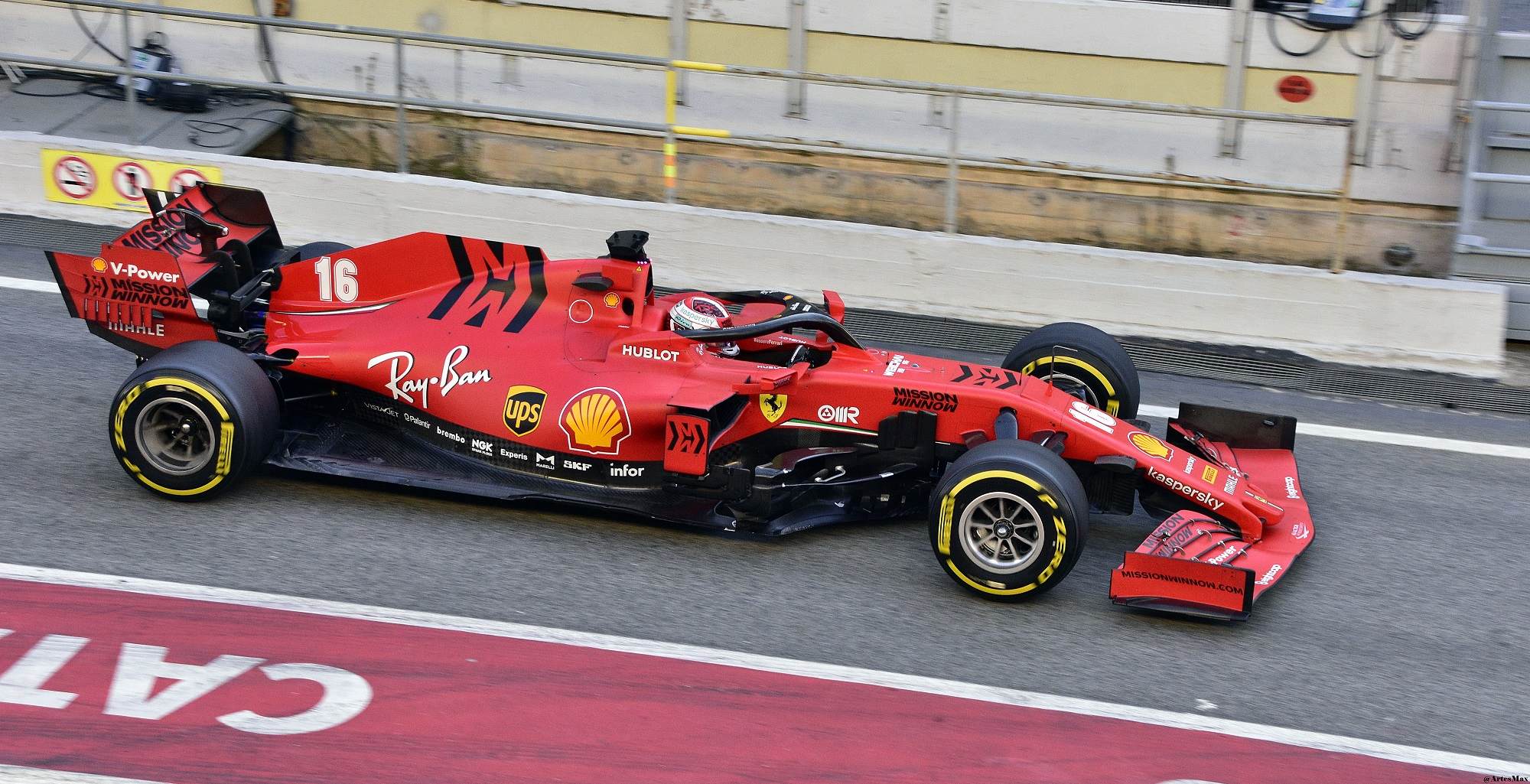
SF1000
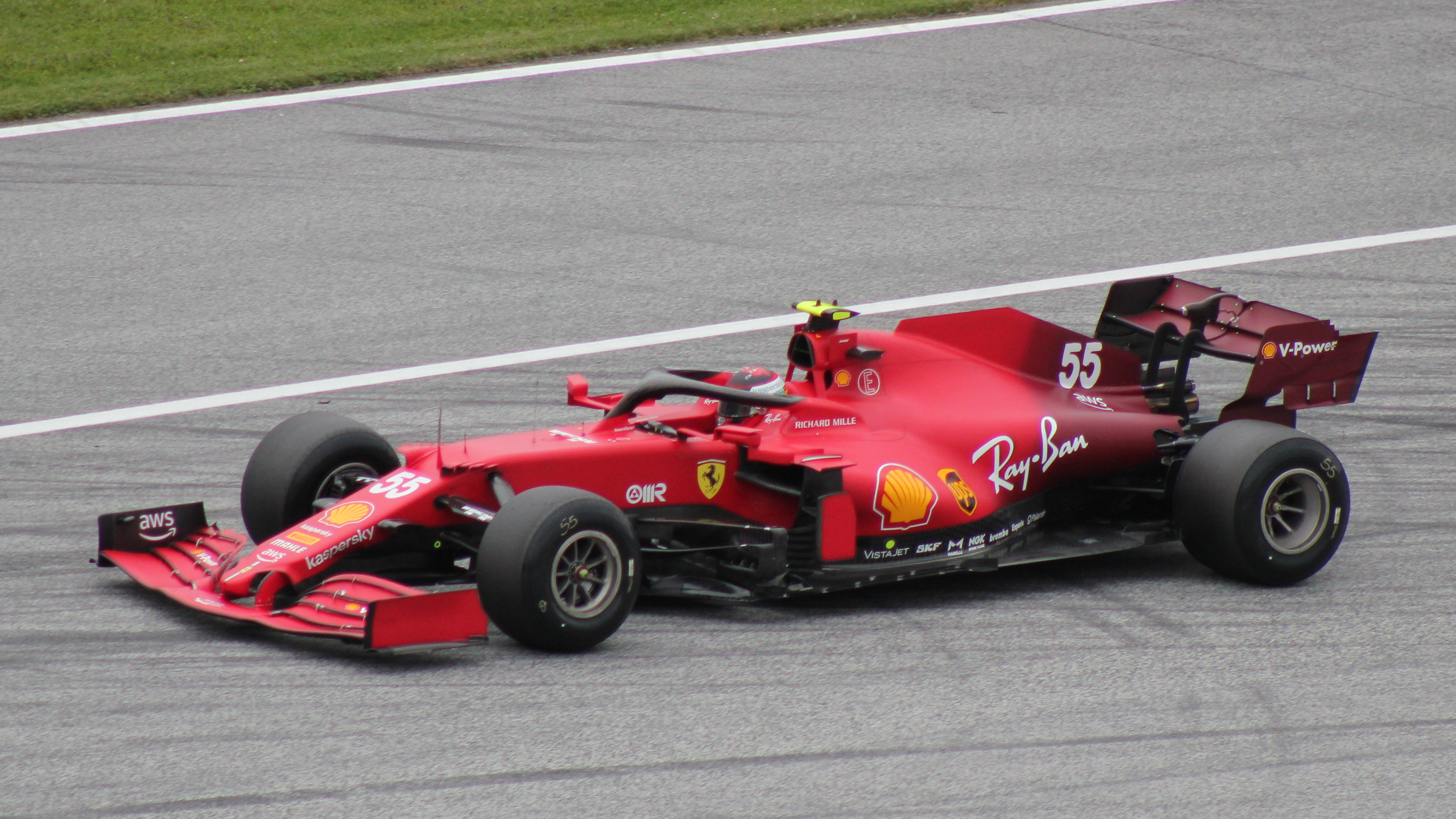
SF21

- グラウンドエフェクト型#2（2022年 - ）

- F1-75
- SF-23
- SF-24